# Diego Vélasquez
Vous lisez un « article de qualité » labellisé en 2012.
Ne doit pas être confondu avec Diego Velázquez de Cuéllar.
Pour les articles homonymes, voir Vélasquez (homonymie) et Silva.
Diego Rodríguez de Silva y Velázquez, dit Diego Velázquez, ou Diego Vélasquez en français, né puis baptisé à Séville le 6 juin 1599 et mort à Madrid le 6 août 1660, est un peintre baroque espagnol.
Il est considéré comme l'un des principaux représentants de la peinture espagnole et l'un des maîtres de la peinture universelle.
Il passa ses premières années à Séville, où il développa un style naturaliste à base de clairs-obscurs. À 24 ans, il s'installa à Madrid, où il fut nommé peintre du roi Philippe IV et, quatre ans après, il devint peintre de la Chambre du roi, charge la plus importante parmi les peintres royaux. Comme artiste de ce rang, il réalisa essentiellement des portraits du roi, de sa famille et des Grands d'Espagne ainsi que des toiles destinées à décorer les appartements royaux. Comme surintendant des travaux royaux, il acquit en Italie de nombreuses œuvres pour les collections royales, des sculptures antiques et des tableaux de maître, et organisa les déplacements du roi d'Espagne.
Sa présence à la cour lui permit d'étudier les collections de peintures royales. L'étude de ces collections ajoutée à l'étude des peintres italiens lors de son premier voyage en Italie, eut une influence déterminante sur l'évolution de son style, caractérisé par une grande luminosité et des coups de pinceau rapides. À partir de 1631, il atteignit sa maturité artistique et peignit de grandes œuvres comme La Reddition de Bréda.
Pendant les dix dernières années de sa vie, son style se fit plus schématique, arrivant à une domination notable de la lumière. Cette période commença avec le Portrait d'Innocent X peint lors de son second voyage en Italie, et vit la naissance de deux de ses œuvres maîtresses : Les Ménines et Les Fileuses.
Son catalogue contient de 120 à 125 œuvres peintes et dessinées. Célèbre bien après sa mort, la réputation de Vélasquez atteignit un sommet de 1880 à 1920, période qui coïncide avec les peintres impressionnistes français pour qui il fut une référence. Manet fut émerveillé par sa peinture et il qualifia Vélasquez de « peintre des peintres » puis du « plus grand peintre qui eût jamais existé ».
La majeure partie de ses toiles, qui faisaient partie de la collection royale, est conservée au musée du Prado à Madrid.

## Biographie

### Premières années à Séville

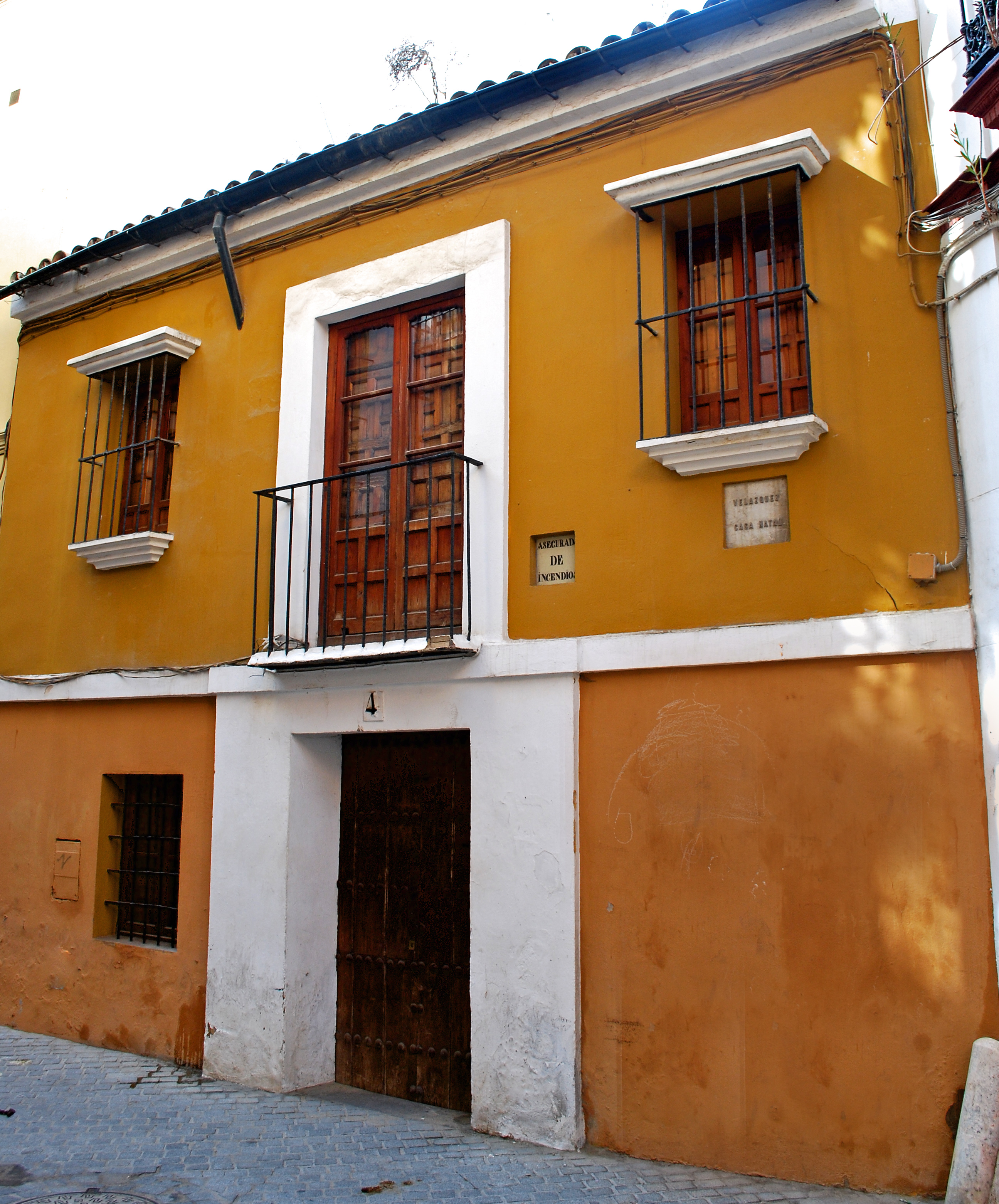
Maison natale de Vélasquez à Séville.

Diego Rodríguez de Silva y Velázquez fut baptisé le 6 juin 1599 à l'église Saint-Pierre de Séville. La date exacte de sa naissance reste inconnue, toutefois le critique italien Pietro Maria Bardi suggère qu'elle eut lieu la veille, le 5 juin 1599.
Vélasquez était l'aîné d'une fratrie de huit,. Son père, Juan Rodríguez de Silva, était natif de Séville bien que d'origine portugaise. Ses grands-parents s'étaient établis à Porto. Sa mère, Jerónima Velázquez, était également sévillane. Juan et Jerónima s'étaient mariés à l'église Saint-Pierre le 28 décembre 1597. Suivant la coutume andalouse d'alors, Vélasquez signait ses documents légaux du nom de sa mère. Bien qu'il ne signât généralement pas ses toiles, il le fit quelquefois sous le nom de « Diego Velázquez » et plus exceptionnellement sous l'expression « de Silva Velázquez », utilisant les noms de ses deux parents,,.
La famille faisait partie de la petite noblesse de la ville,. On ne connaît pas la source des revenus de son père qui vivait probablement de rentes. Dès 1609, la ville de Séville commença à rembourser à son arrière grand-père la taxe qui était prélevée sur « le blanc de la viande », impôt à la consommation dont seuls les pecheros devaient s'acquitter et, en 1613, la ville fit de même avec le père et le grand-père de Vélasquez. Lui-même fut exempté de taxe à partir de sa majorité. Cependant, cette exemption impliqua que ses crédits ne furent pas jugés suffisants par le conseil des ordres militaires lorsque, durant les années 1650, celui-ci chercha à déterminer les origines de sa noblesse, reconnue uniquement à son grand-père paternel qui disait l'avoir reçue au Portugal et en Galice.

#### Apprentissage
À l'époque où se formait le peintre, Séville était la ville la plus riche et la plus peuplée d'Espagne, la plus cosmopolite et la plus ouverte de l'empire espagnol. Elle jouissait d'un monopole commercial avec les Amériques et elle avait une importante population de commerçants flamands et italiens. Séville était aussi un centre ecclésiastique de grande importance, ainsi qu'un foyer d'art qui disposait de grands peintres. De nombreuses écoles locales y étaient concentrées depuis le XVe siècle.
Le talent de Vélasquez se révéla très tôt. À dix ans à peine, selon l'historien et biographe du peintre Antonio Palomino, il commença sa formation à l'atelier de Francisco de Herrera le Vieux, peintre prestigieux de la Séville du XVIIe siècle, mais qui avait si mauvais caractère que son jeune élève ne le supporta pas. Le séjour à l'atelier de Herrera, sur lequel on n'a pas de document précis, fut nécessairement court, puisqu'en octobre 1611, Juan Rodríguez signa la « lettre d'apprentissage » de son fils Diego avec Francisco Pacheco, s'engageant avec lui pour une période de six ans, à compter de décembre 1611. Vélasquez allait devenir son gendre par la suite,.
À l'atelier de Pacheco, Vélasquez acquit sa première formation technique et ses idées esthétiques. Le contrat d'apprentissage fixait les conditions habituelles du domestique : le jeune apprenti, installé à la maison du maître, devait le servir « dans sus-dite maison et en tout ce que vous disiez et demandez qui soit honnête et possible de faire », dispositions qui habituellement incluaient, entre autres obligations, de broyer les couleurs, de préparer les colles, de décanter les vernis, de tendre les toiles, de monter les châssis. Le maître s'obligeait à fournir à l'apprenti, de quoi manger, un toit et un lit, des vêtements, des chaussures, et l'enseignement de « l'art beau et complet selon ce que vous en savez, sans cacher quoi que ce soit ».

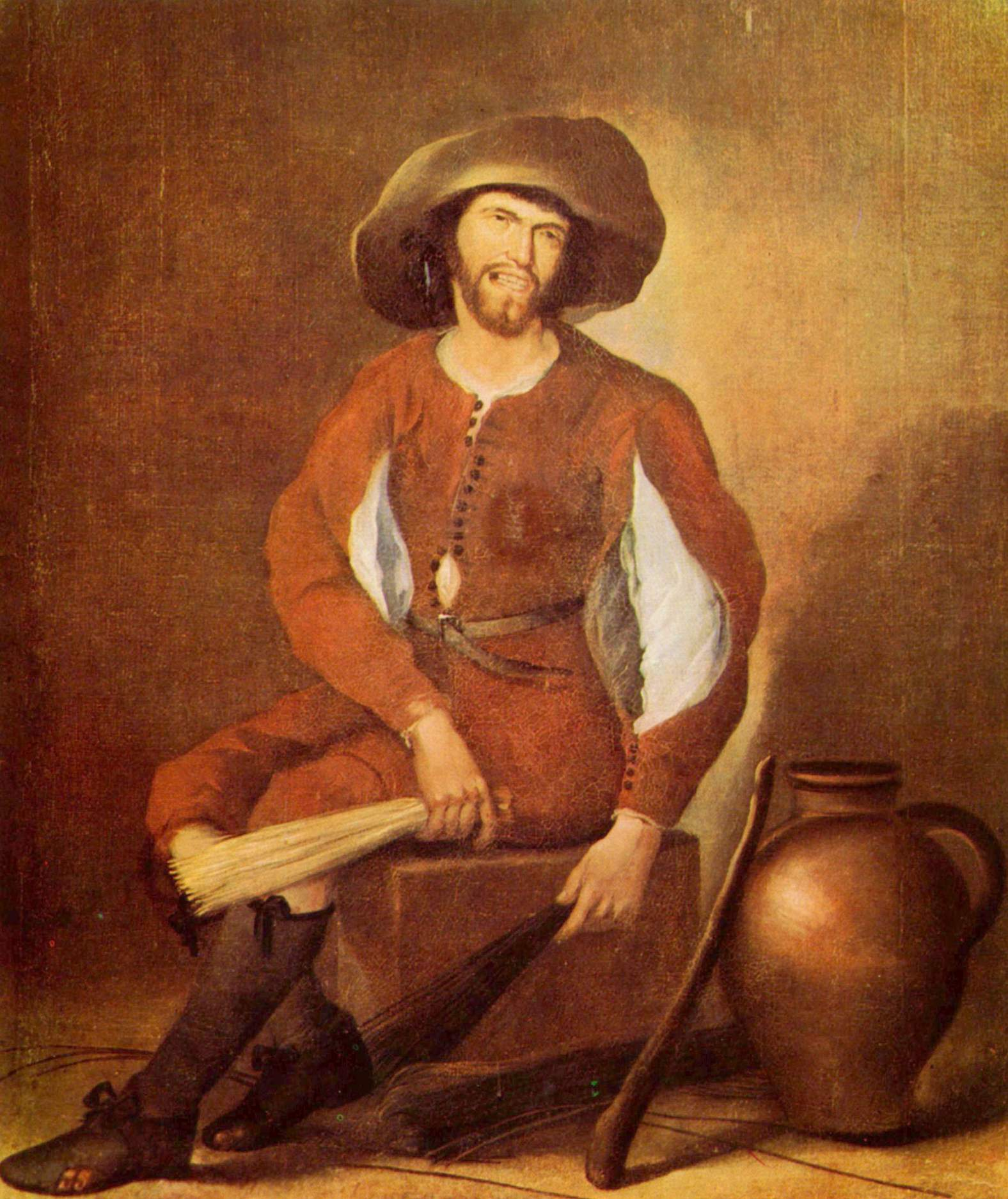
Francisco de Herrera le Vieux. Le Balayeur, (première moitié du XVIIe siècle, musée Calvet, Avignon).
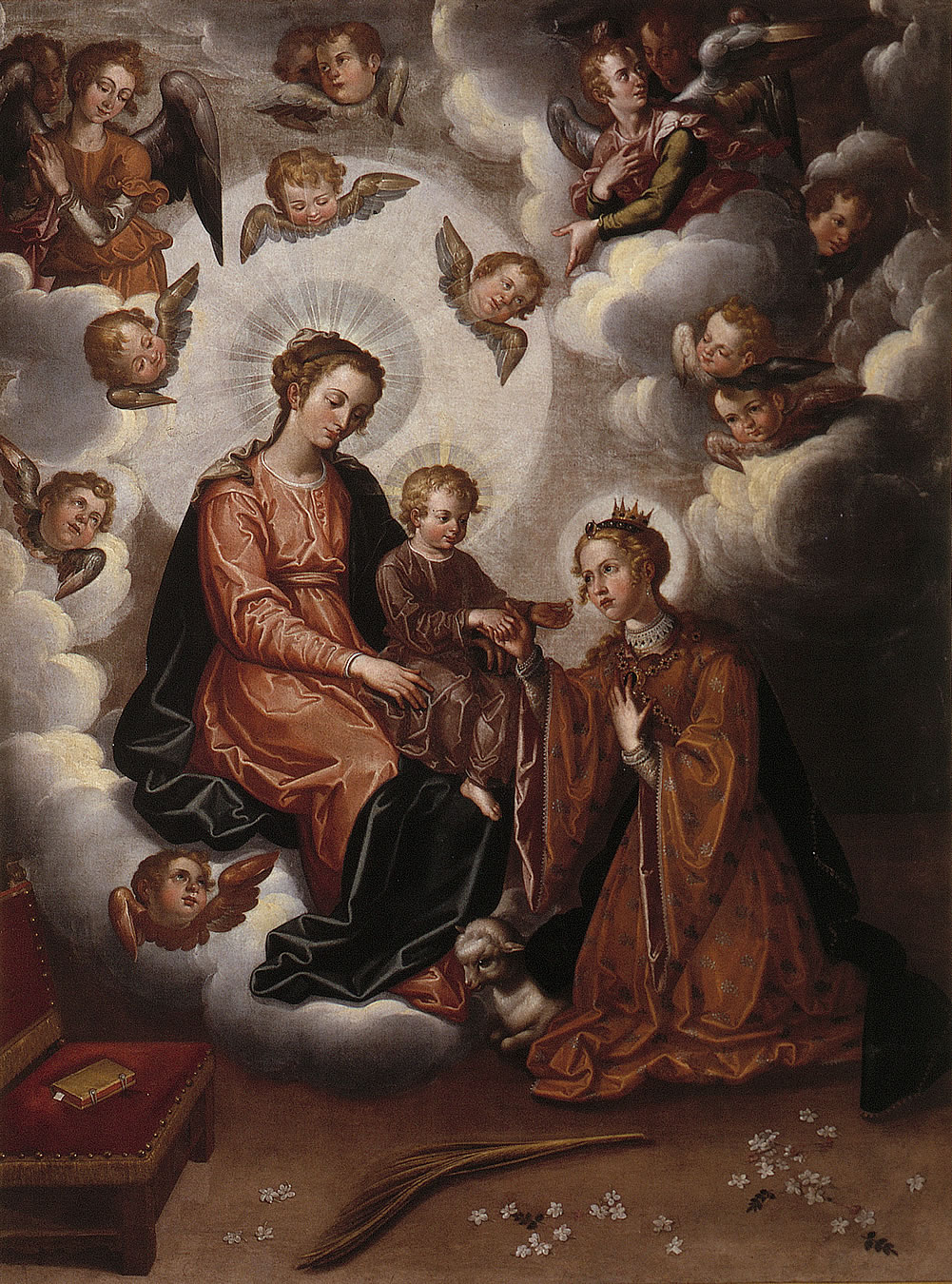
Francisco Pacheco. Mariage mystique de sainte Inès (1628, musée des beaux-arts de Séville).

Pacheco était un homme de grande culture, auteur de l'important traité L'Art de la peinture, qui fut publié après sa mort en 1649 et qui « ...nous éclaire sur la manière de travailler des peintres de son temps. » Dans cet ouvrage, il se montre fidèle à la tradition idéaliste du siècle précédent, et peu intéressé par les progrès de la peinture naturaliste flamande et italienne. Parmi les ouvrages qui constituaient sa bibliothèque, s'il y avait de nombreux livres ecclésiastiques et plusieurs ouvrages de peintures, aucun ne traitait de perspective, d'optique, de géométrie, ou d'architecture. Comme peintre, il était assez limité. C'était un fidèle successeur de Raphaël et de Michel Ange qu'il interprétait de manière dure et sèche. Cependant, il dessinait d'excellents portraits au crayon des poètes et écrivains qui défilaient dans sa maison, avec l'intention d'en faire un livre d'Éloges qui ne fut publié en fac-similé qu'au XIXe siècle. Homme influent, neveu d'un chanoine humaniste, il eut le mérite de ne pas limiter les capacités de son élève, et de lui faire bénéficier de ses amitiés et de son influence. Mais de Pacheco, on retient surtout qu'il fut le maître de Vélasquez. On le connaît mieux par ses écrits que par sa peinture. Pacheco avait un grand prestige dans le clergé, et il était très influent dans les cercles littéraires sévillans qui réunissaient la noblesse locale. Le 7 mars 1618, Pacheco fut chargé par le saint Tribunal de l'Inquisition de « surveiller et visiter les peintures sacrées qui se trouvent dans les boutiques et lieux publics, et de les porter si besoin devant le tribunal de l'Inquisition ».
Carl Justi, premier grand spécialiste du peintre, considérait que le peu de temps que Vélasquez passa avec Herrera, suffit à lui transmettre l'impulsion initiale qui lui donna sa grandeur et sa singularité. Il enseigna probablement la « liberté de main » que Vélasquez n'atteignit que plusieurs années plus tard à Madrid. Il est possible que le premier maître de Vélasquez lui ait servi d'exemple dans la recherche d'un style personnel, et les analogies qui peuvent être perçues entre les deux peintres n'ont qu'un caractère général. Dans les premières œuvres de Diego, on trouve un dessin strict qui cherche à capter avec précision la réalité, avec une plastique sévère, totalement opposée aux contours flottants et à la tumultueuse fantaisie des personnages de Herrera qui malgré son mauvais caractère, était un artiste fougueux, et de vision plus moderne que Pacheco.
Justi concluait que Pacheco avait eu peu d'influence artistique sur son élève. En revanche, il affirmait qu'il en avait eu dans les aspects théoriques, tant du point de vue iconographique — la Crucifixion aux quatre clous — que dans la reconnaissance de la peinture comme art noble et libre, par opposition au caractère essentiellement artisanal avec lequel cette discipline était perçue par la majorité de ses contemporains.
L'historien de l'art américain Jonathan Brown ne prend pas en considération l'étape de formation avec Herrera,, et indique une autre influence possible des premières années de Vélasquez, celle de Juan de Roelas, qui était présent à Séville durant ces années d'apprentissage. Chargé d'importantes responsabilités ecclésiastiques, Roelas introduisit à Séville le naturalisme de l'Escurial alors naissant et distinct de celui pratiqué par le jeune Vélasquez.

#### Ses débuts de peintre

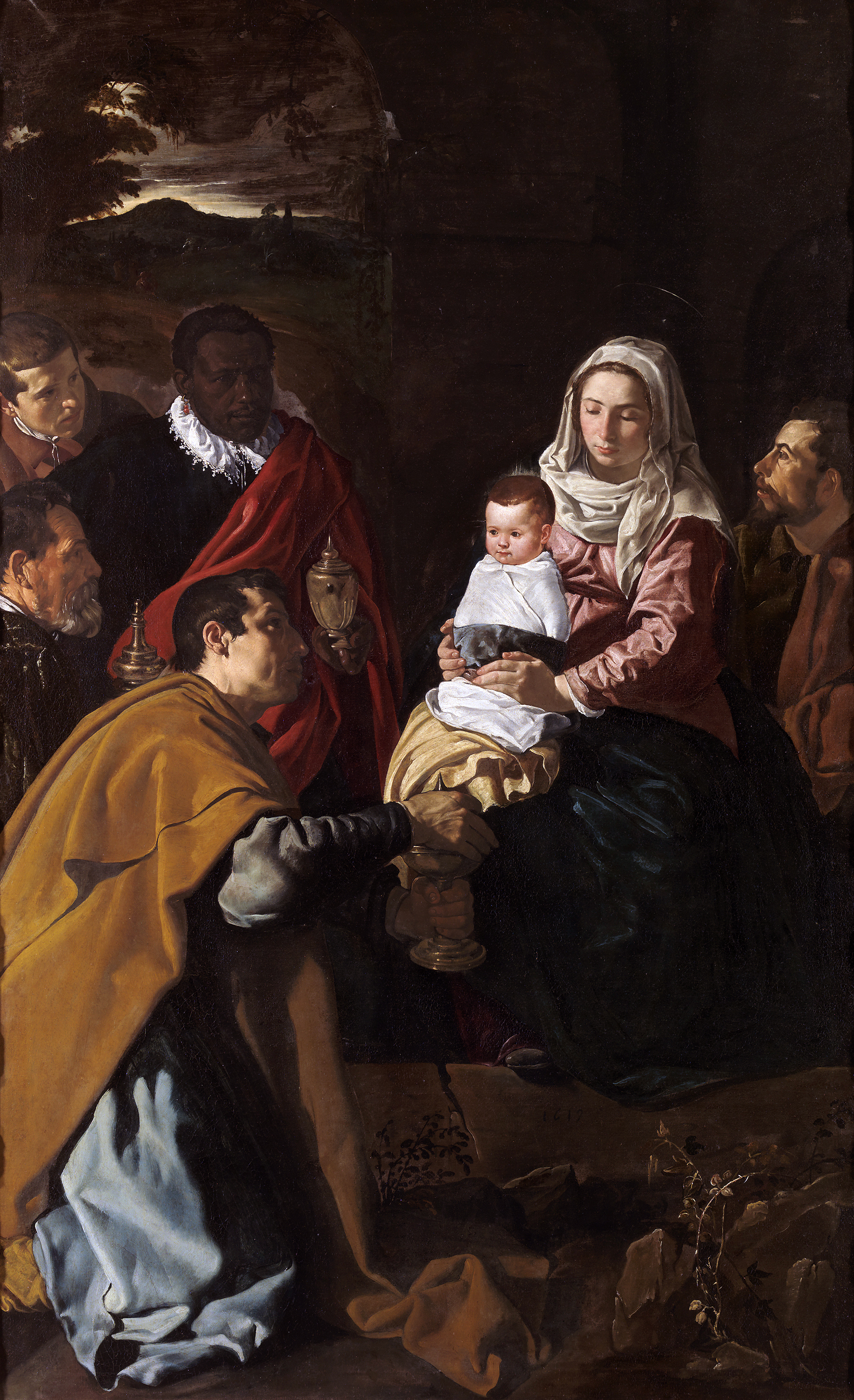
Adoration des Mages, 1619 (Musée du Prado, Madrid).
On estime que les modèles du peintre étaient choisis dans sa famille : L'enfant serait sa sœur Francisca, la Vierge son épouse Juana, Melchior son beau-père Pacheco et Gaspar serait Vélasquez en personne.

Après sa période d'apprentissage, il passa avec succès, le 14 mars 1617, l'examen qui lui permit d'intégrer la corporation des peintres de Séville. Le jury était composé de Juan de Uceda et de Francisco Pacheco. Il reçut sa licence pour exercer comme « maître en broderies et en huile » et put pratiquer son art dans tout le royaume, ouvrir un magasin public et embaucher des apprentis,. La documentation éparse conservée lors de cette période sévillane, provient quasi exclusivement de fonds d'archives familiaux et de documents économiques. Elle indique une certaine aisance de la famille, mais ne comporte qu'une seule donnée en relation avec sa fonction de peintre : un contrat d'apprentissage signé par Alonso Melgar au début de février 1620 pour que son fils Diego Melgar âgé de treize ou quatorze ans fût l'apprenti de Vélasquez.
Avant ses 19 ans, le 23 avril 1618, Diego se maria avec la fille de Pacheco, Juana qui avait alors 15 ans. Leurs deux filles naquirent à Séville : Francisca fut baptisée le 18 mai 1619, et Ignacia le 29 janvier 1621. Il était fréquent que les peintres sévillans de l'époque mariassent leurs enfants pour tisser un réseau qui permettait d'avoir du travail et des responsabilités.
La grande qualité du peintre Vélasquez se manifesta dans ses premières œuvres, alors qu'il n'avait que 18 ou 19 ans. Ce sont des natures mortes telles que Le déjeuner conservée au musée de l'Ermitage de Saint-Pétersbourg ou la Vieille faisant frire des œufs exposée aujourd'hui à la Galerie nationale d'Écosse : ces bodegones représentent des gens simples dans une auberge ou dans une cuisine de paysans. Les thèmes et les techniques qu'il utilisa dans ces toiles étaient totalement étrangers à ce qui se faisait alors à Séville, non seulement à l'opposé des modèles habituels, mais également des préceptes techniques de son maître qui prit malgré tout la défense de la nature morte comme genre :

« Les natures mortes ne devraient pas être appréciées? Bien sûr que si, lorsqu'elles sont peintes comme mon gendre le fait en grandissant ce thème, sans laisser de place aux autres ; elles méritent une très grande estime. D'ailleurs, avec ces principes et les portraits, de quoi parlerions nous après? Il a trouvé une véritable imitation de la nature, encourageant de nombreuses personnes de son puissant exemple. »

Durant ces premières années, il développa une grande maîtrise dans l'imitation de la nature. Il parvint à représenter le relief et les textures au moyen d'une technique de clair-obscur qui rappelle le naturalisme du Caravage, bien qu'il fût improbable que le jeune Vélasquez eut connu ses œuvres. Dans ces toiles, une forte lumière orientée accentue les volumes et des objets simples paraissent se détacher au premier plan. Vélasquez avait pu observer des scènes de genre ou des natures mortes originaires de Flandre avec des gravures de Jacob Matham. La pittura ridicola était pratiquée dans le nord de l'Italie par des artistes tels que Vincenzo Campi et représentait des objets du quotidien et des types vulgaires. Le jeune Vélasquez avait pu s'en inspirer pour développer sa technique de clairs-obscurs. Ce genre de peinture fut très rapidement accepté en Espagne, comme en témoigne l'œuvre du modeste peintre Juan Esteban résident à Úbeda. Par le biais de Luis Tristán, élève du Greco, ainsi que par celui de Diego de Rómulo Cincinnato, un portraitiste aujourd'hui mal connu et dont Pacheco fait l'éloge, Vélasquez avait pu connaître des œuvres du Greco qui pratiquait un clair-obscur personnel. Le saint Thomas du musée des beaux-arts d'Orléans et le saint Paul du musée national d'art de Catalogne mettent en évidence la connaissance des deux premiers.
La clientèle sévillane, majoritairement ecclésiastique, demandait des thèmes religieux, des toiles de dévotion et des portraits, ce qui explique que la production de cette époque se concentrât sur les sujets religieux comme l'Immaculée Conception de la National Gallery de Londres et de son pendant, le saint Jean à Patmos du couvent des carmélites de Séville. Vélasquez montre un grand sens du volume et un goût manifeste pour les textures des matériaux comme dans l'Adoration des Rois du musée du Prado ou l'Imposition de la chasuble à Saint Ildefonse de la mairie de Séville. Cependant, Vélasquez abordait parfois les thèmes religieux de la même façon que ses natures mortes avec personnages. C'est le cas dans le Christ dans la maison de Marthe et Marie conservé à la galerie nationale de Londres ou dans La Cène d'Emmaüs également connue sous le titre de La Mulâtre et qui est conservée à la Galerie nationale d'Irlande. Une réplique autographe de cette toile est conservée à l'Art Institute of Chicago ; l'auteur supprima de cette copie le motif religieux et la réduisit à une nature morte profane. Cette façon d'interpréter la nature lui permit d'atteindre le fond de ses sujets, en démontrant tôt une grande aptitude au portrait, capable de transmettre la force intérieure et le tempérament des personnages. Ainsi, dans le portrait de sœur Jerónima de la Fuente en 1620 et dont il reste deux exemplaires de grande intensité, il transmit l'énergie de cette sœur qui à 70 ans partit de Séville fonder un couvent aux Philippines.
On considère que les œuvres maîtresses de cette époque sont la Vieille femme faisant frire des œufs de 1618 et Le Porteur d'eau de Séville réalisé en 1620. Dans la première toile il démontre sa maîtrise dans la finesse des objets de premier plan au moyen d'une lumière forte qui détache les surfaces et les textures. Le second produit d'excellents effets ; la grande jarre de terre capte la lumière en faisant des stries horizontales alors que de petites gouttes d'eau transparentes suintent à la superficie. Il emporta cette dernière toile à Madrid et l'offrit à Juan Fonseca qui l'aida à intégrer la cou.

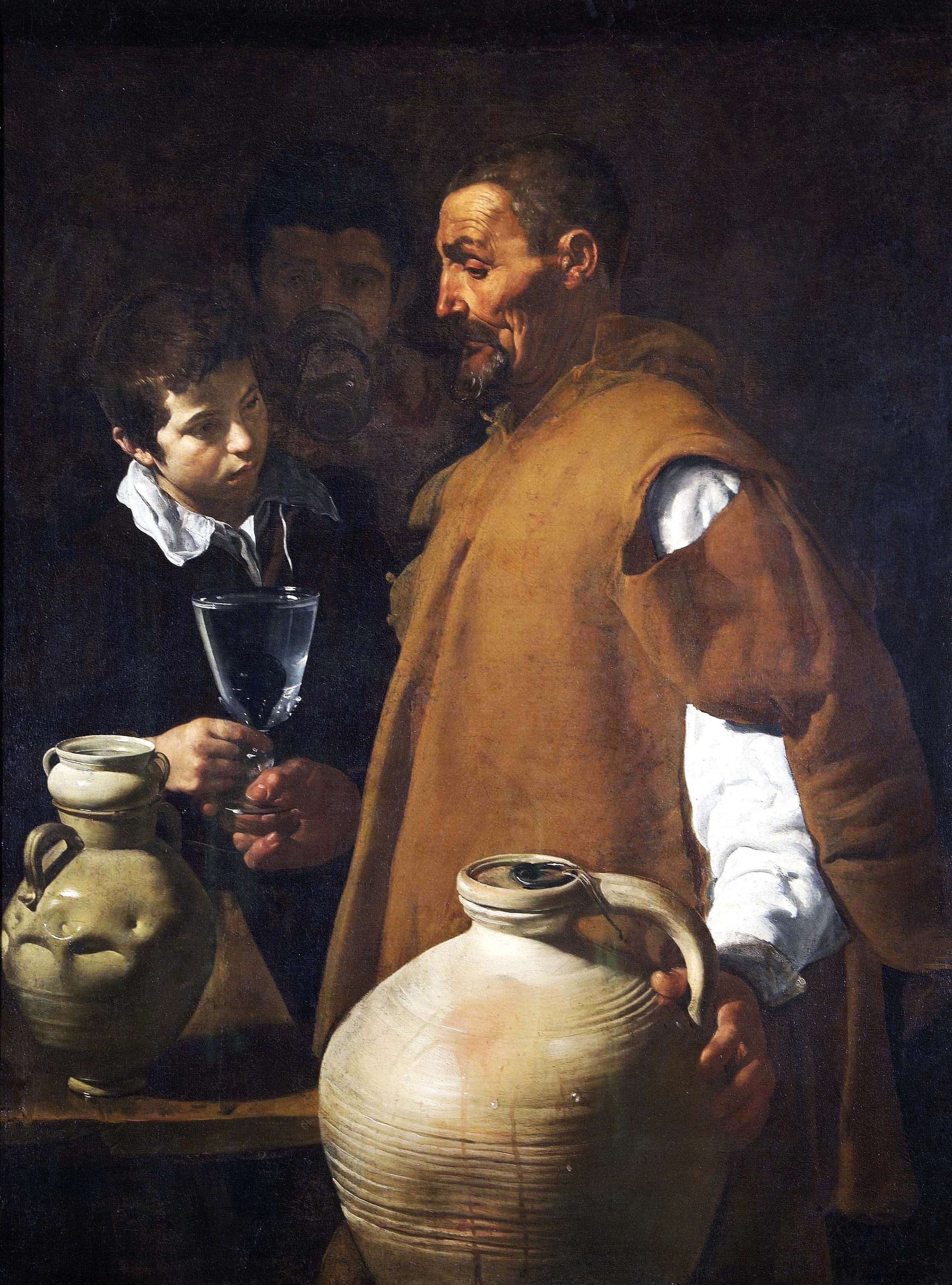
Le Porteur d'eau de Séville, vers 1620 (Apsley House, Londres)
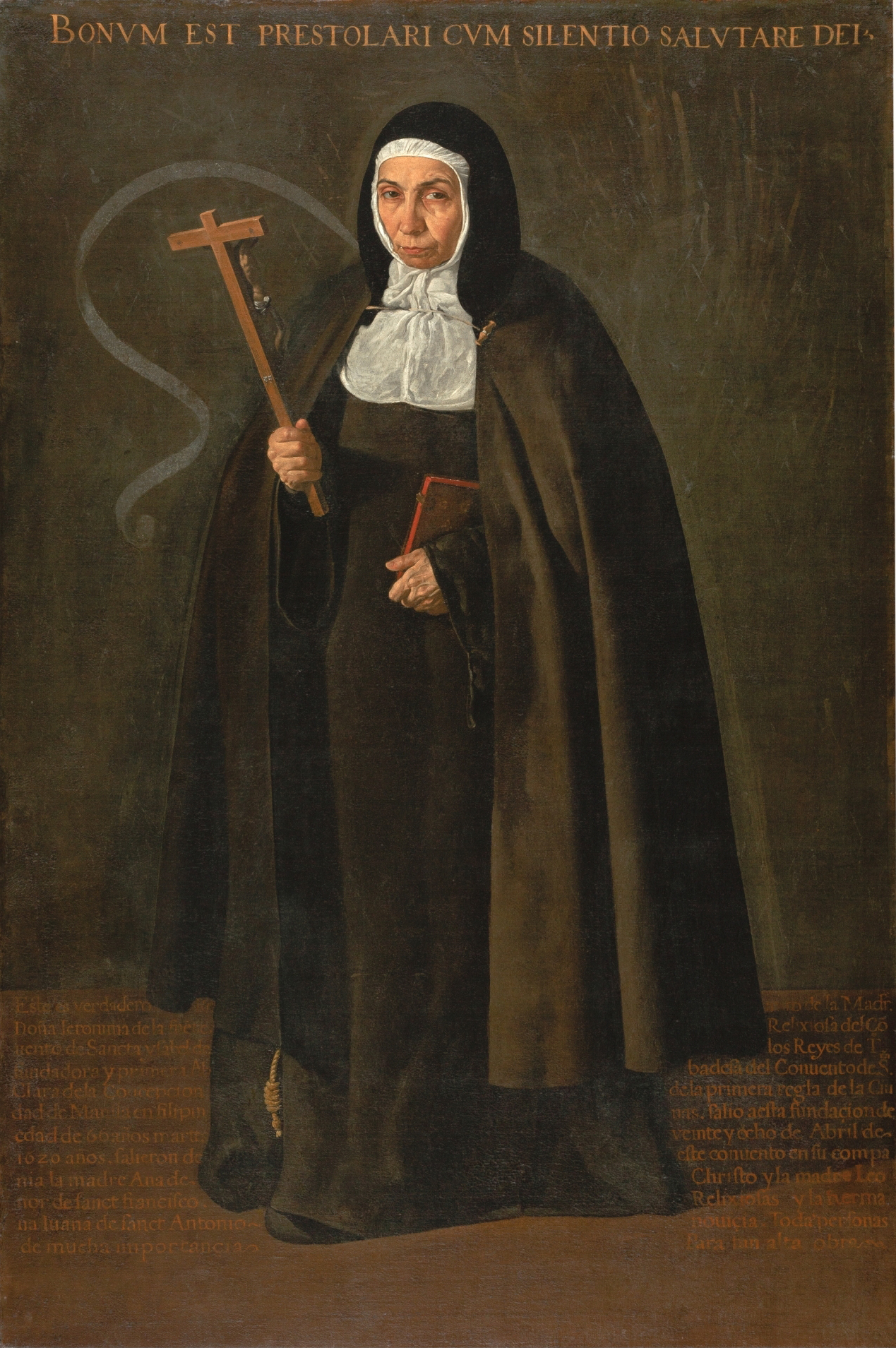
Portrait de sœur Jerónima de la Fuente, 1620 (Musée du Prado, Madrid).
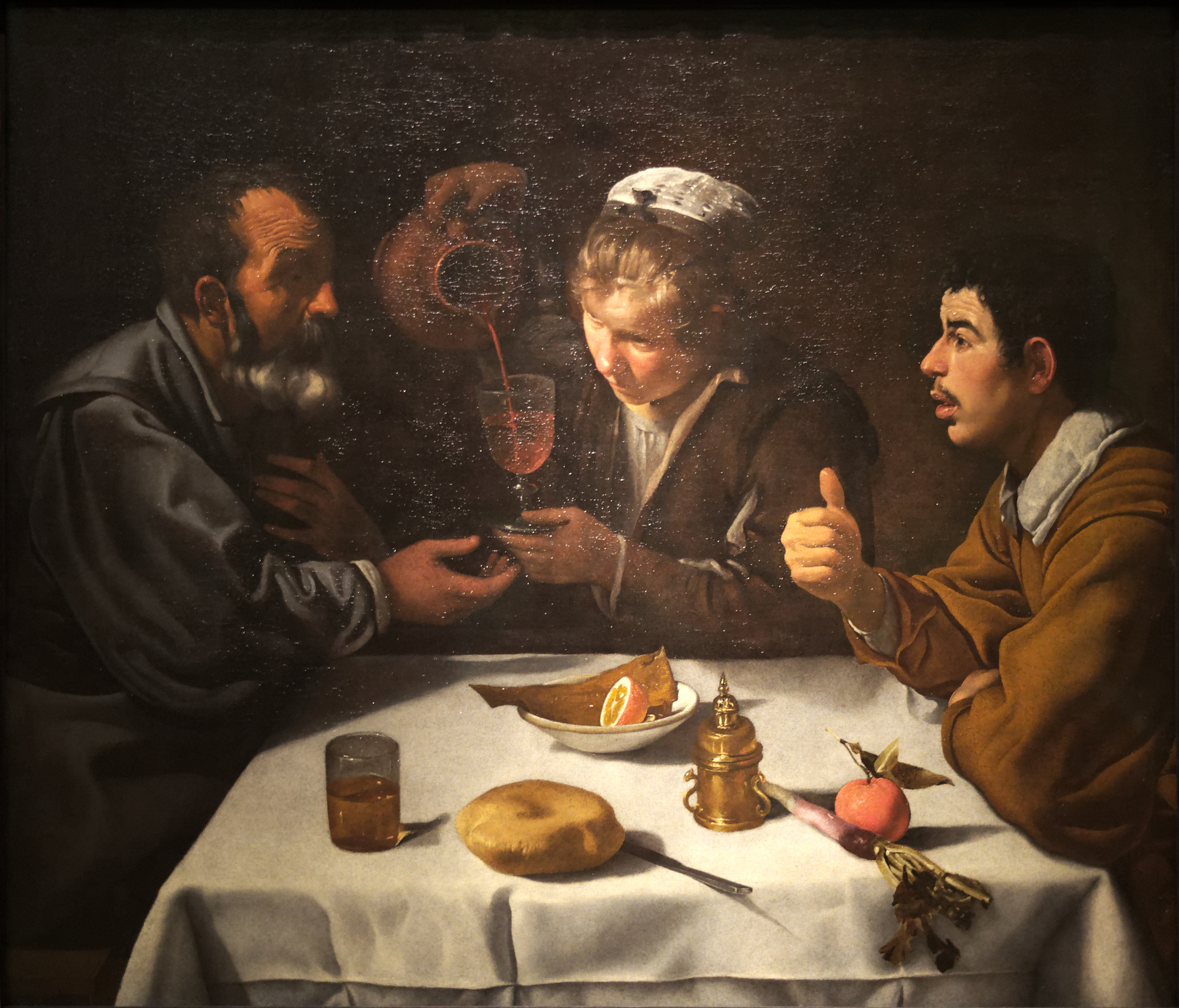
Déjeuner de paysans, c 1622 (Musée des beaux-arts de Budapest)

Ses œuvres, en particulier ses natures mortes, eurent une grande influence sur les peintres sévillans contemporains qui produisirent une grande quantité de copies et d'imitations de ces toiles. Des vingt œuvres qui sont conservées de cette période sévillane, neuf peuvent être considérées comme des natures mortes.

### Rapide reconnaissance de la cour

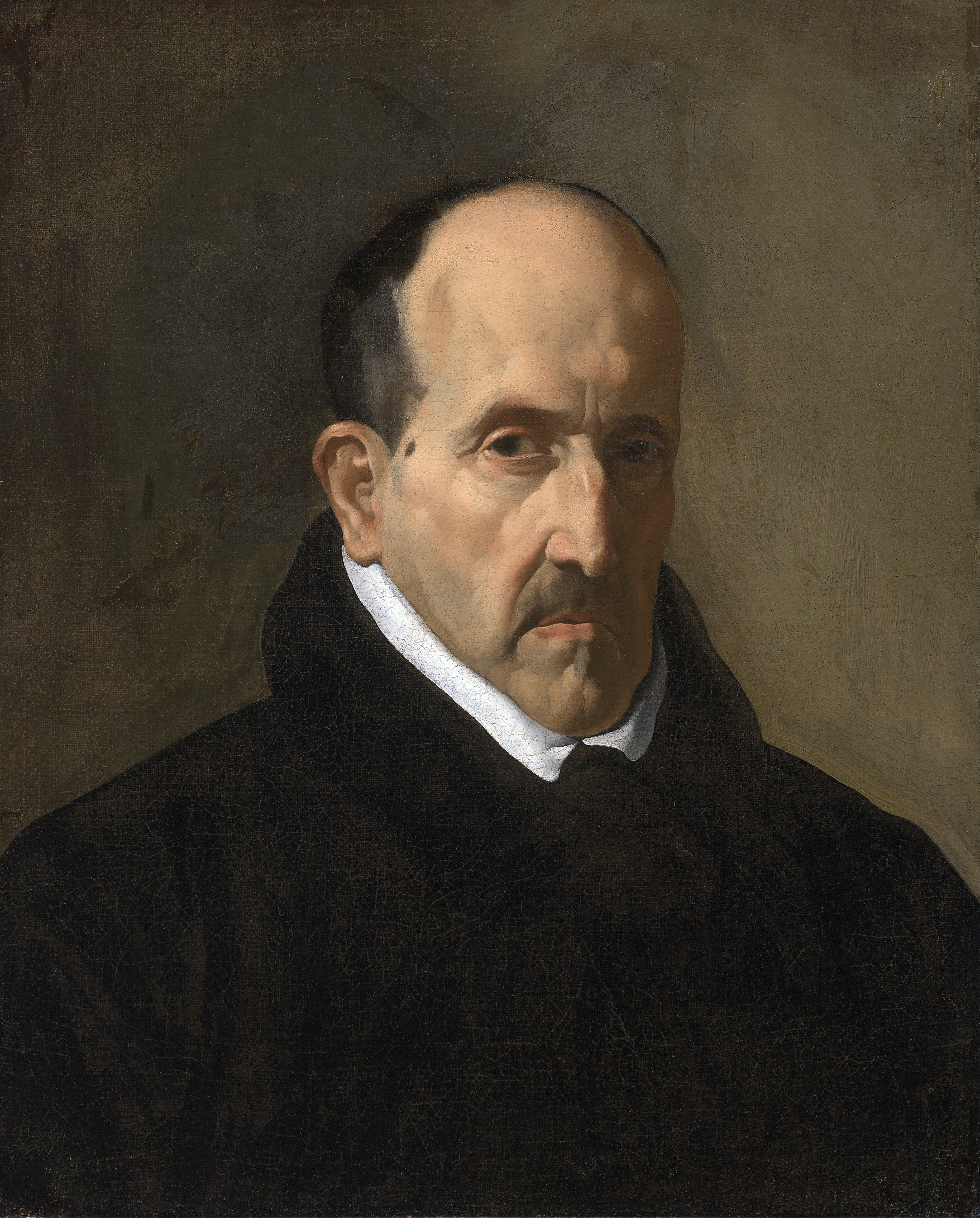
Lors de sa première visite à Madrid en 1622 il peignit le portrait de Góngora, captant son amertume sans aucune concession (1622, Musée des beaux-arts, Boston).

#### Arrivée à la cour
En 1621, mourut à Madrid Philippe III, et le nouveau monarque, Philippe IV, favorisa un noble d'ascendance sévillane, Gaspar de Guzmán Comte-Duc d'Olivares, auquel il laissait l'administration et qui devint en peu de temps le tout puissant favori du roi. Cette fortune imméritée se révéla bientôt un désastre pour l'Espagne. Olivares plaida pour que la cour fût majoritairement composée d'Andalous. Pacheco, qui appartenait au clan sévillan du poète Rioja, de don Luis de Fonseca, des frères Alcazar, saisit cette occasion pour présenter son gendre à la cour. Vélasquez se rendit à Madrid au printemps 1622 sous prétexte d'étudier les collections de peintures de l'Escurial. Vélasquez dut être présenté à Olivares par Juan de Fonseca ou par Francisco de Rioja, mais selon Pacheco, « il ne put pas réaliser de portrait du roi bien qu'il tâchât de le faire » puisque le peintre rentra à Séville avant la fin de l'année. À la demande de Pacheco qui préparait un livre de portraits, il fit cependant celui du poète Luis de Góngora, aumônier du roi.

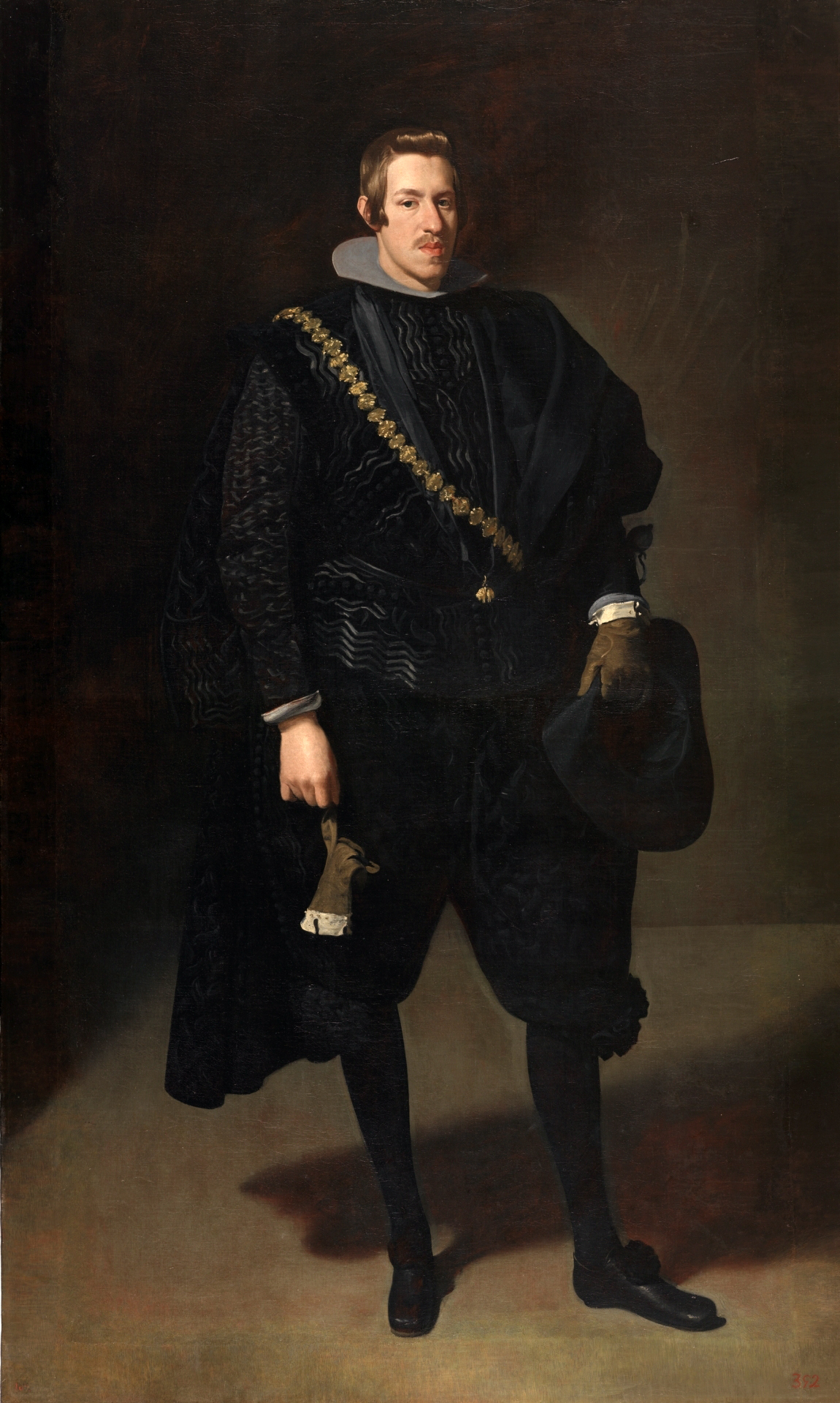
Portrait de l'infant Don Carlos (1626-27, Musée du Prado, Madrid).
Élégant et austère, toujours dans un éclairage ténébreux, Vélasquez rehausse le visage et les mains illuminés sur fond de pénombre.

Grâce à Fonseca, Vélasquez put visiter les collections de peintures royales, de très grande qualité, où Charles Quint et Philippe II avaient réuni des toiles du Titien, de Véronèse, du Tintoret et de Bassano. D'après l'historien de l'art espagnol Julián Gállego, ce fut à cette époque qu'il prit conscience de la limitation artistique de Séville et qu'au-delà de la nature, il existait une « poésie de la peinture et une beauté de l'intonation ». L'étude postérieure à cette visite, et particulièrement des Titien, eut une influence décisive sur l'évolution stylistique du peintre, qui passa du naturalisme austère aux sévères gammes ténébreuses de sa période sévillane, à la luminosité des gris-argent et aux bleus transparents de sa maturité.
Peu après, les amis de Pacheco, l'aumônier royal Juan de Fonseca principalement, obtinrent que le Comte-Duc appelât Vélasquez pour peindre le roi dont le portait fut terminé le 30 août 1623, et qui fit l'admiration générale : « jusqu'à présent, personne n'avait su peindre sa majesté ». Pacheco le décrit ainsi :

« En 1623, le même don Juan (par ordre du Comte-Duc) fut appelé [à Madrid] ; logé dans sa maison, où il fut régalé et servi, et il fit son portrait. Un enfant du comte de Peñaranda — le serviteur de l'Infant Cardinal — prit le portrait durant la nuit, et l'emmena au palais. En une heure, toutes les gens du palais le virent, les infants et le Roi, ce fut la meilleure recommandation qu'il eut. Il [Vélasquez] se mit à disposition pour faire le portrait de l'infant, mais il parut plus convenable de faire préalablement celui de Sa Majesté, bien que ça ne put pas être fait si rapidement à cause des grandes occupations [du roi] ; en effet, il [Vélasquez] fit [ces portraits] le 30 août 1623, selon le bon plaisir du roi, des infants et du Comte-Duc, qui affirma n'avoir jamais vu peint le roi jusqu'à ce jour ; et tous ceux qui virent ce portrait donnèrent le même avis. Vélasquez fit également une esquisse du Prince de Galles qui lui donna cent écus,. »

Aucun de ces portraits n'a été conservé, bien que certains aient voulu identifier un Portrait de Chevalier (Detroit Institute of Arts), dont la signature était controversée, à celui de Juan de Fonseca. On ignore également ce que devint le portrait du prince de Galles, futur Charles Ier d'Angleterre, et excellent amateur de peinture qui était allé à Madrid incognito pour discuter de son mariage avec l'infante Maria, sœur de Philippe IV, opération qui n'eut pas lieu. Les obligations protocolaires de cette visite devaient être celles qui retardèrent le portrait du roi, ce que Pacheco décrivit comme de grandes occupations. D'après la datation précise du 30 août, Vélasquez fit une ébauche avant de la développer dans son atelier. Celle-ci put aussi servir de base pour un premier portrait équestre — également perdu — qui en 1625 fut exposé dans la « grand rue » de Madrid « avec l'admiration de toute la cour et l'envie de ceux de l'art », d'après le témoignage qu'en fait Pacheco. Cassiano dal Pozzo, secrétaire du cardinal Barberini, qu'il accompagna lors de sa visite à Madrid en 1626, informe que le tableau fut exposé au Salon Neuf de l'Alcázar au côté du célèbre portrait de Charles Quint à cheval à Mühlberg du Titien. Il témoigna de la « grandeur » du cheval dans les termes « è un bel paese » (« c'est un beau paysage »). Selon Pacheco, il aurait été peint d'après nature, comme tout le reste.
Tout indique que le jeune monarque, de six ans plus jeune que Vélasquez et qui avait reçu des classes de dessin de Juan Bautista Maíno, sut apprécier immédiatement les dons artistiques du sévillan. La conséquence de ces premières rencontres avec le roi, fut qu'en octobre 1623, il ordonna à Vélasquez de déménager et de s'installer à Madrid en qualité de peintre du roi avec une solde de vingt ducats par mois, et d'occuper le poste vacant de Rodrigo de Villandrando mort l'année précédente. Cette solde, qui n'incluait pas la rémunération à laquelle il pouvait prétendre avec ses peintures, se vit rapidement augmentée d'autres avantages, comme un bénéfice ecclésiastique aux Canaries d'une valeur de 300 ducats annuels, obtenus à la demande du Comte-Duc auprès du pape Urbain VIII.
Le talent du peintre n'était pas la seule raison qui lui permit d'obtenir tous ces avantages. Sa noblesse, sa simplicité, l'urbanité de ses manières séduisirent le roi que Vélasquez allait peindre inlassablement pendant 37 ans.

#### Le concours de peinture

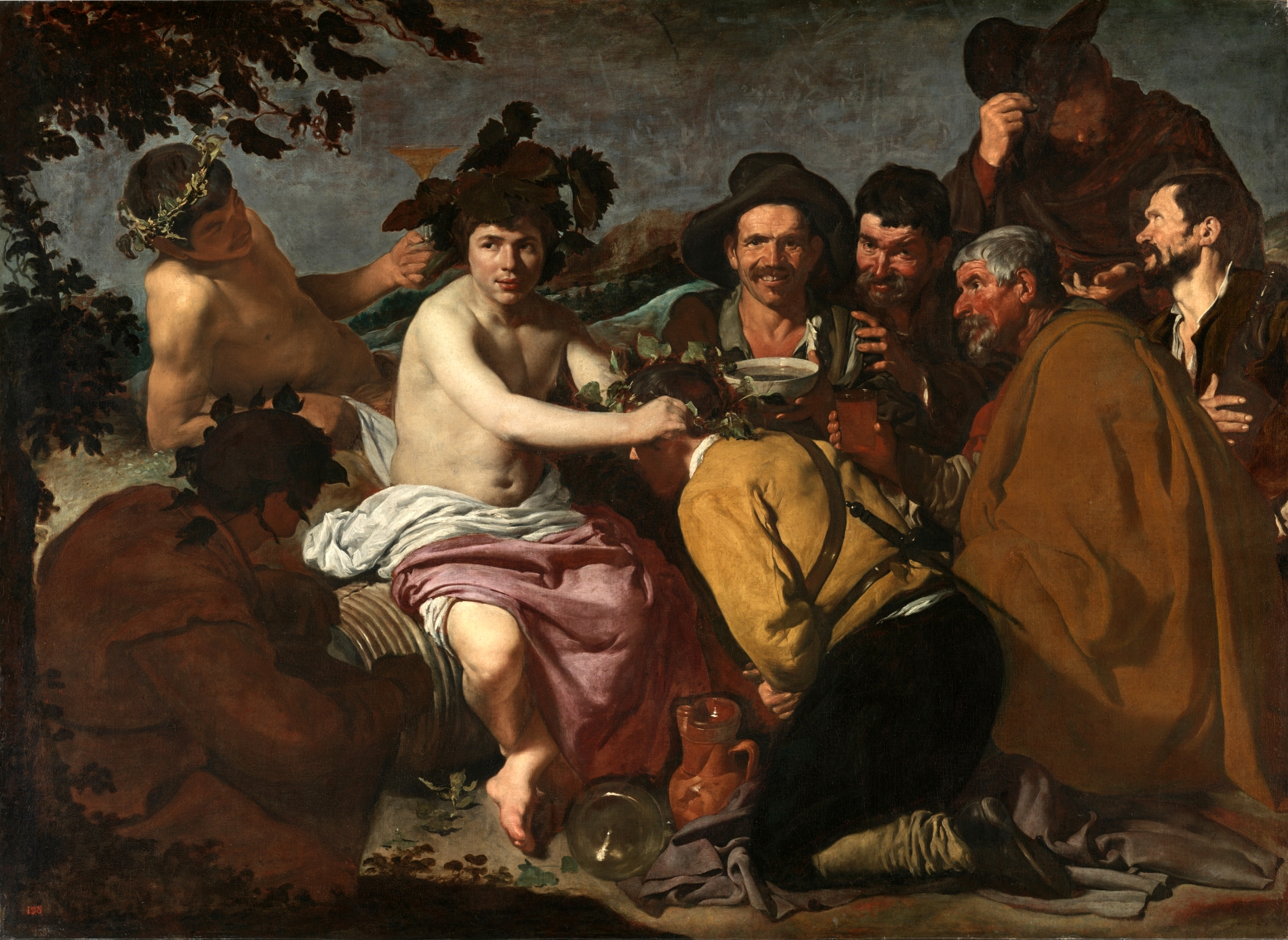
Le Triomphe de Bacchus, (1628-29, Musée du Prado, Madrid)
Également connu sous le nom Les Ivrognes, cette œuvre est considérée comme l'œuvre maîtresse de cette période. Les adorateurs sur la droite sont modelés avec une pâte dense dans des couleurs qui correspondent à sa période juvénile. Cependant, la luminosité des corps nus et la présence du paysage de fond montrent une évolution de sa technique.

La rapide ascension de Vélasquez provoqua le ressentiment d'autres peintres plus anciens, comme Vicente Carducho et Eugenio Cajés, qui l'accusèrent de n'être capable de peindre que des têtes. Selon le peintre Jusepe Martínez, ces tensions furent à l'origine d'un concours organisé en 1627 entre Vélasquez et les trois autres peintres royaux, Carducho, Cajés et Angelo Nardi. Le gagnant devait être choisi pour peindre la toile principale du Grand Salon de l'Alcazar. Le sujet de la peinture était l'expulsion des Morisques d'Espagne. Le jury, présidé par Juan Bautista Maíno, déclara Vélasquez gagnant d'après les ébauches présentées. Le tableau fut exposé dans cet édifice, et perdu lors de l'incendie de la nuit de Noël 1734. Ce concours contribua à faire changer les goûts de la cour, qui abandonna le vieux style pour adopter le nouveau.
« Le triomphe populaire de Vélasquez fut bientôt suivi de la déroute officielle de ses rivaux dans un concours organisé au palais. La nouvelle peinture espagnole allait vaincre l'académisme des Italiens de la cour [...] les italiens qui composaient le jury n'hésitèrent pourtant pas à lui accorder le prix [...] le provincial auteur d'humbles natures mortes, le portraitiste précoce devenu peintre d'histoire, occupait maintenant la charge qui approchait le plus du roi : huissier de chambre. »
Il obtint alors une solde de 350 ducats annuels, et, dès 1628, le poste de Peintre de la Chambre du Roi (ou « peintre de chambre », c'est-à-dire le peintre de cour), vacant après la mort de Santiago Morán, considéré comme la charge la plus importante parmi les peintres royaux. Son principal travail consistait à réaliser des portraits de la famille royale, ce qui explique que ces toiles représentent une partie significative de la production de cette époque. Sa seconde charge était de peindre des cadres décoratifs pour le palais royal, ce qui lui laissait plus de liberté dans le choix des thèmes et dans leurs représentations. Les autres peintres, à la cour ou non, ne jouissaient pas de cette liberté et étaient contraints par les goûts de leurs clients. Vélasquez pouvait également accepter des commandes de particuliers, et on constate qu'en 1624, il réalisa des portraits pour doña Antonia de Ipeñarrieta dont il peignit le défunt époux. Il peignit également à cette période pour le roi et le Comte-Duc, mais une fois installé à Madrid, il n'accepta plus que les commandes de membres influents de la cour. On sait qu'il peignit divers portraits du roi, du Comte-Duc, et que certains furent envoyés hors d'Espagne, comme les portraits équestres de 1627 qui furent envoyés à Mantoue par l'ambassadeur à Madrid de la maison de Gonzague. Certains de ces portraits furent détruits lors de l'incendie de l'Alcazar de 1734.
Parmi les œuvres conservées de cette époque, Le Triomphe de Bacchus est l'un des plus célèbres. Il est également connu sous le nom Les Ivrognes. Vélasquez fait référence dans cette toile au Bacchus du Caravage. Ce fut la première composition mythologique de Vélasquez, pour laquelle il reçut, en 1629, 100 ducats de la maison du roi.
Parmi les portraits des membres de la famille royale le plus remarquable est L'Infant Don Carlos (musée du Prado) d'aspect galant et un peu indolent. Des portraits notables de personnes en dehors de la famille royale, le Portrait d'un homme jeune, inachevé, est le plus important. Il est exposé à la Alte Pinakothek de Munich. Le Géographe du musée des beaux-arts de Rouen pourrait également appartenir à cette période. Il fut inventorié dans la collection du marquis de Carpio en 1692 en tant que « Portrait d'un philosophe riant avec un bâton et un globe, original de Diego Vélasquez ». Il fut également identifié sous le nom de Démocrite et parfois attribué à Ribera, avec lequel il garde une étroite ressemblance. Il provoque une certaine perplexité de la critique par les diverses manières dont sont traitées les mains et la tête, d'un coup de pinceau très lâche s'opposant à un traitement très serré du reste de la composition, qui pourraient s'expliquer par une reprise de ces parties vers 1640.
Durant cette période, la technique de Vélasquez mit en valeur la lumière en fonction de la couleur et de la composition. Dans tous ses portraits de monarques, selon Antonio Palomino, il devait refléter « la discrétion et l'intelligence de l'artifice, pour savoir choisir, la lumière ou le contours le plus heureux [...] qui pour les souverains nécessitait de déployer un grand art, pour atteindre ses défauts, sans verser dans l'adulation ou risquer l'irrévérence ».
Ce sont les normes propres au portrait de cour que le peintre s'obligea à respecter pour donner au portrait l'aspect qui répondait à la dignité des personnes et à leurs conditions. Mais Vélasquez limita le nombre des attributs traditionnels du pouvoir, réduits à la table, au chapeau, à la toison ou au pommeau de l'épée, pour mettre l'accent sur le traitement du visage et des mains, plus lumineuses et soumises progressivement à un plus grand raffinement. Un autre point caractéristique de son œuvre, est sa tendance à repeindre en rectifiant ce qui a déjà été fait, comme dans le portrait de Philipe IV en noir (musée du Prado). Cette approche rend plus complexe la datation précise de ses œuvres. Ces repentirs sont imputables à l'absence d'études préliminaires et à une technique de travail lente liée au flegme du peintre, comme l'affirma le roi en personne. Avec le temps, les couches anciennes restèrent dessous, et au-dessus apparut la nouvelle peinture qui est immédiatement perceptible. Cette pratique est observable dans le portrait du roi au niveau des jambes et du manteau. Les radiographies révèlent que le portrait fut entièrement repeint vers 1628, en introduisant de subtiles variations à la version initiale dont il existe une autre copie un peu antérieure et probablement autographe, conservée au Metropolitan Museum of Art de New York. De nombreuses toiles postérieures furent retouchées de la sorte, notamment des monarques.

#### Rencontre avec Rubens
Pierre Paul Rubens était à la fois peintre de cour de l'infante Isabelle et gouverneur des Pays-Bas. En 1628, il arriva à Madrid pour des affaires diplomatiques, et y resta pendant près d'un an. Il devint ami avec Vélasquez qui lui fit visiter l'Escurial et les collections royales. On sait qu'il peignit dix portraits de la famille royale, en majorité perdus. En comparant les portraits de Philippe IV réalisés par les deux peintres, on note des différences : Rubens peint le roi de façon allégorique, alors que Vélasquez le représente comme l'essence du pouvoir. Ce qui fit dire à Pablo Picasso : « Le Philippe IV de Vélasquez est une personne très différente du Philippe IV de Rubens. » Pendant ce voyage, Rubens copia également des œuvres de la collection royale, en particulier de Titien. Il avait déjà copié ces œuvres en d'autres occasions, Titien était pour lui sa première source d'inspiration. Ces travaux de copie furent spécialement intenses à la cour de Philippe IV qui possédait la plus importante collection d'œuvres du peintre vénitien. Les copies que fit Rubens furent achetées par Philippe IV et, logiquement, inspirèrent également Vélasquez.
Rubens et Vélasquez avaient déjà collaboré d'une certaine façon avant ce voyage à Madrid, lorsque le Flamand s'était servi d'un portrait d'Olivares peint par Vélasquez pour fournir le dessin d'une gravure réalisée par Paulus Pontius et imprimé à Anvers en 1626. La marque allégorique fut conçue par Rubens et la tête par Vélasquez. Le sévillan dût le voir peindre les portraits royaux et les copies du Titien ; étant donné l'expérience que dût être pour lui d'observer l'exécution de ces toiles, ce fut lui qui des deux peintres fut le plus influencé par l'autre. Pacheco affirme en effet que Rubens à Madrid avait eu peu de contacts avec les autres peintres excepté avec son beau-fils, avec qui il visita les collections de l'Escurial, et lui suggéra, selon Palomino, un voyage en Italie,. Pour l'historienne de l'art anglaise Enriqueta Harris, il n'y a aucun doute sur le fait que cette relation inspira à Vélasquez sa première toile allégorique, Les Ivrognes. Cependant, l'historien espagnol Calvo Serraller précise que, si la majorité des spécialistes ont interprété la visite de Rubens comme la première influence décisive de Vélasquez, rien ne démontre un changement substantiel dans son style à cette époque. En revanche, pour Calvo Serraller, Rubens motiva sans doute Vélasquez pour réaliser son premier voyage en Italie. En effet, le peintre espagnol quitta la cour peu après, en mai 1629. Au moment où il achevait le Triomphe de Bacchus il obtint un permis pour réaliser son voyage. Selon les représentants italiens en Espagne, ce voyage avait pour but de compléter ses études.

### Premier voyage en Italie

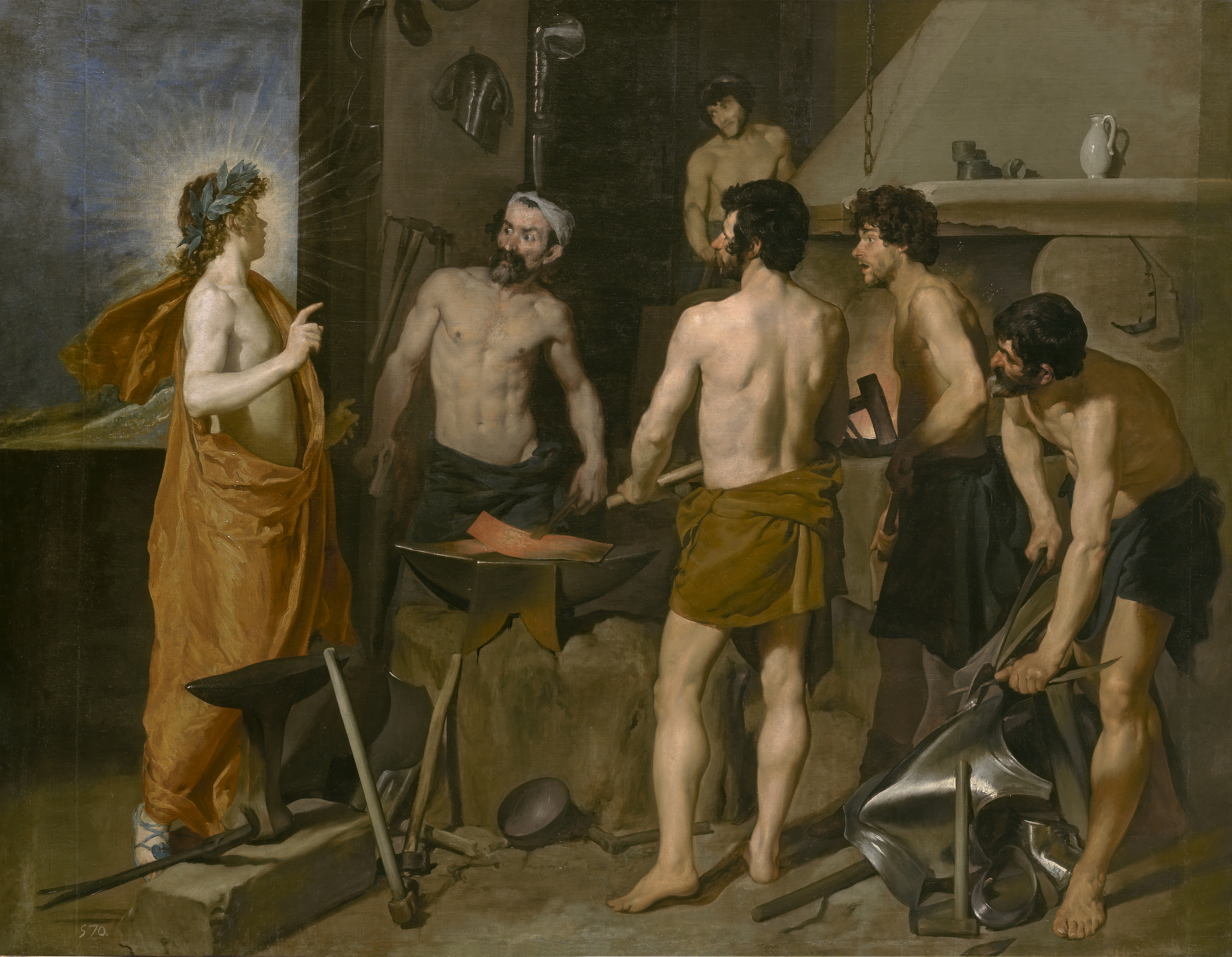
La Forge de Vulcain, (1630, Musée du Prado, Madrid).
Œuvre essentielle pour comprendre l'évolution du premier voyage en Italie. Le style dépasse les limites du ténébrisme et les corps, modelés dans un espace réel, n'émergent pas d'une ombre. La précision du nu et la richesse des expressions suggèrent l'étude du classique roman de Bologne.

#### Départ pour Gênes et Venise

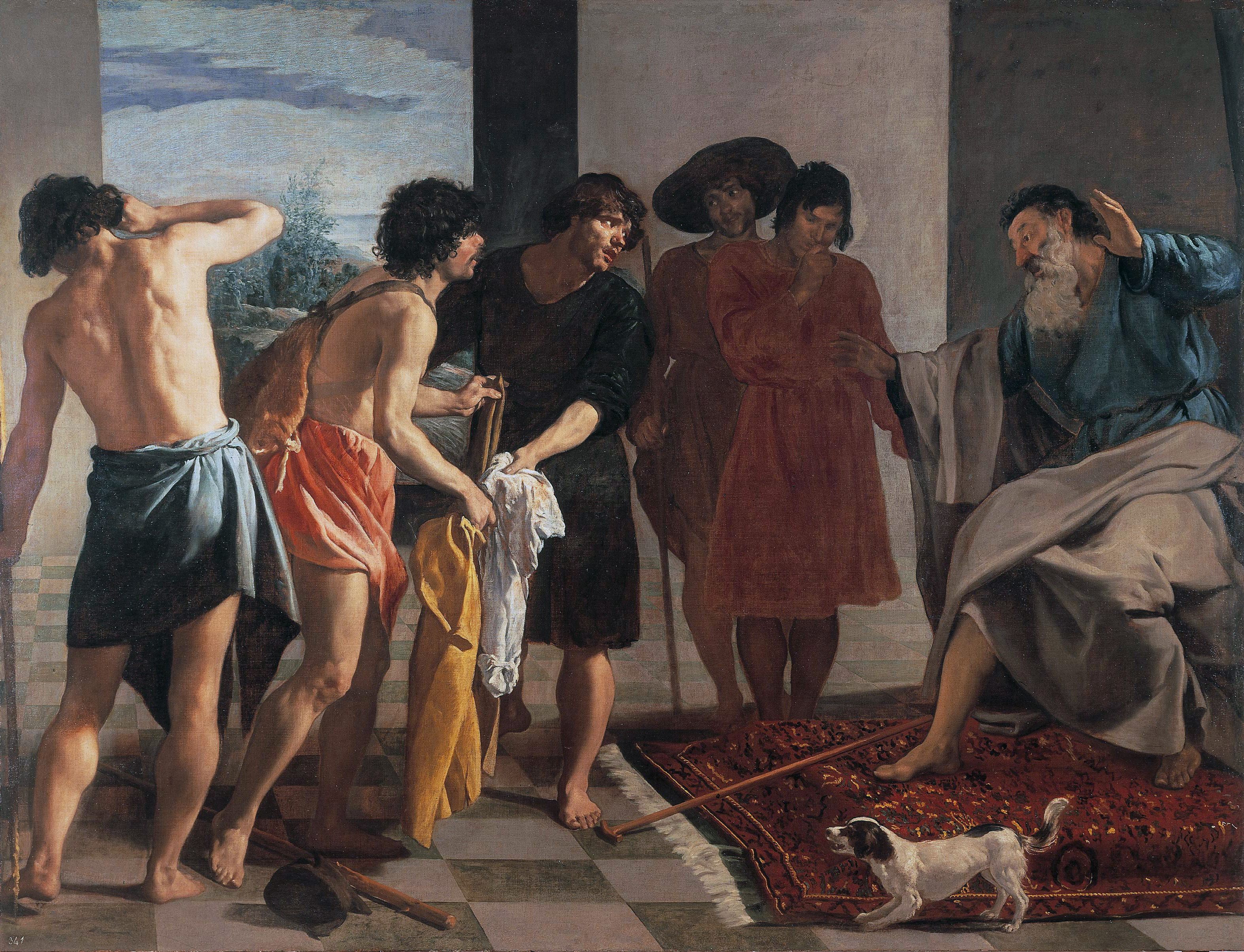
La Tunique de Joseph, (1630, l'Escurial).
Lors de ce premier voyage en Italie, la connaissance des maîtres italiens permet à Vélasquez de perfectionner sa technique. Dans ce cadre, les modèles anatomiques sont mis en évidence par des jeux de lumière, dans une harmonie de couleurs et une composition plus structurée et plus complète.

Après le départ de Rubens, et probablement sous son influence, Vélasquez sollicita une licence du roi pour voyager en Italie et compléter ses études Le 22 juillet 1629, le roi lui offrit un voyage de deux ans en lui fournissant 480 ducats. Vélasquez disposait également de 400 autres ducats provenant de la vente de diverses toiles. Il voyagea avec un commis qui portait les lettres de recommandation pour les autorités des lieux qu'il voudrait visiter.
Ce voyage en Italie allait marquer un changement décisif dans la peinture de Vélasquez ; en tant que peintre du roi d'Espagne, il eut le privilège d'admirer des œuvres qui n'étaient qu'à la disposition de quelques privilégiés.
Il partit du port de Barcelone dans le navire de Ambrogio Spinola, général génois au service du roi d'Espagne, qui rentrait dans son pays. Le 23 août 1629, le bateau arriva à Gênes, où le peintre ne s'attarda pas et rejoignit directement Venise où l'ambassadeur espagnol lui organisa des visites dans les principales collections d'art des palais de la ville. Selon Antonio Palomino, biographe du peintre, il copia des œuvres du Tintoret qui l'attiraient par-dessus tout. Comme la situation politique dans cette ville était délicate, il y resta peu de temps et partit rapidement pour Ferrare, où il découvrit la peinture de Giorgione.
Il se rendit ensuite à Cento, toujours dans la région de Ferrare, intéressé par l'œuvre du Guerchin, qui peignait ses toiles avec une lumière très blanche, traitait ses personnages religieux comme les autres et était un grand paysagiste. Pour Julián Gállego, l'œuvre du Guerchin fut celle qui aida le plus Vélasquez à trouver son style personnel. Il visita également Milan, Bologne et Loreto. On peut suivre son voyage à travers les dépêches des ambassadeurs qui s'occupaient de lui comme d'un personnage important.

#### Rome et la villa Médicis
À Rome, le cardinal Francesco Barberini, qu'il avait eu l'occasion de peindre à Madrid, lui obtint une entrée aux chambres vaticanes, dans lesquelles il passa plusieurs jours à copier les fresques de Michel Ange et de Raphaël. En avril 1630, grâce à l'autorisation de Ferdinand, grand duc de Toscane, il se rendit à la Villa Médicis de Rome, où il copia la collection de sculptures classiques. Or, le grand duc protégeait un personnage controversé, Galilée, et il est possible que le peintre et l'astronome se soient rencontrés. Vélasquez ne se contenta pas d'étudier les maîtres anciens. Sans doute rencontra-t-il également les peintres baroques Pietro da Cortona, Andrea Sacchi, Nicolas Poussin, Claude Gellée et Gian Lorenzo Bernini et les artistes de l'avant-garde romaine de l'époque.
L'influence de l'art italien sur Vélasquez est particulièrement notable dans ses tableaux La Forge de Vulcain et La Tunique de Joseph, toiles réalisées de la propre initiative du peintre, et non sur commande. La Forge de Vulcain annonçait une rupture importante avec sa peinture antérieure, malgré la persistance d'éléments de sa période sévillane. Les changements étaient remarquables notamment dans l'organisation de l'espace : la transition vers le fond devenait progressive et l'intervalle entre les personnages, très mesuré. Les coups de pinceau, autrefois appliqués en couches opaques, s'allégèrent, se fluidifièrent, avec des reflets qui produisaient de surprenants contrastes entre les zones d'ombre et de lumière. Ainsi, le peintre contemporain Jusepe Martínez conclut : « il s'améliora énormément du point de vue de la perspective et de l'architecture »
À Rome, il peignit également deux petits paysages du jardin de la villa Médicis : L'Entrée de la grotte et Le Pavillon de Cléopâtre-Ariane, mais les historiens ne sont pas d'accord sur la date de leurs exécutions. Certains soutiennent qu'ils furent peints lors de son premier voyage, José López-Rey, se réfère à la date de résidence du peintre à la villa Médicis pendant l'été 1630, alors que la majorité des spécialistes préfèrent situer la réalisation de ces œuvres lors de son second voyage, en considérant que sa technique était très avancée, presque impressionniste. Les études techniques réalisées au musée du Prado, si elles ne sont pas concluantes dans ce cas, démontrent cependant que l'exécution eut lieu vers 1630. Selon le peintre Bernardino de Pantorba (1896-1990), il voulut capter les fugaces « impressions » à la manière d'un Monet deux siècles plus tard. Le style de ces toiles est fréquemment comparé aux paysages romains que Jean-Baptiste Corot peignit au XIXe siècle. La modernité de ces paysages est surprenante.
À l'époque, il était peu fréquent de peindre des paysages directement d'après nature. Cette méthode était utilisée seulement par quelques artistes hollandais établis à Rome. quelque temps plus tard, Claude Gellée réalisa de cette manière quelques dessins connus. Mais, à la différence de ceux-ci, Vélasquez les peignit directement à l'huile, développant une technique informelle du dessin.
Il resta à Rome jusqu'à l'automne 1630 et rentra à Madrid via Naples où il fit un portrait de la reine de Hongrie (musée du Prado). Il put connaître là-bas José de Ribera qui était au sommet de son art, et avec lequel il se lia d'amitié.
Vélasquez fut le premier peintre espagnol à se lier avec quelques-uns de ses plus grands collègues, parmi lesquels outre Ribera, figurent également Rubens et les artistes italiens d'avant-garde.

### Maturité à Madrid

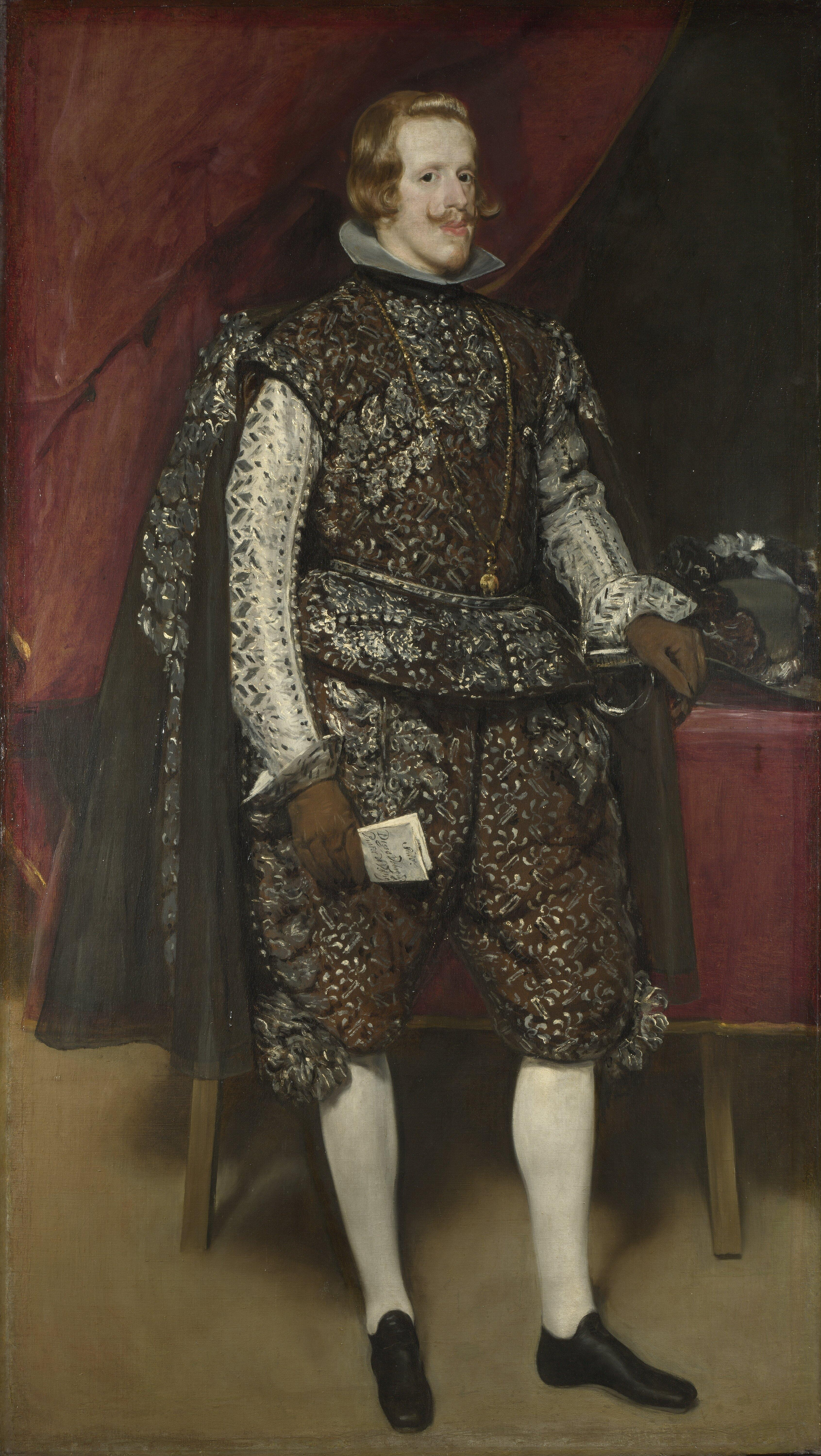
Philippe IV de brun et d'argent, (vers 1631-36, National Gallery, Londres).
Selon le critique d'art José Gudiol, ce portrait du roi, peint vers 1631-1636, fait partie des premiers où Vélasquez changea de technique pour donner une impression visuelle. L'ensemble paraît méticuleusement construit mais les effets du vêtement, des manches, les reflets furent réalisés par des coups de pinceaux irréguliers.

#### Retour d'Italie
À 32 ans, il atteignit sa maturité artistique. Selon Michel Laclotte et Jean-Pierre Cuzin il était à l'apogée de son art : « De retour d'Italie, Vélasquez a appris le « grand style », il est au sommet de son art. Il a assoupli son dessin, aiguisé encore son regard ». Sa formation, complétée en Italie par l'étude d'œuvres de maîtres de la Renaissance, faisait de lui le peintre espagnol doté de l'éducation artistique la plus importante qu'un peintre espagnol eut jamais atteint jusqu'alors.
Dès le début de 1631, de retour à Madrid, il se remit à peindre des portraits royaux pendant une longue période. D'après Palomino, immédiatement après son retour à la cour il se présenta au Comte-Duc, qui lui demanda de remercier le roi de n'avoir pas fait appel à un autre peintre pendant son absence. Le roi attendit également le retour de Vélasquez pour qu'il peignit le prince Baltasar Carlos, né durant son séjour à Rome et qu'il peignit par la suite au moins six fois. Vélasquez établit son atelier à l'Alcazar et eut des apprentis. En même temps son ascension à la cour se poursuivait : en 1633 il reçut le titre honorifique de grand huissier de la cour, de valet de la garde-robe du roi en 1636, puis celui valet de chambre du roi en 1643. Enfin, l'année suivante, il fut nommé surintendant des travaux royaux. Les dates et les titres diffèrent légèrement selon les ouvrages : Lafuente Ferrari le déclare aide de chambre à partir de 1632, mais ces légères différences n'affectent pas le fait que très tôt, Vélasquez connut une ascension fulgurante avec les faveurs du roi. La documentation est relativement abondante pour cette étape et fut rassemblée par le critique d'art José Manuel Pita Andrade (1922-2009). Elle souffre cependant de lacunes importantes quant aux travaux artistiques de Vélasquez.
En 1631, un apprenti de vingt-six ans entra à son service à son atelier, Juan Bautista Martínez del Mazo natif de Cuenca, et dont on ne sait rien de la formation initiale comme peintre. Mazo se maria le 21 août 1633 avec la fille aînée de Vélasquez, Francisca âgée de 15 ans. En 1634, Vélasquez laissa son poste de valet de chambre à son gendre pour assurer à sa fille des revenus suffisants. Mazo apparut dès lors étroitement lié à Vélasquez, dont il fut le principal valet. Cependant, ses toiles restèrent des copies ou des adaptations du maître sévillan bien que selon Jusepe Martínez, elles reflètent une maîtrise particulière dans la peinture des sujets de petites dimensions. Sa capacité à copier les œuvres du maître est relevée par Palomino, et ses interventions dans certaines toiles inachevées à la mort de Vélasquez est à l'origine d'incertitudes qui nourrissent toujours des débats entre les critiques sur l'attribution de certaines toiles à Vélasquez ou à Mazo.
En 1632, il peignit un Portrait du prince Baltasar Carlos conservé à la Wallace Collection de Londres. La toile dérive d'un tableau antérieur, Le Prince Baltasar Carlos avec un nain qui fut terminé en 1631. Pour le critique d'art José Gudiol, spécialiste de Vélasquez, ce second portrait représente le début d'une nouvelle étape dans la technique de Vélasquez qui le mena progressivement vers une période, dite « impressionniste » « Ce fut l'impressionnisme qui, lui aussi, aurait pu invoquer en un certain sens Vélasquez. (…) Le réalisme de Vélasquez est toujours imprégné de transcendance ». Dans certaines parties de ce tableau, particulièrement dans les vêtements, Vélasquez cesse de modeler la forme de manière réaliste, et peint selon l'impression visuelle. Il recherchait une simplification picturale, ce qui exigeait une profonde connaissance des effets de lumière. Il arriva ainsi à une grande maîtrise technique, en particulier celle du clair-obscur qui rendait la sensation de volume plus évidente. Il consolida cette technique avec Portrait de Philippe IV de châtaigne et d'argent, où, au moyen d'une disposition irrégulière des coups de pinceaux clairs, il suggéra les bords du costume du monarque.

#### Palais du Buen Retiro et Tour de la Parada
Il participa aux deux grands projets de décoration de l'époque : le nouveau palais du Buen Retiro impulsé par Olivares et la tour de la Parada, un pavillon de chasse du roi aux abords de Madrid.
Pour le palais du Buen Retiro, Vélasquez réalisa de 1634 à 1635 une série de cinq portraits équestres de Philippe III, de Philippe IV, de leurs épouses et du prince héritier. Ces toiles décoraient les parties extrêmes des deux grands salons royaux, et furent conçues avec l'objectif d'exalter la monarchie. Les murs latéraux furent décorés avec une série de peintures célébrant les batailles et les victoires récentes des troupes espagnoles. Vélasquez se chargea de réaliser certaines de ces toiles, parmi lesquelles la Reddition de Bréda, également connue sous le titre les Lances. Les deux portraits équestres de Philippe IV et du Prince font partie des œuvres maîtresses du peintre. Il est possible que Vélasquez reçut l'aide de son apprenti pour d'autres portraits équestres, mais on observe dans tous les mêmes détails de la main de Vélasquez. La disposition des portraits équestres du roi Philippe IV, de la reine et du prince Balthazar Carlos dans le salon des Royaumes, a été reconstituée par Brown à partir de descriptions de cette époque. Le portrait du prince, avenir de la monarchie, était entre ceux de ses parents :

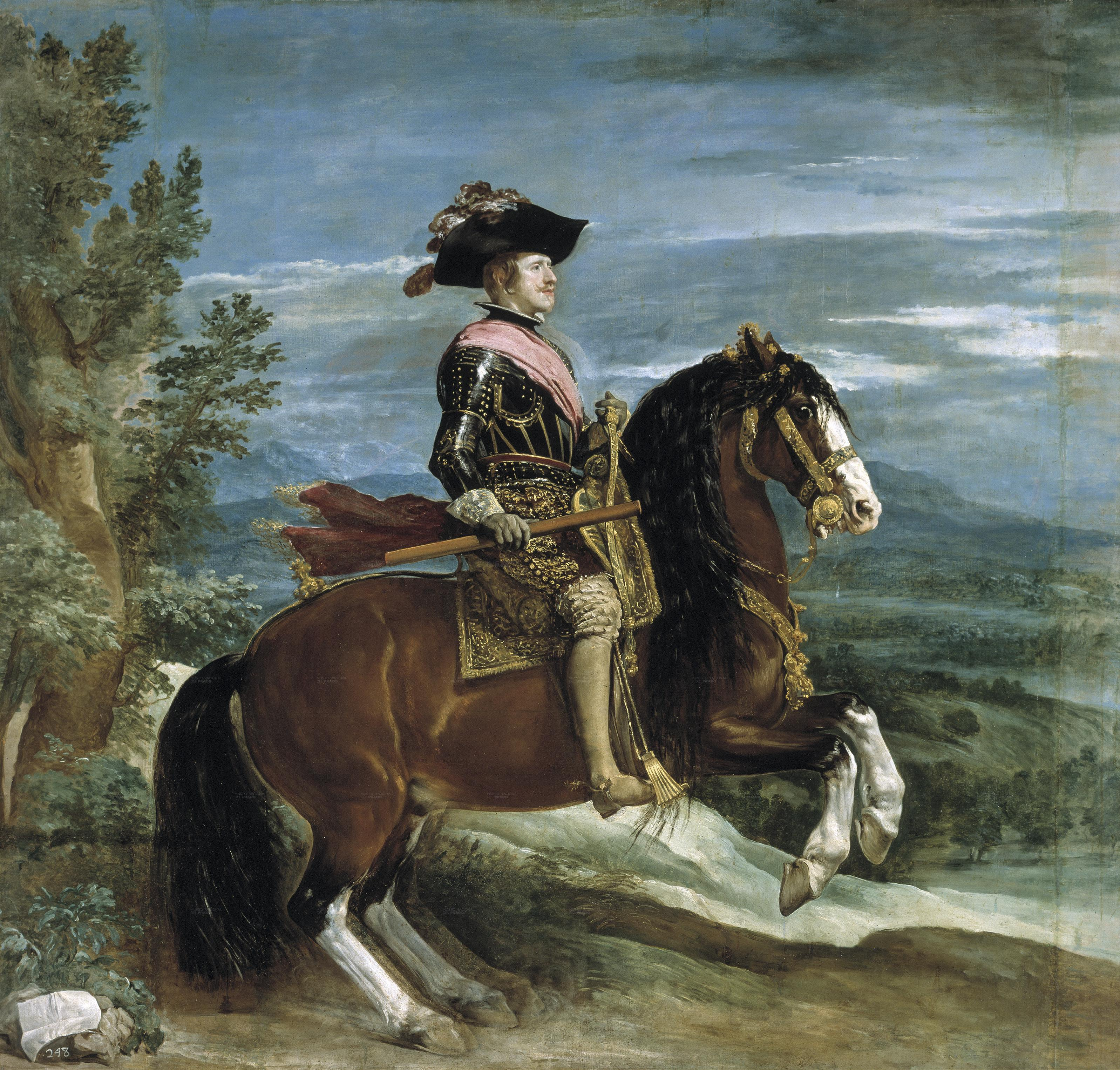
Philippe IV à cheval (1634-35, Musée du Prado, Madrid)
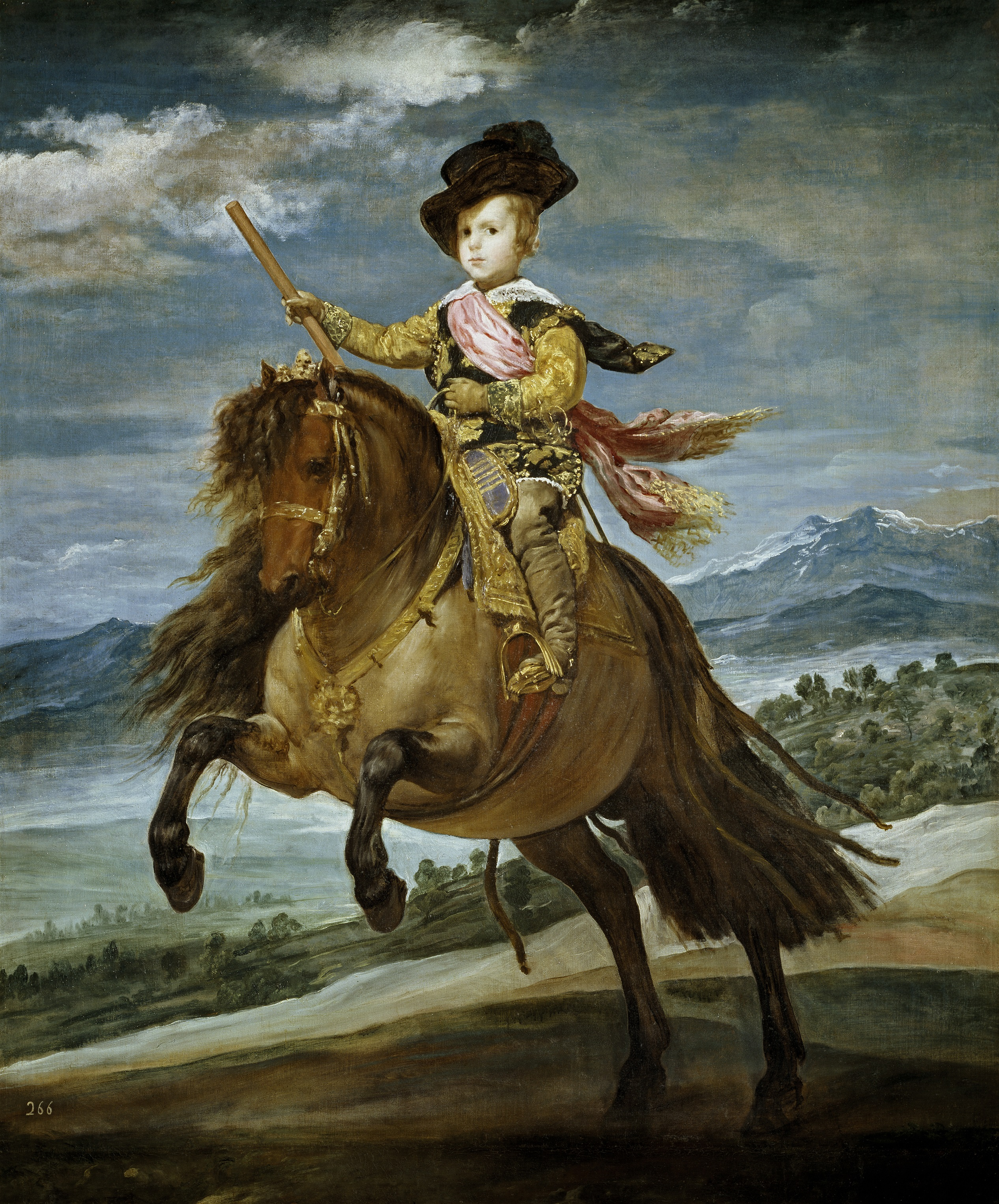
Le Prince Balthazar Carlos à cheval (1634-35, Musée du Prado, Madrid)
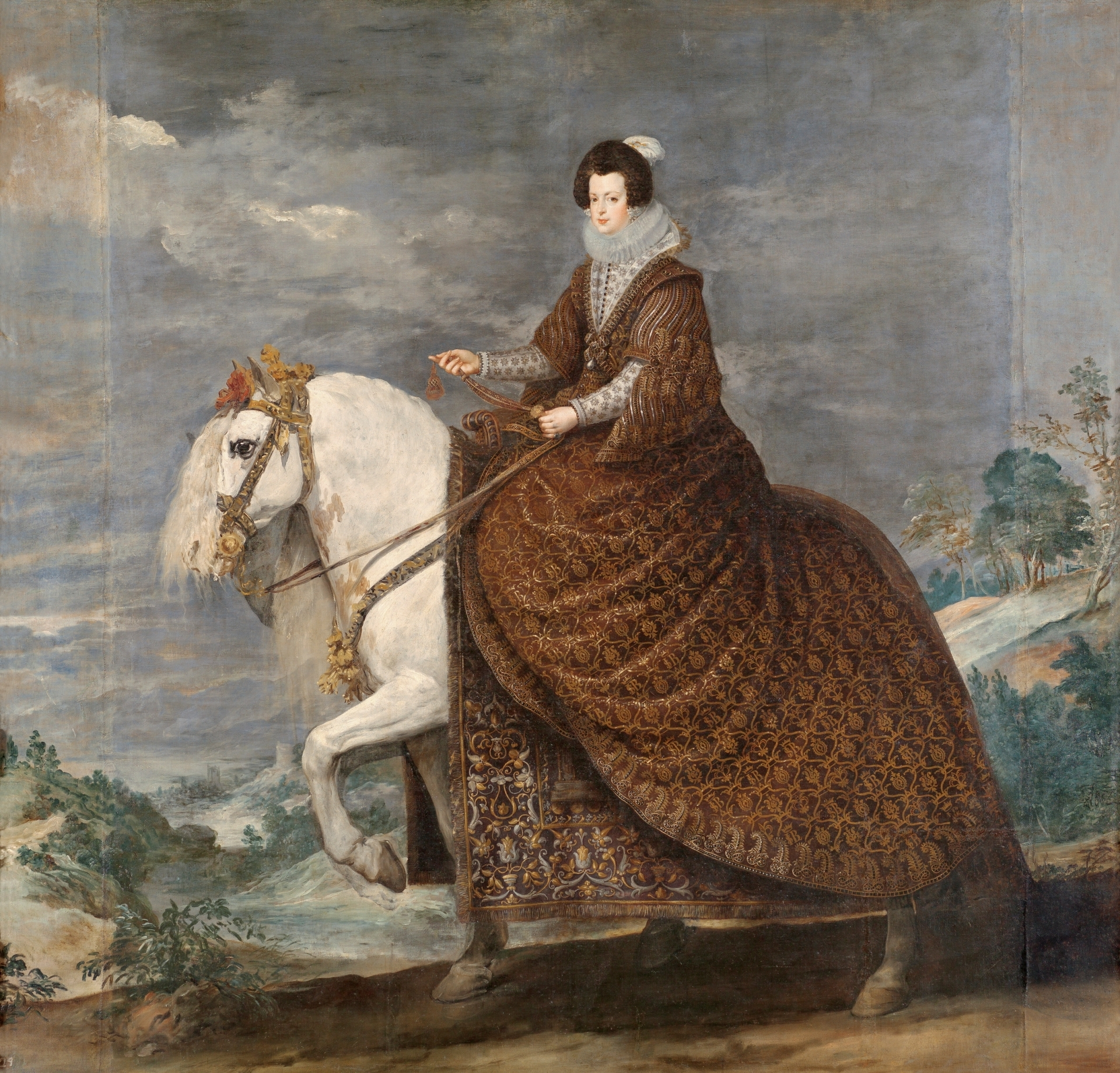
La Reine Isabelle de Bourbon à cheval (1634-35, Musée du Prado, Madrid)

Pour la tour de la Parada, il peignit trois portraits de chasse : celui du roi, de son frère le cardinal-infant Ferdinand d'Autriche, et celui du prince Balthazar Carlos. Pour ce même pavillon de chasse il fit les tableaux intitulés Ésope, Ménippe et Le Repos de Mars.

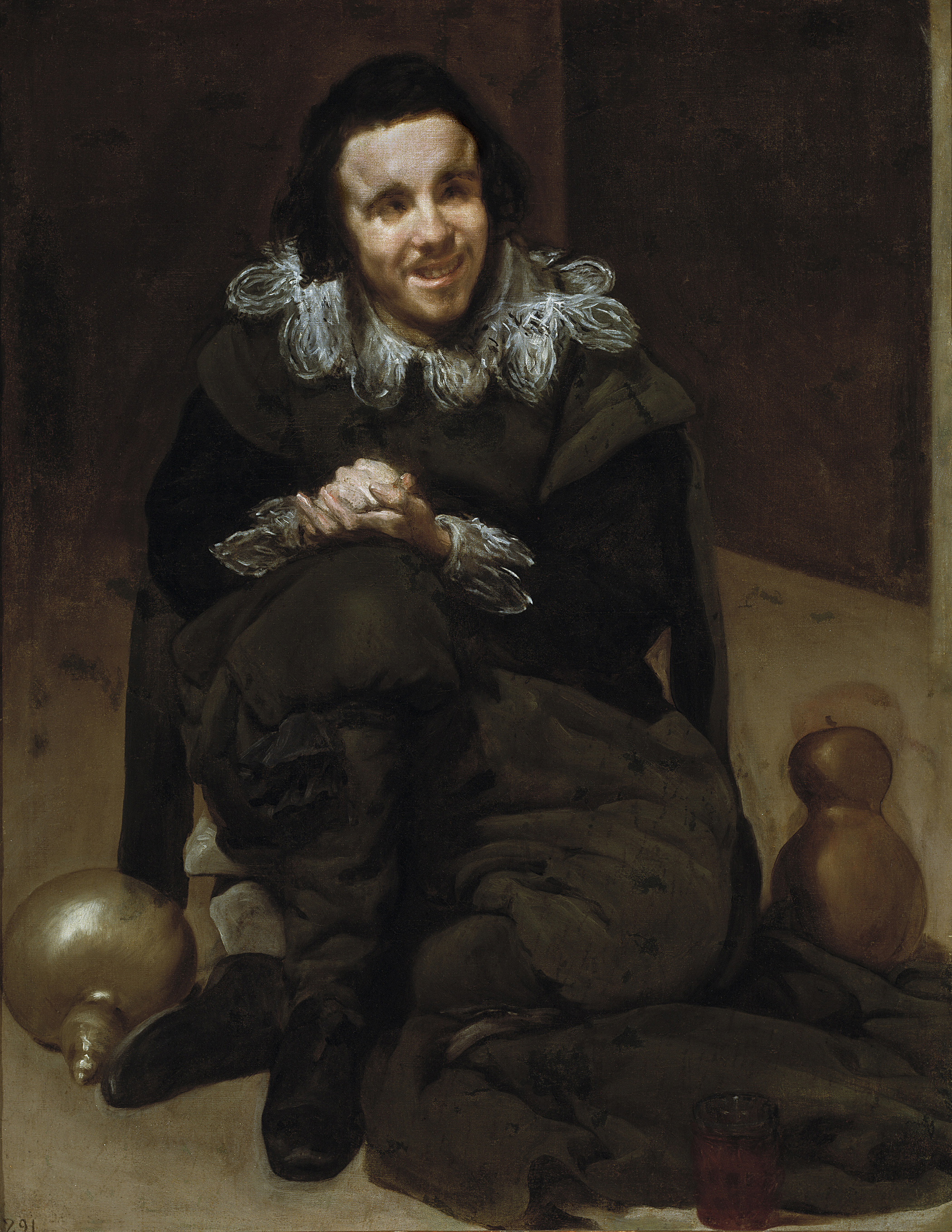
Le Bouffon Calabacillas (1637-39, Musée du Prado, Madrid).
Un des portraits les plus angoissants de Vélasquez. Il représente un bouffon de manière réaliste avec ses mains épileptiques, un strabisme évident dans son regard, et un sourire provoqué par un geste imprécis et asymétrique,.

Jusqu'en 1634, et également pour le palais du Buen Retiro, Vélasquez aurait réalisé un groupe de portraits de bouffons et « hommes de plaisirs » de la cour. L'inventaire de 1701 mentionne six tableaux verticaux de corps entiers qui pouvaient avoir servi à décorer un escalier ou une chambre attenante aux logis de la reine. De ceux-ci, seuls trois ont pu être identifiés avec certitude. Ils sont tous les trois au musée du Prado : Pablo de Valladolid, Le Bouffon don Juan d'Autriche et Le Bouffon Barberousse. Un dernier, Le Portier Ochoa n'est connu que par des copies. Le Bouffon aux calebasses (1626-1633), conservé au musée d'art de Cleveland, pourrait avoir appartenu à cette série, bien que son attribution soit discutée et que son style soit antérieur à cette époque,. Deux autres toiles de bouffons assis décoraient les hauts des fenêtres de la salle de la reine de la tour de la Parada et décrites dans les inventaires comme des nains assis. L'un d'eux dans un « costume de philosophe » et dans une pose d'étude a été identifié comme le Bouffon don Diego de Acedo, le cousin. L'autre est un bouffon assis avec un jeu de cartes. On peut le reconnaître sur la toile Francisco Lezcano, l'Enfant de Vallecas. Le Bouffon aux calebasses assis pourrait avoir la même origine. Deux autres portraits de bouffons furent inventoriés en 1666 par Juan Martinez del Mazo à l'Alcazar : Le cousin, qui se perdit dans l'incendie de 1734, et El bufón el Primo (anciennement El bufón don Sebastián de Morra), peint en 1644,. Beaucoup a été dit sur cette série de bouffons où Vélasquez peignit avec compassion leurs carences physiques et psychiques. Intégrés à un espace invraisemblable, il put mener des expériences stylistiques sur ces toiles avec une entière liberté. « Le portrait en pied de Pablillos de Valladolid, vers 1632, est la première représentation d'une figure entourée d'espace sans aucune référence de perspective. Deux siècles plus tard, Manet s'en souvint dans Le Fifre. »
Parmi les tableaux religieux de cette période, on note Saint Antoine Abbé et saint Paul, premier ermite peint pour l'ermitage des jardins du palais du Buen Retiro, et La Crucifixion peinte pour le couvent San Placido. Selon José María Azcárate, le corps idéalisé, serein et calme de ce Christ reflète la religiosité du peintre. Au-delà de son ascension sociale, la présence de Vélasquez à la cour lui donna une certaine indépendance vis-à-vis du clergé qui lui permit de ne pas se consacrer exclusivement à ce type de peinture.
Des personnages de rang plus commun passèrent par l'atelier de l'artiste, notamment des cavaliers, des soldats, des ecclésiastiques ou encore des poètes de la cour. Contrairement à la tradition italienne, les Espagnols de l'époque montraient une certaine réticence à immortaliser les traits de leurs plus belles femmes. Si les reines et les infantes étaient fréquemment représentées, une telle faveur était beaucoup plus rarement accordée aux simples dames de l'aristocratie.

#### Exigences de la cour
La décennie 1630 fut la période la plus prolifique pour Vélasquez : presque un tiers de son œuvre fut réalisé à cette période. Vers 1640, cette intense production diminua drastiquement, et n'augmenta plus par la suite. Les raisons de cette baisse d'activité ne sont pas connues avec certitude, mais il paraît probable qu'il eût été accaparé par les obligations de cour au service du roi. Si celles-ci lui permirent d'obtenir une meilleure position sociale, elles l'empêchèrent de peindre. En tant que surintendant des travaux du roi, il devait s'occuper de la conservation des collections royales et de diriger les travaux d'aménagement et de décoration à l'Alcazar Royal.
Entre 1642 et 1646, « il accompagna le roi en Aragon pendant la campagne contre les Catalans révoltés (1644) ». Il peignit alors un nouveau portrait du roi pour commémorer la levée du siège de la ville par l'armée française lors de la bataille de Lleida. Cette toile est considérée par le critique d'art Lafuente Ferrari comme un chef-d'œuvre « Vélasquez ne fut jamais aussi grand coloriste que dans le portrait de Philippe IV en costume militaire (Frick Collection, New York) et dans celui du pape Innocent X (Galerie Doria-Pamphilj, Rome) ». La toile fut envoyée immédiatement à Madrid et exposée en public à la demande des Catalans de la cour. C'est la toile Philippe IV à Fraga, du nom de la ville aragonaise où il fut peint. Dans cette toile, Vélasquez atteignit un équilibre entre précision et reflets. Perez Sanchez y voit même apparaître une technique impressionniste chez Vélasquez.
Le poste d'aide de chambre, que le peintre occupa dès 1642, était un honneur considérable, mais il obligeait Vélasquez à accompagner son maître partout : à Saragosse en 1642, en Aragon, en Catalogne, et à Fraga en 1644. Vélasquez eut aussi à surmonter plusieurs épreuves notamment la mort de son beau-père et professeur, Francisco Pacheco le 27 novembre 1644. À cet événement, s'ajoutèrent d'autres épreuves : la chute du puissant favori du roi, le Comte-Duc d'Olivares, qui avait été son protecteur (bien que cette disgrâce n'affecta pas la situation du peintre), la mort de la reine Isabelle en 1644, puis celle du prince Baltasar Carlos âgé de 17 ans. Dans cette même période, outre les rébellions de la Catalogne et du Portugal et la déroute des tercios espagnols à la bataille de Rocroi, la Sicile et Naples se soulevèrent. Tout paraissait s'écrouler autour du monarque, et les traités de Westphalie consacrèrent la décadence du pouvoir espagnol.

### Second voyage en Italie

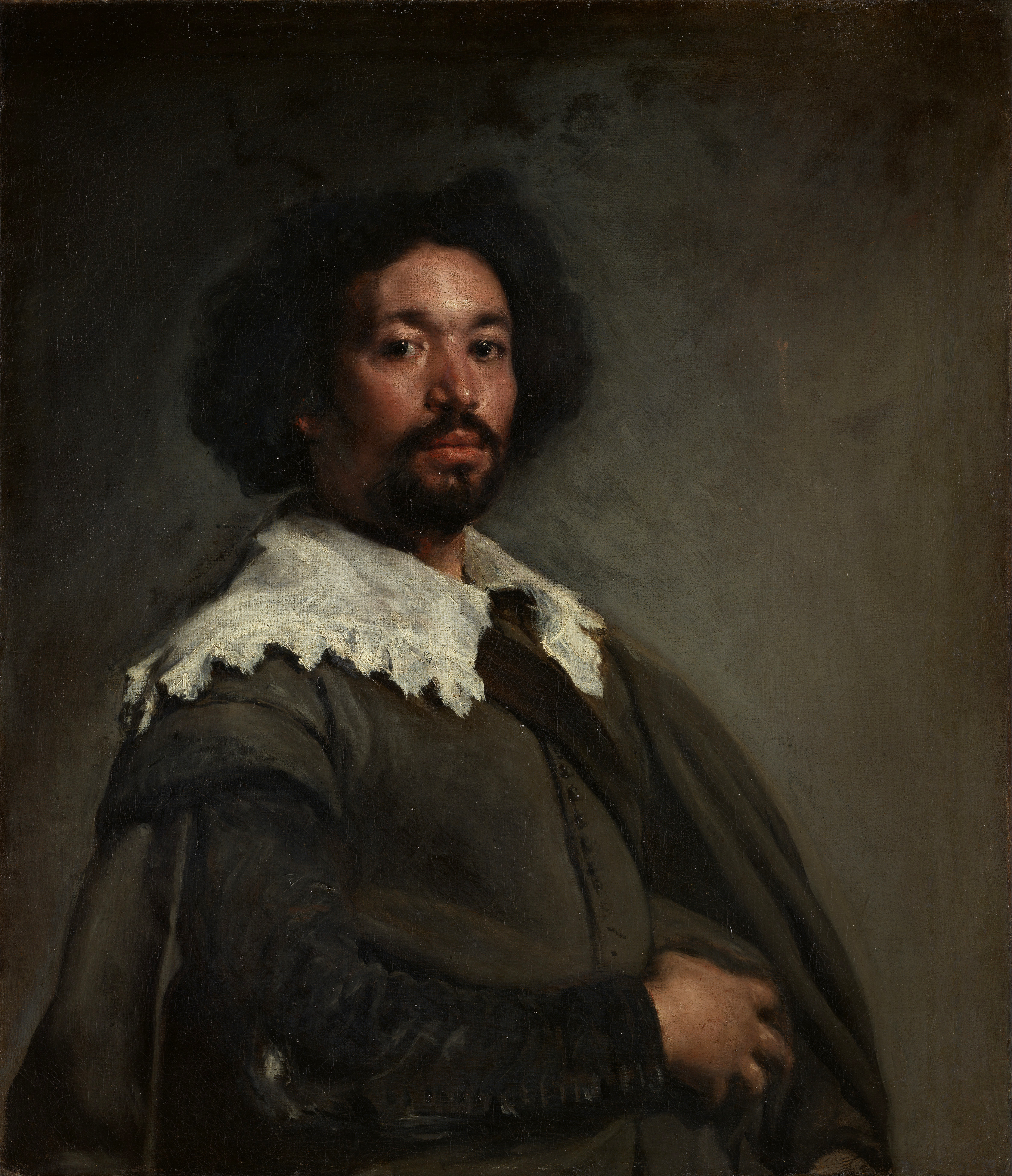
Juan de Pareja (1649-50, Metropolitan Museum of Art, New York).
Portrait de son esclave maure sur le portique du Panthéon d'Aggrippa le jour de la saint Joseph. Dans des tons réalistes, Vélasquez le représenta avec une attitude élégante et sûr de lui.

#### Acheteur d'art et peintre
« En suivant son projet de former une galerie de peinture, Vélasquez proposa de se rendre en Italie pour acquérir des tableaux et des statues de premier ordre qui donneraient un nouveau prestige aux collections royales, et il devait engager Pietro da Cortona pour peindre des fresques sur divers plafonds des salles fraîchement réformées de l'Alcazar Royal de Madrid. Le séjour allait durer de janvier 1649 à 1651. En réalité, le peintre aurait dû être de retour à Madrid en juin 1650. Mais malgré les injonctions du roi transmises par son ambassadeur, le duc del Infantado, Vélasquez prolongea son séjour un an encore. »

Accompagné de son assistant et esclave Juan de Pareja, Vélasquez embarqua sur un navire à Malaga en 1649. Juan de Pareja, était simple esclave et valet de Vélasquez. Il était maure, « de génération métisse et de couleur étrange » selon Palomino. On ne connaît pas la date à laquelle il entra au service du maître sévillan. Mais dès 1642, Vélasquez lui avait donné le pouvoir de signer en son nom en tant que témoin. Puis en 1653, il signa au nom de Vélasquez, un testament en faveur de Francisca Velázquez, la fille du peintre. D'après Palomino, Pareja aidait Vélasquez dans ses tâches répétitives, telles que le broyage des couleurs et la préparation des toiles, sans que le peintre ne lui permît de s'occuper jamais de ce qui touchait à la dignité de son art : le dessin ou la peinture. Il suivit son maître en Italie où Vélasquez fit son portrait et l'affranchit à Rome le 23 novembre 1650 avec l'obligation de travailler pour lui quatre années du plus,.
« Vélasquez accosta à Gênes, où il se sépara de l'ambassade pour retourner dans les cités qui l'avaient captivé lors de son premier voyage : Milan, Padoue Modène, Venise, Rome Naples ». À Venise, où il fut reçu comme un personnage considérable, Vélasquez fut très entouré. Le théoricien d'art Marco Boschini lui demanda de donner son avis sur les peintres italiens. Vélasquez fit l'éloge de Tintoret, mais émit des réserves sur Raphaël. Ses principales acquisitions portèrent sur des œuvres de Tintoret, Titien, et Véronèse. Mais il ne put convaincre Pietro da Cortona de se charger des fresques de l'Alcazar, et engagea à sa place Angelo Michele Colonna et - Agostino Mitelli, experts en trompe-l'œil.
Son étape principale fut ensuite Rome. « À Rome, il acquit des statues et des moulages pour les envoyer aux fondeurs ». Il exécuta dans cette ville des tableaux importants dont celui de son serviteur Pareja qui lui valut un triomphe public et qui fut exposé au Panthéon le 19 mars 1650. Nommé membre de l'académie de Saint-Luc il peignit ensuite le pape Innocent X.
Pendant son séjour, Vélasquez se rendit aussi à Naples où il rencontra de nouveau Ribera qui lui avança des fonds avant qu'il ne retournât à la « Ville Éternelle ».

#### Portrait d'Innocent X
L'appartenance de Vélasquez à l'académie de Saint-Luc et à la congrégation des Virtuoses lui donna le droit d'exposer sur le portique du Panthéon le 13 février. C'est là qu'il exposa d'abord le Portrait de Juan Pareja (Metropolitan Museum of Art), puis celui du pape. Cependant, l'historien d'art Victor Stoichita estime que Vélasquez exposa d'abord le portrait du pape, puis celui de son esclave, et que l'on doit à Palomino d'avoir inversé la chronologie pour accentuer le mythe :

« Une fois qu'il fut déterminé à peindre le souverain pontife, il voulut s'entraîner en peignant une tête naturelle ; il fit celle de Juan de Pareja, son esclave et peintre spirituel, de façon si brillante et avec tant de vivacité que lorsqu'il envoya le portrait avec le dit Pareja recevoir les critiques de certains de ses amis, ils restèrent à regarder le portrait peint, et l'original, avec admiration et stupéfaction, sans savoir avec qui ils devaient parler, et qui devait répondre […] racontait Andrès Esmit... Le jour de la saint Joseph, on décora le cloître de la Rotonde [Le panthéon d'Agrippe] (où est enterré Raphaël Urbino) avec d'éminentes peintures antiques et modernes. On installa ce portrait sous des applaudissements universels, dans ce lieu, de la part de tous les autres peintres des différentes nations, tout le reste paraissait être de la peinture, mais celui-ci semblait réel. Voilà en quelles circonstances Vélasquez fut reçu par l'académie romaine, l'année 1650. »

Stoichita note que la légende forgée au fil des années autour de ce portrait est à l'origine de ce texte a plusieurs niveaux de lecture : l'opposition portrait-étude préparatoire, l'antagonisme esclave-pape, le lieu presque sacré (la tombe de Raphaël) contrastant avec des applaudissements universels, et pour finir, le rapport entre les peintures anciennes et les modernes. En réalité, on sait qu'entre le portrait de l'esclave, et celui du Pape, plusieurs mois s'écoulèrent, puisque d'une part Vélasquez ne peignit pas Innocent X avant août 1650, et que d'autre part, son admission à l'académie avait déjà eu lieu lors de l'exposition.
Le portrait le plus important que peignit Vélasquez à Rome est considéré par la majorité des historiens d'art comme étant celui d'Innocent X. Le spécialiste viennois de l'iconographie Ernst Gombrich pense que Vélasquez dut considérer cette toile comme un grand défi ; en comparaison avec les portraits de papes peints par ses prédécesseurs le Titien et Raphaël, il était conscient qu'il serait comparé avec ces grands maîtres. Vélasquez fit d'Innocent X un grand portrait, interprétant l'expression du pape et la qualité de ses vêtements. Il était d'autant plus conscient de la difficulté que le pape offrait un visage ingrat et intimidant. C'est la raison pour laquelle il décida de faire d'abord le portrait de son serviteur Juan Pareja « pour se faire la main », car il n'avait pas peint depuis un certain temps.

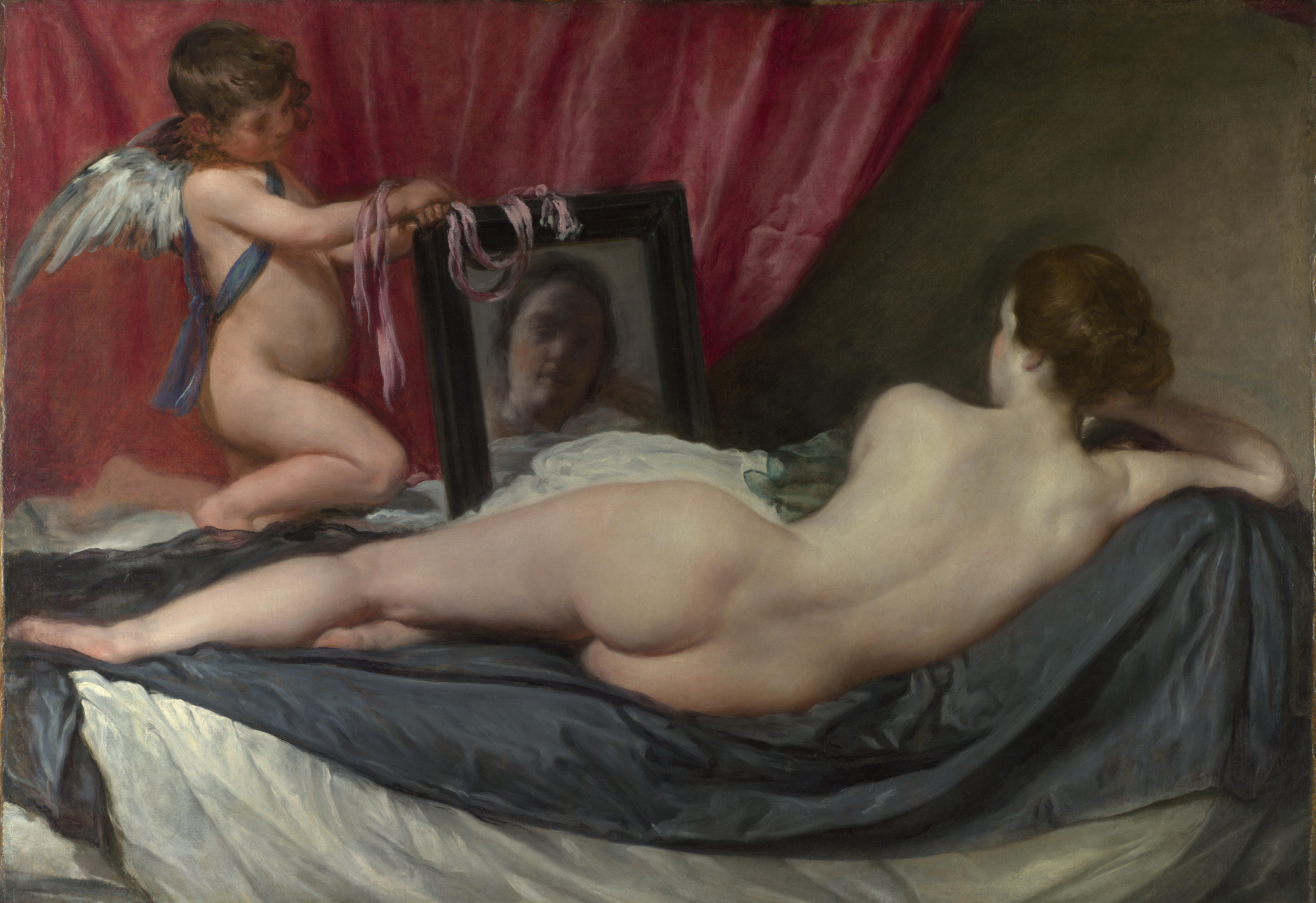
Vénus à son miroir (vers 1650, National Gallery, Londres).
La gamme chromatique réduite, limitée à un rouge brillant, à un marron chaud, à un bleu doux et au blanc, fait ressortir le corps de Vénus peint à partir de ces quatre couleurs. Vénus est allongée dans une pose sensuelle et pudique.

Le succès rencontré par son travail sur le portrait du pape déchaîna l'envie des autres membres de la curie papale. Tout l'entourage du souverain pontife souhaita alors être portraituré à son tour. Vélasquez peignit plusieurs personnages parmi lesquels le cardinal Astalli-Pamphilj. Il exécuta aussi le portrait de Flaminia Trionfi, la femme d'un peintre et ami. Mais à l'exception des portraits du pape et du cardinal, toutes les œuvres ont été perdues. Palomino dit qu'il réalisa ceux de sept personnes qu'il cita, de deux qu'il ne nomma pas, et que d'autres toiles restèrent inachevés. Cela représentait un volume d'activité surprenant pour Vélasquez qui était un peintre de production peu abondante.

#### Vénus à son miroir
De nombreux critiques associent la Vénus à son miroir à la période italienne de Vélasquez. Il dut réaliser au moins deux autres nus féminins, probablement deux autres Vénus. L'une d'elles fut citée dans l'inventaire des biens du peintre à sa mort,.
Exceptionnel dans la peinture espagnole du temps, le thème de l'œuvre s'inspire des deux principaux maîtres de Vélasquez, Titien et Rubens, abondamment présents dans les collections royales espagnoles. Les implications érotiques de leurs toiles suscitaient toutefois des réticences en Espagne. Pacheco conseillait aux peintres de faire appel à des dames « honnêtes » comme modèles pour les mains et les portraits, et d'utiliser des statues ou des gravures pour le reste du corps. La Vénus de Vélasquez apporta au genre une variante : la déesse est figurée de dos et montre son visage dans un miroir.
La photographe et historienne de l'art britannique Jennifer Montagu découvrit un document notarial sur l'existence en 1652 d'un fils romain de Vélasquez, Antonio de Silva, fils naturel de Vélasquez et de mère inconnue. Les recherches ont spéculé sur la mère et l'enfant. L'historien des arts espagnol José Camón Aznar nota que la mère pouvait avoir été le modèle qui posa pour le nu de la Vénus à son miroir et qu'il était possible qu'elle fût Flaminia Triunfi que Palomino qualifie d'« excellente peintre » et qui aurait été peinte par Vélasquez. Cependant, aucune autre information sur Flaminia Triunfi ne permet de l'identifier, même si Marini suggère qu'elle ne fait qu'une avec Flaminia Triva, alors âgée de vingt ans, et collaboratrice de son frère, disciple du Guerchin, Antonio Domenico Triva,,
La correspondance qui a été conservée montre que Vélasquez retardait continuellement ses travaux pour reculer la date de son retour. Philippe IV était impatient. En février 1650 il écrivit à son ambassadeur à Rome pour qu'il pressât le retour du peintre « mais vous connaissez sa flemme, et faites le venir par la mer, et non par la terre, car il pourrait s'attarder encore plus ». Vélasquez resta à Rome jusqu'à la fin novembre. Le Comte d'Oñate communiqua son départ le 2 décembre, et deux semaines après il faisait étape à Modène. Cependant, il n'embarqua à Gênes qu'en mai 1651.

### Dernières années et plénitude artistique

#### Maréchal de cour
En juin 1651, il rentra à Madrid avec de nombreuses œuvres d'art. Peu après, Philippe IV le nomma aposentador royal, maréchal de cour. Ce poste élevait sa position à la cour et lui procura des revenus supplémentaires. Ceux-ci s'ajoutaient à sa pension, aux salaires qu'il recevait déjà pour ses fonctions de peintre, aide de chambre royal et surintendant et aux sommes qu'il demandait pour ses toiles. Ses charges administratives l'absorbaient toujours plus, notamment ce nouveau poste d'aposentador royal qui prenait une grande partie de son temps libre aux dépens de sa peinture. Cependant, malgré ces nouvelles responsabilités, il peignit durant cette période quelques-uns de ses meilleurs portraits et ses œuvres magistrales les Ménines et Les Fileuses.

#### Dernières œuvres
La venue de la nouvelle reine, Marie-Anne d'Autriche, lui permit de peindre plusieurs portraits. L'infante Marie-Thérèse fut peinte à plusieurs occasions pour pouvoir envoyer son portrait aux différents partis et prétendants des cours européennes. Les nouveaux infants, fils de Marie-Anne, furent également peints, notamment Marguerite-Thérèse née en 1651.
Il peignit, à la fin de sa vie, ses compositions les plus grandes et les plus complexes, ses œuvres la Légende d'Arachné (1658) également connue sous le titre les Fileuses, et le plus célèbre de tous ses tableaux, la Famille de Philippe IV, ou les Ménines (1656). La dernière évolution de son style apparaît dans ces toiles où Vélasquez semble représenter la vision fugace d'une scène. Il employa des coups de pinceaux audacieux qui, de près, semblent séparés, mais qui, avec la distance, donnent tout le sens de la toile, anticipant les techniques de Manet et des impressionnistes du XIXe siècle sur lesquels il eut une grande influence. L'interprétation de ces œuvres est à l'origine de nombreuses études. Elles sont considérées comme faisant partie des chefs-d'œuvre de la peinture européenne.
Les deux derniers portraits officiels qu'il peignit du roi sont très différents des précédents. Le buste du Prado, comme celui de la National Gallery de Londres, sont des portraits intimes où les vêtements sont noirs. La toison d'or n'est représentée que dans le second. Selon Harris, ces toiles dépeignent la décrépitude physique et morale du monarque, dont celui-ci était conscient. Cela faisait neuf ans que le roi ne s'était pas laissé peindre, et Philippe IV expliqua ses réticences ainsi : « je ne m'abaisse pas à passer par les pinceaux de Vélasquez, pour ne pas me voir vieillir ».
La dernière commande de Vélasquez pour le roi fut un ensemble de quatre scènes mythologiques pour le salon aux Miroir où ils furent exposés avec des œuvres du Titien, du Tintoret et de Rubens : les peintres préférés de Philippe IV. De ces quatre œuvres (Apollon et Mars, Adonis et Vénus, Psyché et Cupidon et Mercure et Argos), seule la dernière nous est parvenue. Les trois autres furent détruites lors de l'incendie de l'Alcazar Royal en 1734. La qualité de la toile conservée, la rareté du thème de la mythologie et des nus dans l'Espagne d'alors, font que ces pertes sont particulièrement dommageables.

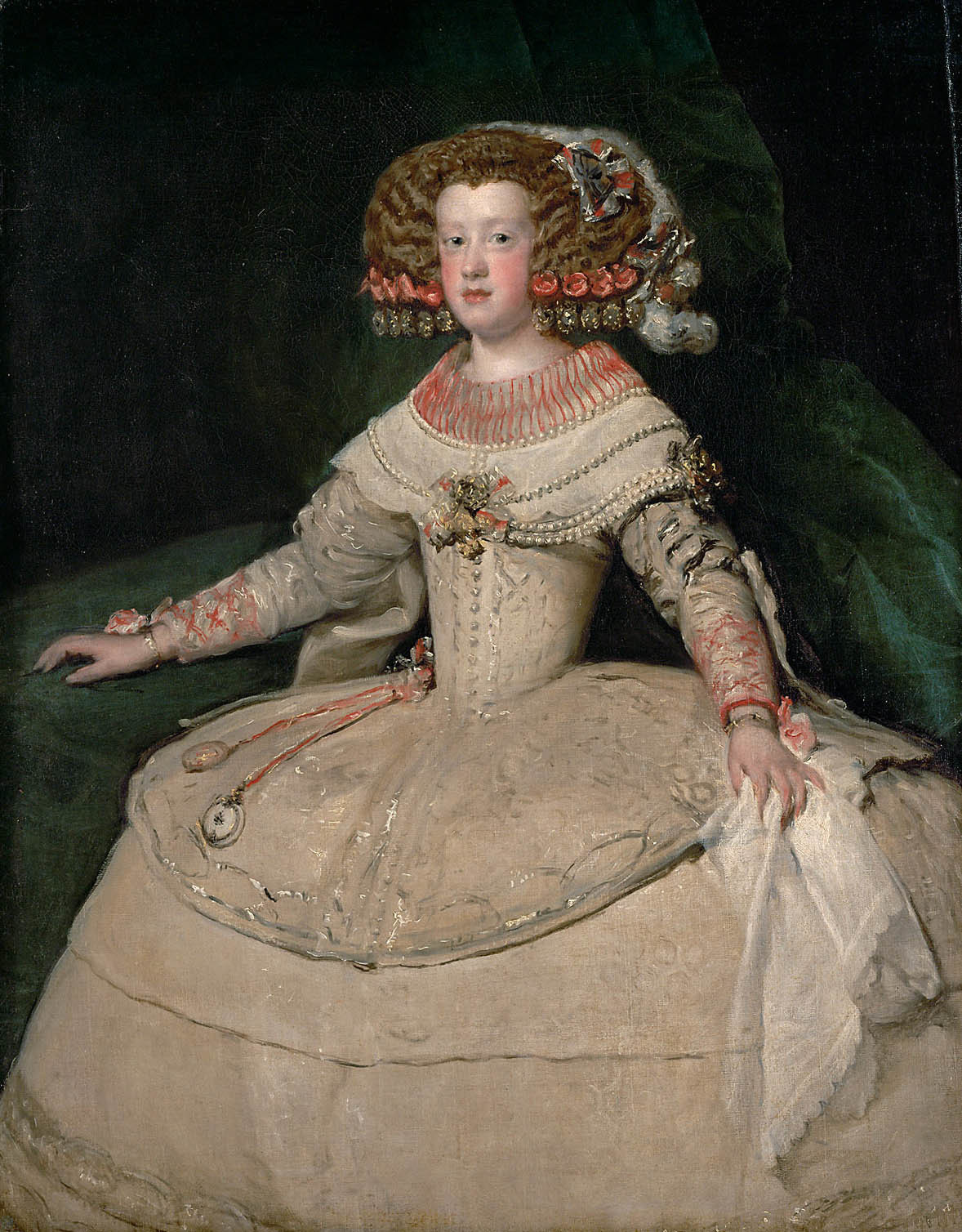
L'Infante Marie Thérèse (1652), Kunsthistorisches Museum, Vienne)
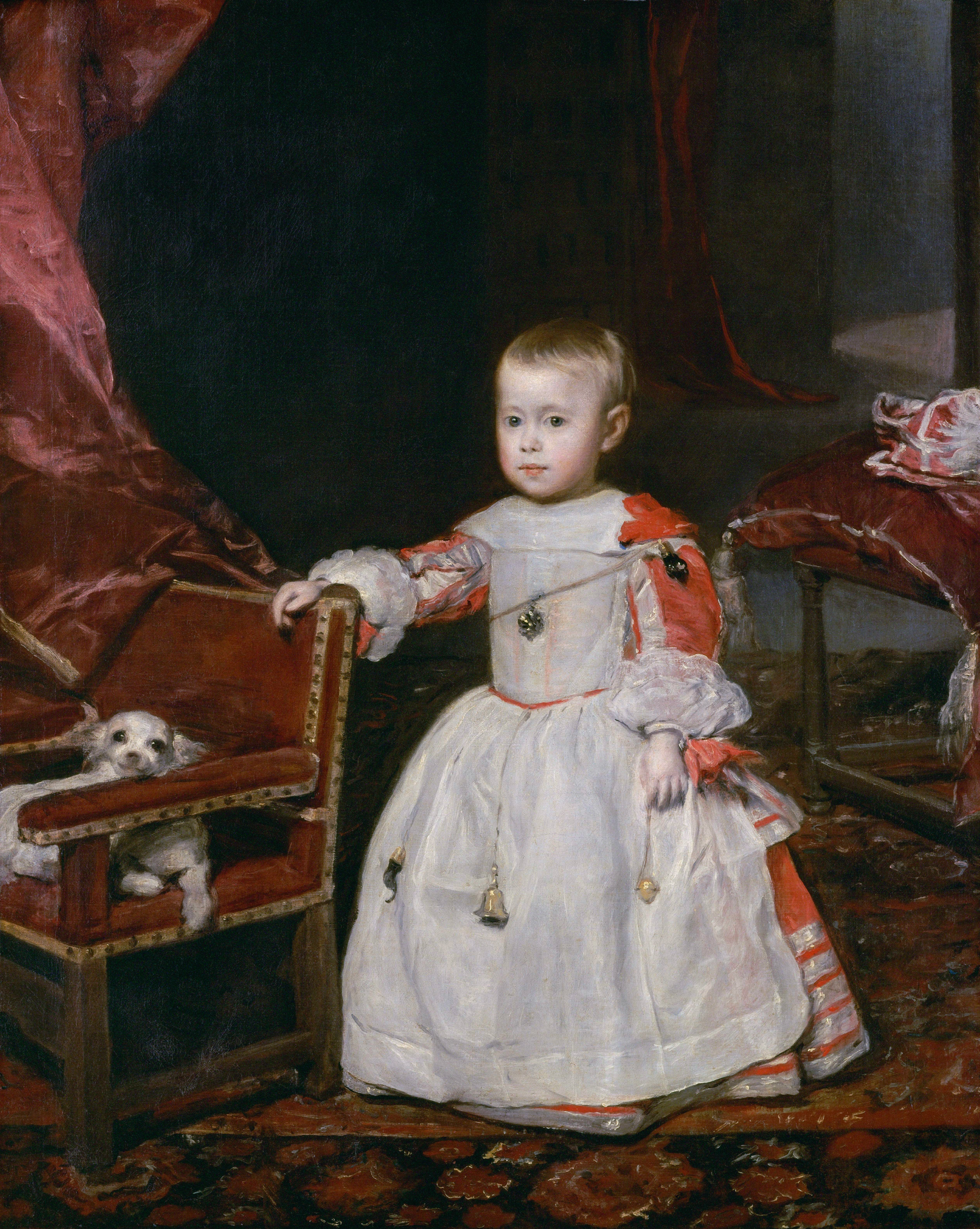
Le Prince Philippe Prosper (1659), Kunsthistorisches Museum, Vienne)
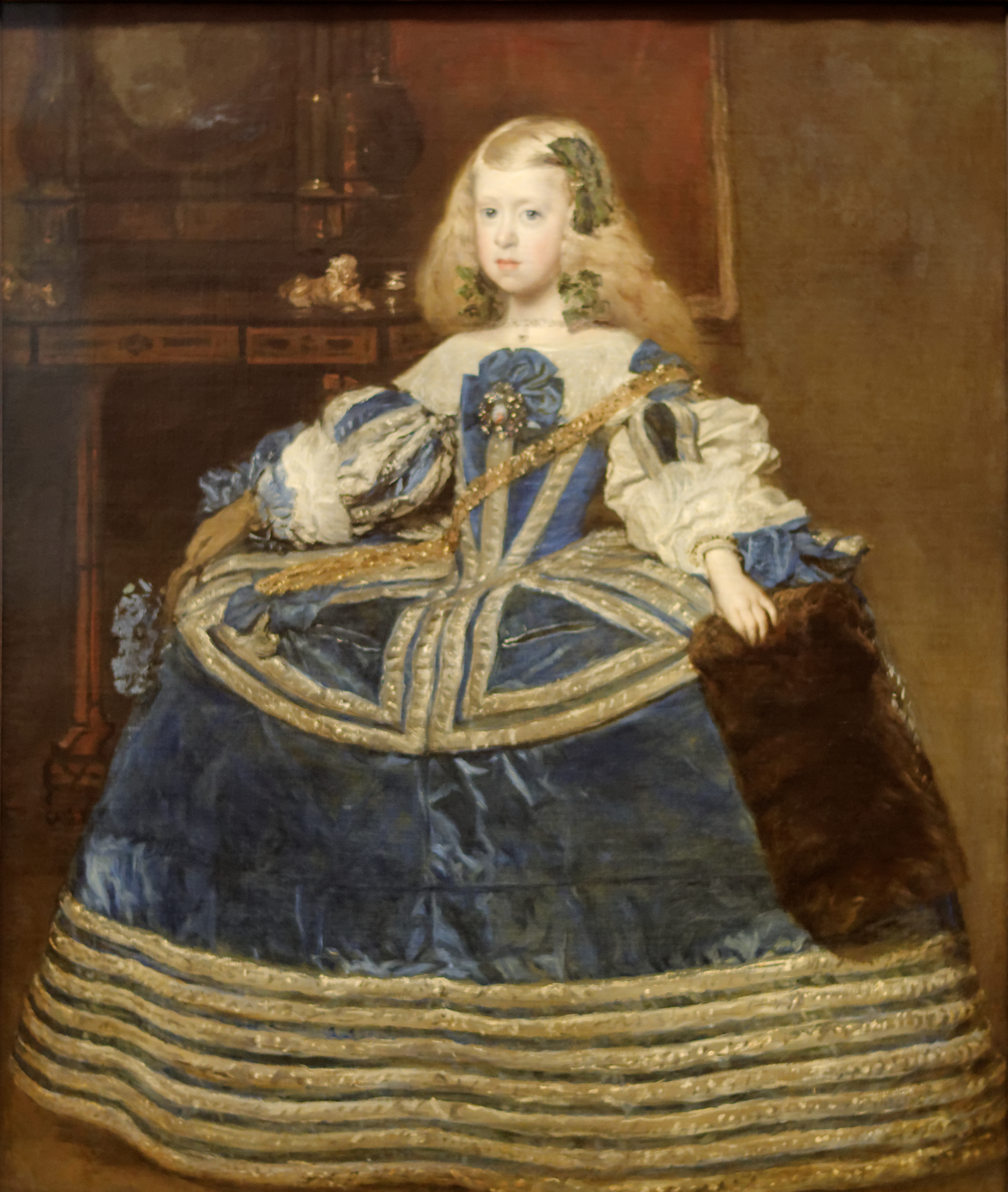
L'Infante Marguerite en bleu, (1659), Kunsthistorisches Museum, Vienne)

#### Ordre de Santiago

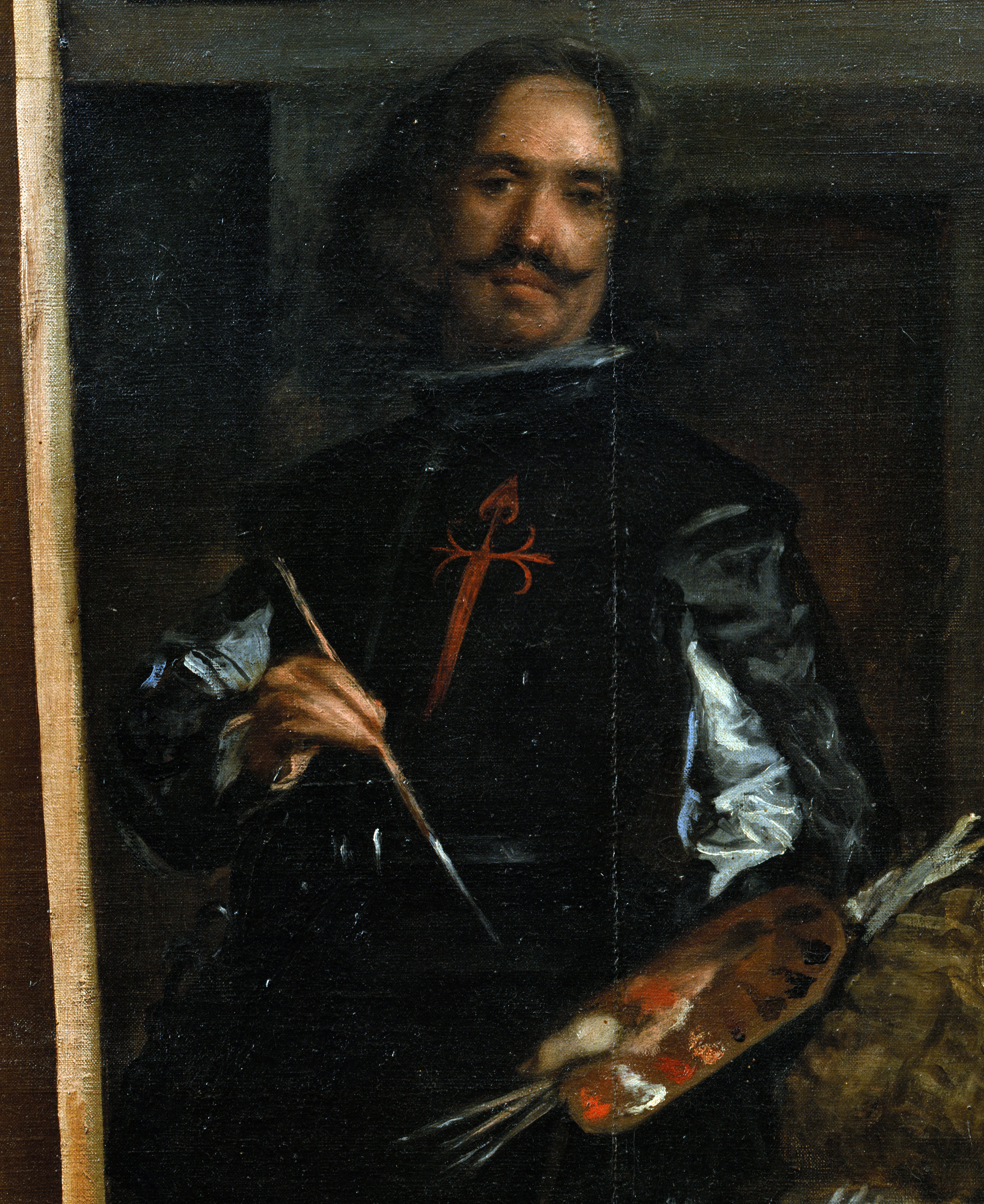
Portrait de Diego Velázquez dans Les Ménines (détail).

En homme de son époque, Vélasquez désirait être anobli. Il réussit à intégrer l'ordre de Santiago (Saint-Jacques de l'Épée) avec l'appui du roi, qui, le 12 juin 1658 lui permit de prendre l'habit de chevalier. Cependant, pour être admis, le prétendant devait prouver que ses grands-parents directs avaient également appartenu à la noblesse, qu'aucun n'était juif ni converti au christianisme. Le conseil des ordres militaires ouvrit en juillet une étude sur le lignage et recueillit 148 témoignages. Une partie significative de ces témoignages affirma que Vélasquez ne vivait pas de son métier de peintre, mais de ses activités à la cour. Certains, parfois peintres, allèrent jusqu'à prétendre qu'il n'avait jamais vendu de tableau. Au début de 1659, le conseil, conclut que Vélasquez ne pouvait pas être noble car ni sa grand-mère paternelle ni ses grands-parents paternels ne l'étaient. Cette conclusion faisait que seule une dispense du pape pouvait faire admettre Vélasquez dans cet ordre. À la demande du roi, le pape Alexandre VII dicta un bref apostolique le 9 juillet 1659, ratifié le 1er octobre, et lui accordant la dispense sollicitée. Le roi lui concéda le titre d'hidalgo le 28 novembre, contournant ainsi les objections du conseil qui lui remit ce titre à la même date.

#### Mariage de l'infante
En 1660, le roi et la cour accompagnèrent l'infante Marie Thérèse à Fontarrabie, ville espagnole sur la frontière entre l'Espagne et la France. L'infante rencontra pour la première fois son nouvel époux Louis XIV, au milieu de la Bidassoa, sur un territoire dont la souveraineté était depuis l'année précédente partagée entre les deux pays : l'île des Faisans. Vélasquez, en tant qu'aposentador royal se chargea de préparer les logements du roi d'Espagne et de sa suite à Fontarrabie et de décorer le pavillon de la Conférence où était organisée la rencontre de l'île des Faisans. Le travail dût être épuisant et à son retour, Vélasquez contracta une maladie virulente.
Il tomba malade fin juillet et quelques jours après, le 6 août 1660, il mourut à trois heures de l'après-midi. Le lendemain, il fut enterré dans l'église Saint-Jean-Baptiste de Madrid, avec les honneurs dus à son rang, en tant que chevalier de l'ordre de Saint-Jacques. Huit jours après, le 14 août, son épouse Juana mourut à son tour. Du couple Diego Velázquez - Juana Patcheco descendent notamment Sophie, reine d'Espagne, Philippe, roi des Belges, et Guillaume-Alexandre, roi des Pays-Bas.

## L'artiste

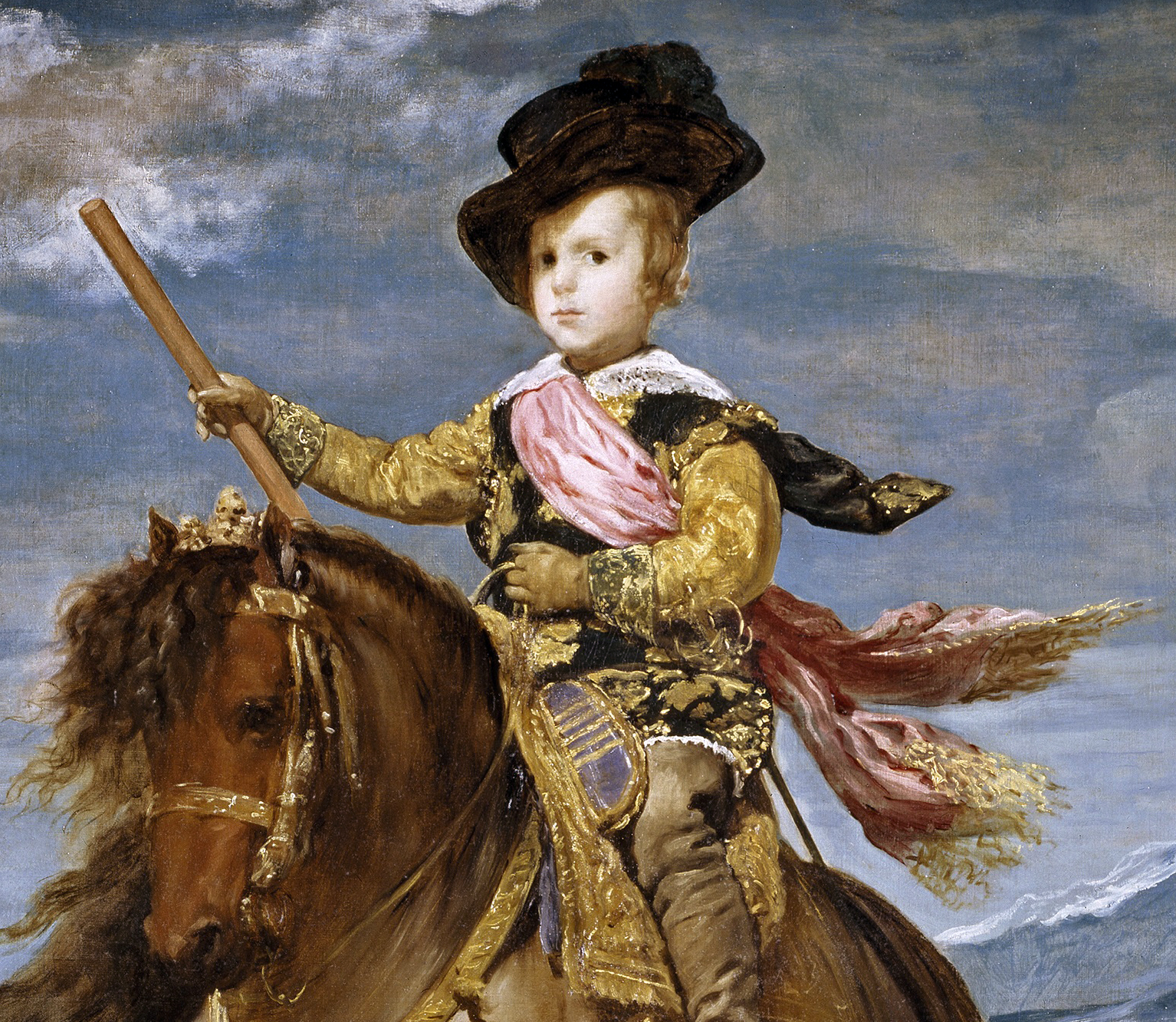
Le Prince Baltasar Carlos à cheval (détail, 1635, Musée du Prado, Madrid). Considérée comme l'une de ses œuvres maîtresses, les coups de pinceaux sont rapides et séparés, d'une très grande précision, anticipant de deux siècles les techniques des impressionnistes

### Évolution de son style pictural
À ses débuts à Séville, le style du peintre est naturaliste, fait appel aux clairs-obscurs au moyen d'une lumière intense et dirigée. Les coups de pinceaux de Vélasquez sont densément chargés de peinture, il modèle les formes avec précision, ses couleurs dominantes sont sombres et les chairs sont cuivrées.
Pour l'historien de l'art espagnol Xavier de Salas, lorsque Vélasquez s'établit à Madrid, en étudiant les grands peintres vénitiens de la collection royale, il modifia sa palette et commença à utiliser des gris et des noirs à la place des couleurs ténébristes. Cependant, jusqu'à sa première période madrilène, et plus précisément jusqu'aux Ivrognes, il continua à peindre ses personnages avec des contours précis, les séparant nettement des fonds avec des coups de pinceaux opaques.
Lors de son premier voyage en Italie, il transforma radicalement son style. Le peintre essaya de nouvelles techniques, en cherchant la luminosité. Vélasquez qui avait développé sa technique pendant les années antérieures, conclut cette transformation vers la mi-1630, où il considéra qu'il avait trouvé son langage pictural propre basé sur une combinaison de coup de pinceaux séparés, de couleurs transparentes et de touches de pigments précises pour rehausser les détails.
À partir de la Forge de Vulcain, peinte en Italie, la préparation des toiles changea et se maintint ainsi jusqu'à la fin de sa vie. Elle se composait simplement d'une couche de blanc de plomb appliquée avec une spatule qui formait un fond de grande luminosité, complété par des coups de pinceaux toujours plus transparents. Dans la Reddition de Breda et le Portrait équestre de Baltasar Carlos, peints pendant la décennie 1630 ; il acheva ces évolutions. Le recours aux fonds clairs et aux touches de couleurs transparentes pour créer une grande luminosité étaient fréquents chez les peintres flamands et italiens, mais Vélasquez développa sa propre technique, en la poussant à des extrêmes jamais vus.
Cette évolution se produisit d'une part grâce à la connaissance des œuvres d'autres artistes, spécialement celles de la collection royale et des toiles italiennes. D'autre part, ses rencontres directes avec d'autres peintres — Rubens à Madrid et d'autres lors de son premier voyage en Italie — y contribuèrent aussi. Vélasquez ne peignait pas comme travaillaient les artistes en Espagne en superposant les couches de couleurs. Il développa son propre style à base de coups de pinceaux et de touches rapides et précises dans de petits détails qui ont une grande importance dans la composition. L'évolution de sa peinture se poursuivit vers une plus grande simplification et une plus grande rapidité d'exécution. Sa technique, avec le temps, se fit à la fois plus précise et plus schématique. Ce fut le résultat d'un ample processus de maturation intérieure.
Le peintre ne commençait pas son travail avec une composition totalement définie et préférait l'ajuster au fur et à mesure de la progression de sa toile, en introduisant des modifications qui amélioraient le résultat. Il faisait rarement des dessins préparatoires, et se contentait d'une ébauche des grandes lignes de sa composition. Dans de nombreuses œuvres, ses corrections sont visibles. Les contours des figures se formaient au rythme des modifications qu'il apportait à leurs positions, ajoutant ou supprimant des éléments. On peut voir sans difficulté nombre de ces ajustements, notamment dans les positions des mains, des manches, des cous et des vêtements. Une autre de ses habitudes était de retoucher ses toiles après les avoir terminées, quelquefois après une longue interruption.
La palette de couleurs qu'il employait était très réduite. L'étude physico-chimique des peintures montre que Vélasquez changea certains de ses pigments après son installation à Madrid, puis après son premier voyage en Italie. Il changea également la manière de les mélanger et de les appliquer.

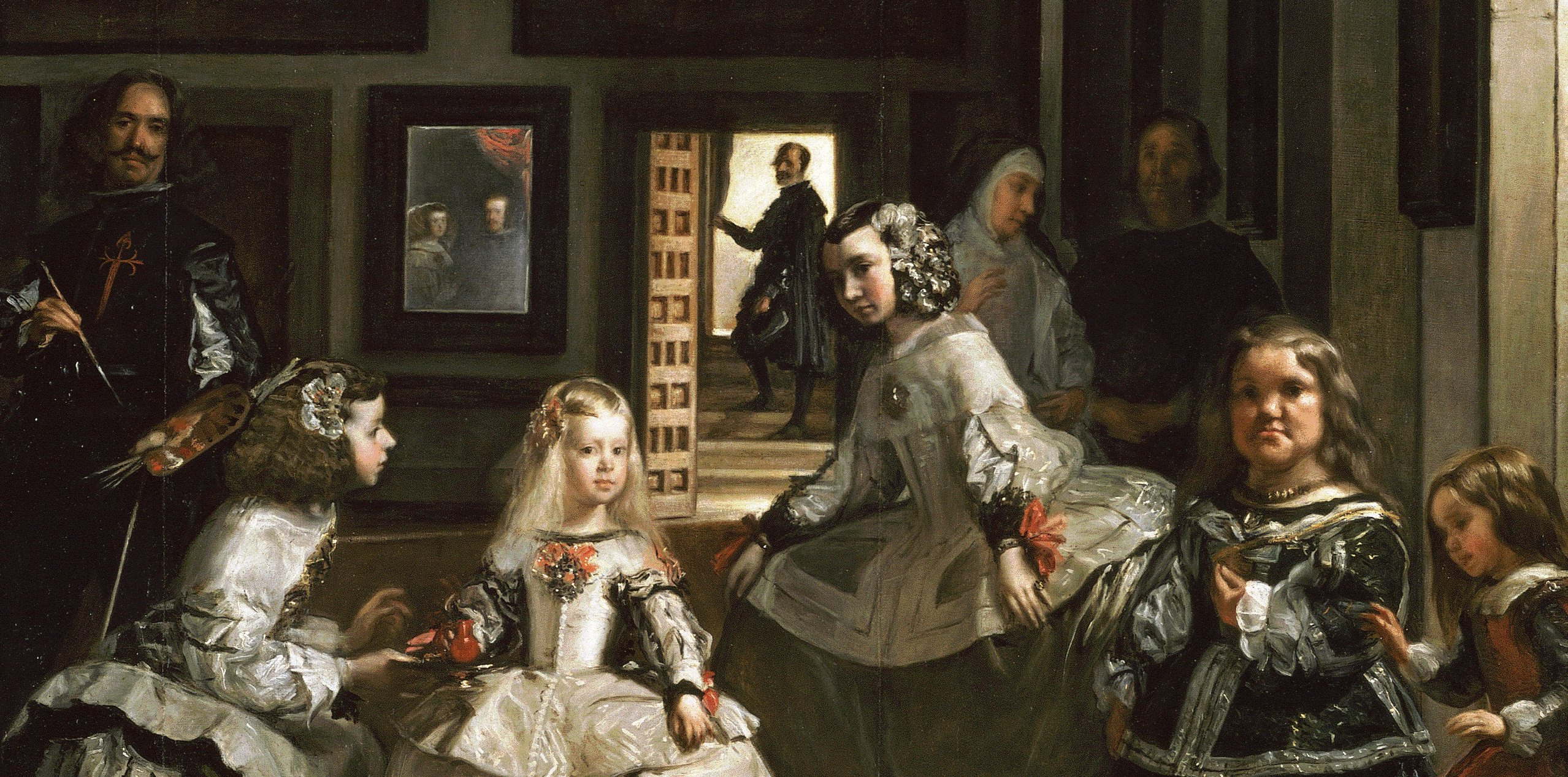
Détail des Menines où apparaît son dernier style. Les traits sont épais et séparés aux contours ; les coups de pinceaux sont courts pour les touches de lumières et sont fondamentaux sur les vêtements. (1656-57, musée du Prado, Madrid).

### Dessins

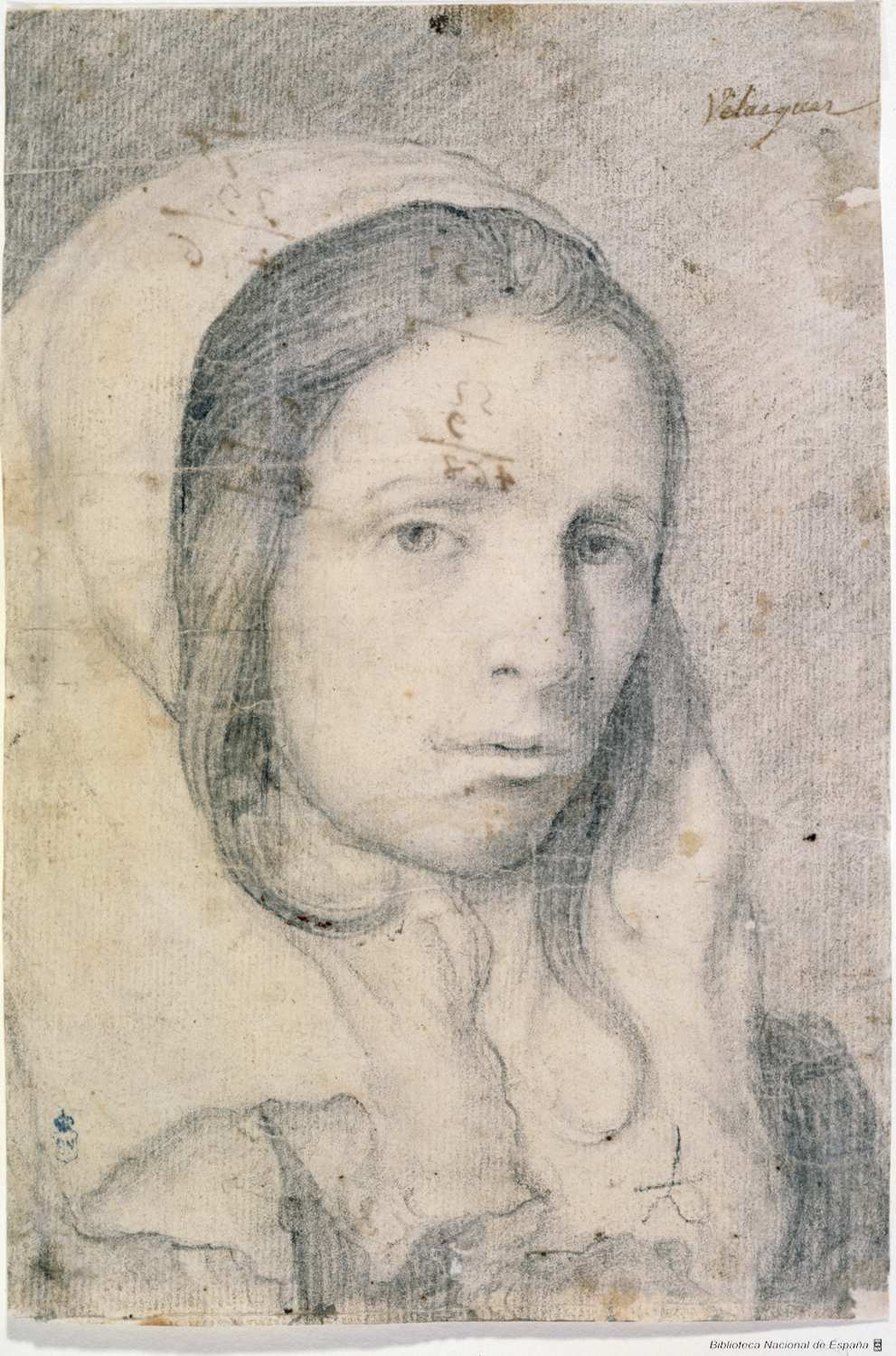
Dessin d'un buste de jeune fille, (vers 1618, Bibliothèque nationale d'Espagne).

On connaît peu de dessins de Vélasquez, ce qui rend difficile leur étude. Bien que les notes de Pacheco et Palomino parlent de son travail de dessinateur, sa technique de peintre alla prima (« d'un seul jet ») semble exclure des études préliminaires nombreuses. Pacheco se réfère aux dessins réalisés pendant son étape d'apprentissage d'un enfant qui servait de modèle et raconte que pendant son premier voyage en Italie, il fut logé au Vatican, où il put dessiner librement les fresques de Raphaël et de Michel-Ange. Il put se servir plusieurs années après de certains de ces dessins dans la Légende d'Arachné en utilisant, pour les deux fileuses principales, les dessins des éphèbes situés sur les piliers qui encadrent la sibylle persique du plafond de la chapelle Sixtine. Palomino, de son côté, raconte qu'il réalisa des dessins des œuvres des peintres vénitiens de la Renaissance « et particulièrement de nombreuses figures du cadre du Tintoret, de la crucifixion du Christ, Notre Seigneur ». Aucune de ces œuvres n'a été conservée.
Selon Gudiol, le seul dessin dont on soit totalement certain de l'attribution à Vélasquez est l'étude réalisée pour le portrait du cardinal Borja. Dessiné au crayon alors que Vélasquez avait 45 ans, Gudiol affirme qu'il « était exécuté avec simplicité mais en donnant des valeurs précises aux lignes, aux ombres, aux surfaces et aux volumes dans une tendance réaliste ».
Pour le reste des dessins attribués ou en relations avec Vélasquez, il n'y a pas d'unanimité entre les historiens à cause de la diversité des techniques employées. En plus du portrait de Borja, Gudiol considère qu'une tête d'enfant et un buste féminin sont également de la main du peintre. Les deux sont tracés au crayon noir sur du papier de fil et probablement de la même main. Ils sont conservés à la Bibliothèque nationale d'Espagne et appartiennent probablement à la période sévillane du peintre. Deux ébauches au crayon très léger, études pour des personnages de la Reddition de Breda, sont conservées dans la même bibliothèque, et sont considérées comme authentiques par López-Rey et Jonathan Brown. Récemment, Gridley McKim-Smith a également considéré comme authentiques huit dessins du pape ébauchés sur deux feuilles de papier conservées à Toronto. Il affirme qu'ils servirent d'études préparatoires au Portrait d'Innocent X.
Cette absence de dessin appuie l'hypothèse selon laquelle Vélasquez commençait la plupart de ses tableaux sans études préliminaires, et traçait directement sur les toiles les lignes générales de ses compositions. Certaines parties de toiles qu'il laissa inachevées corroborent cette hypothèse. La main gauche inachevée du Portrait d'un homme jeune de la pinacothèque de Munich ou la tête de Philippe IV du Portrait de Juan Montañés laissent voir des lignes vigoureuses tracées à même la toile. Quatre toiles du peintre conservées au musée du Prado et étudiées par réflectographie infrarouge permettent de distinguer certains des tracés initiaux de la composition.

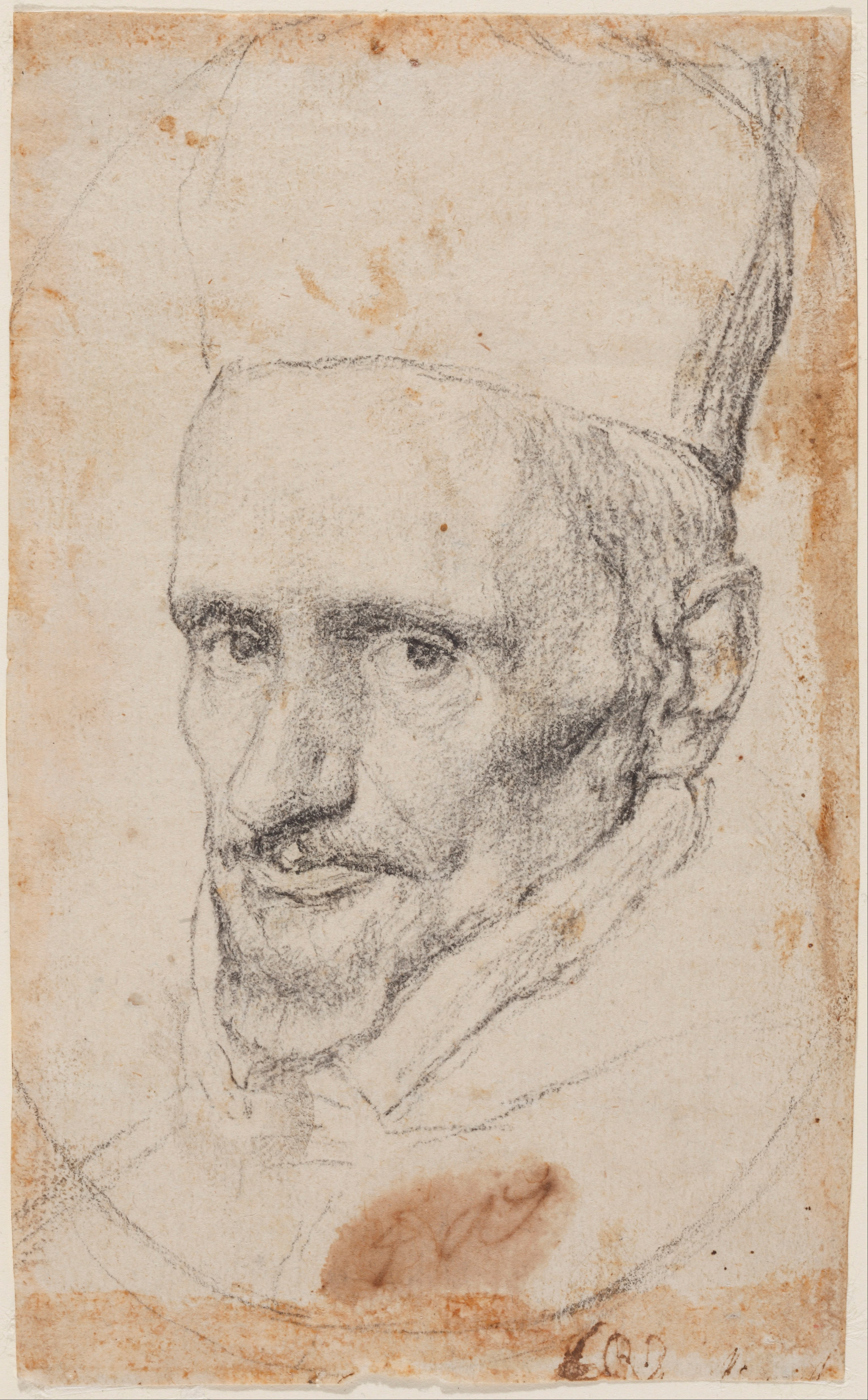
Dessin préparatoire pour le cardinal Borja, (1643-45, Bibliothèque nationale d'Espagne)
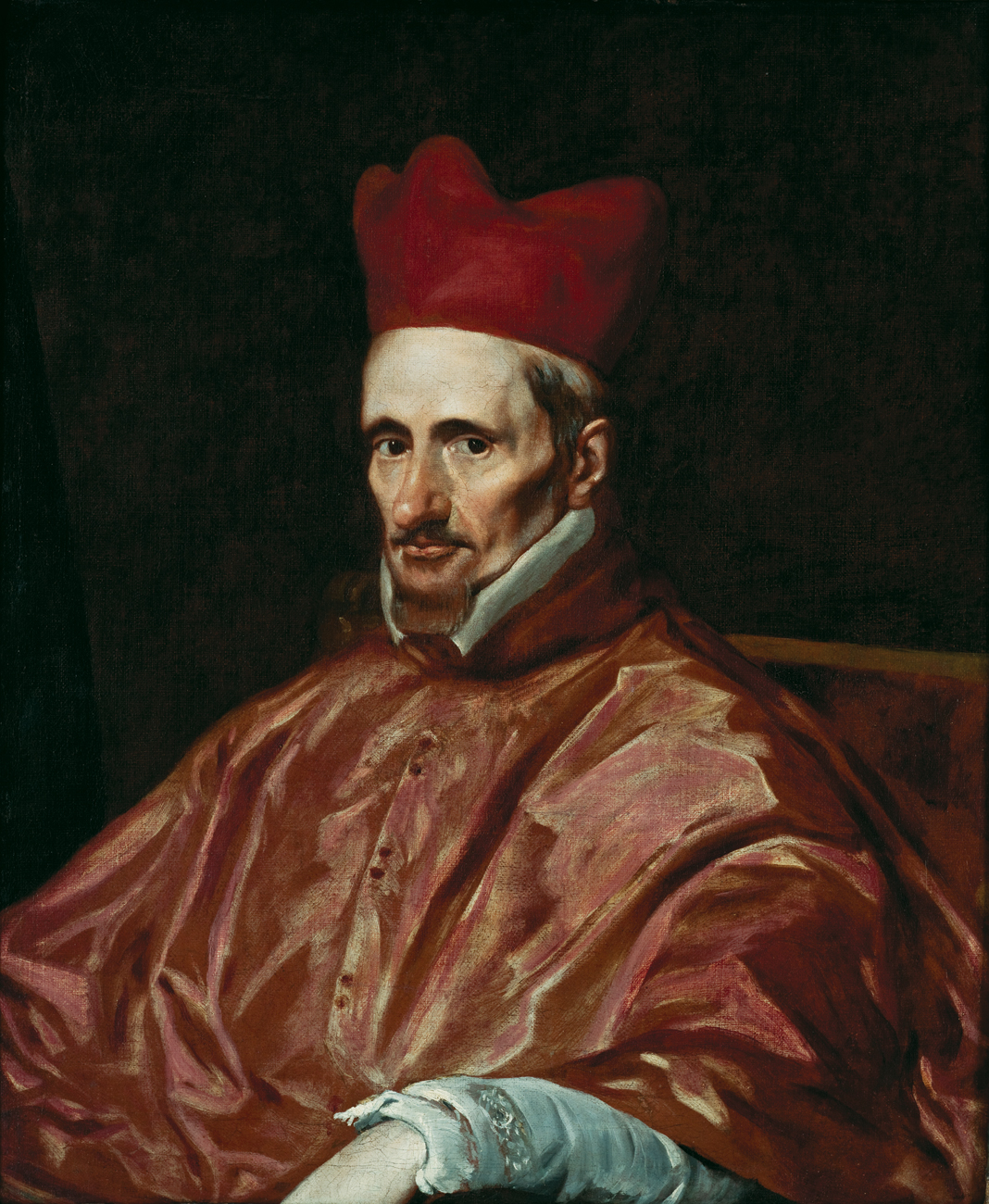
Portrait du cardinal Borja, copie d'un portrait perdu de Vélasquez (Musée d'art de Ponce, Puerto Rico)

### Reconnaissance de sa peinture

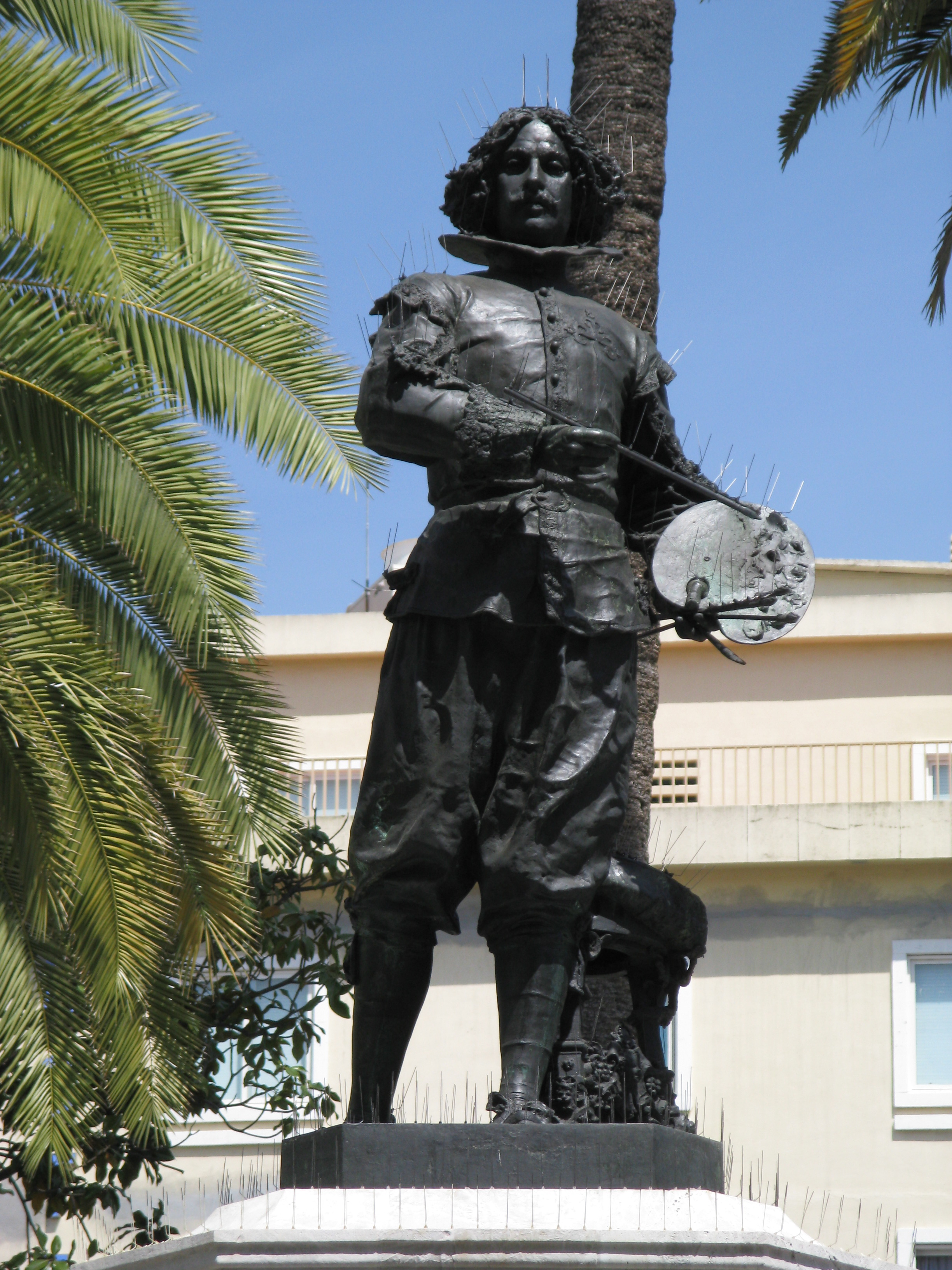
« Au peintre de la vérité », lit-on sur le socle de la statue de Vélasquez, à Séville.

La reconnaissance universelle de Vélasquez comme grand maître de la peinture occidentale fut relativement tardive. Jusqu'au début du XIXe siècle, son nom fut peu cité hors d'Espagne et rarement entre les peintres majeurs. Dans la France du XVIIIe siècle, il fut souvent considéré comme peintre de second rang, connu des seuls érudits et amateurs de peinture au travers d'une poignée de tableaux du Louvre de la maison d'Autriche ainsi que par quelques œuvres notoires : le Porteur d'eau, les Ivrognes, les Fileuses et le Portrait du Pape Innocent X. Les causes sont variées : la majeure partie de l'œuvre du peintre provenait de son service pour Philippe IV, en conséquence, la quasi-totalité de son œuvre resta dans les palais royaux espagnols, lieux peu accessibles au public. Au contraire de Murillo ou de Zurbarán, Vélasquez ne dépendait pas de la clientèle ecclésiastique, il réalisa peu d'œuvres pour les églises et autres bâtiments religieux.

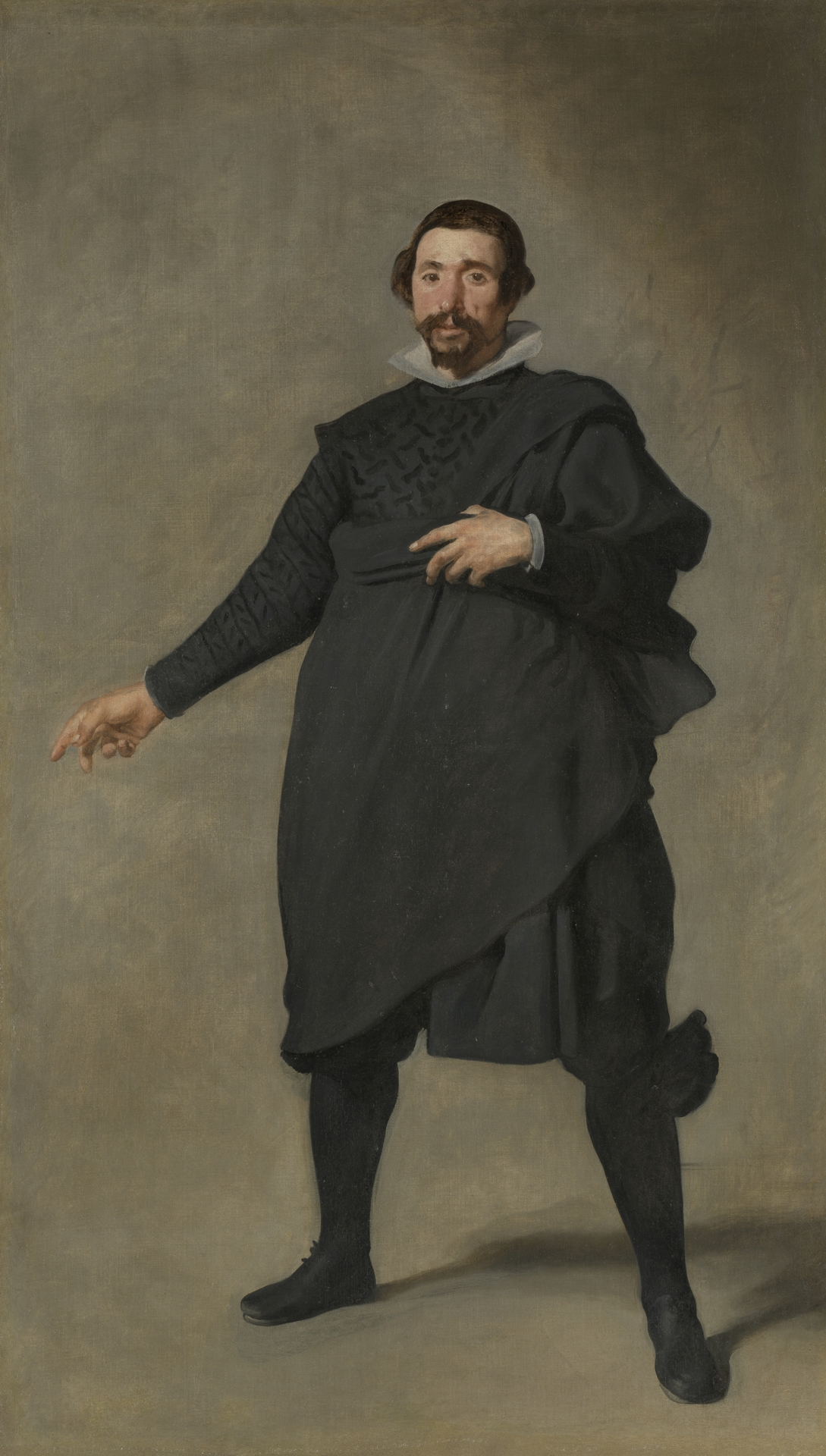
Pablo de Valladolid (1636-37, Musée du Prado, Madrid).
En l'absence de sol et de fond, Vélasquez crée l'espace au moyen des ombres rehaussées par la diagonale en profondeur. Ce portrait fut l'un des plus admirés par Manet pour qui … le fond disparaît. C'est l'air qui entoure le bonhomme….

Il partageait l'incompréhension générale envers les peintres de la fin de la Renaissance et du Baroque, comme Le Greco, Le Caravage ou Rembrandt, qui durent attendre trois siècles pour être compris des critiques, qui encensaient d'autres peintres comme Rubens, Van Dyck et plus généralement ceux qui avaient persisté dans l'ancien style. Le peu de chance de Vélasquez avec la critique commença probablement assez tôt ; en plus des critiques des peintres de cour, qui le censuraient pour ne savoir peindre « qu'une tête », Palomino raconte que le premier portrait équestre de Philippe IV soumis à la censure publique fut très critiqué. Celle-ci argumenta que le cheval allait contre les règles de l'art. Le peintre en colère effaça une grande partie de la peinture. Cependant, en d'autres circonstances, cette même œuvre fut très bien accueillie par le public, qui lui valut les louanges de Juan Vélez de Guevara dans l'un de ses poèmes. D'autres critiques reprochaient à Vélasquez de rendre avec une vérité parfois cruelle les laideurs et les tares des puissants : È troppo vero dit Innocent X de son portrait.
Pacheco, à cette époque, souligne la nécessité de défendre cette peinture de l'accusation de n'être que de simples taches de couleurs. Si, aujourd'hui, n'importe quel amateur d'art se prend à observer de près une myriade de couleurs qui ne prend tout son sens qu'avec la distance, à cette époque, les effets d'optique déconcertaient et impressionnaient beaucoup plus. L'adoption de ce style par Vélasquez après son premier voyage en Italie fut un motif de dispute continuelle et le rangeait avec les partisans du style nouveau.
La première reconnaissance en Europe du peintre est due à Antonio Palomino, qui fut l'un de ses admirateurs. Sa biographie de Vélasquez, fut publiée en 1724 dans le tome III du Musée pictural et échelle optique. Un abrégé fut traduit en anglais en 1739 à Londres, en français à Paris en 1749 et 1762, et en allemand en 1781 à Dresde. Il servit dès lors de source pour les historiens. Norberto Caimo, dans les Lettere d'un vago italiano ad un suo amico (1764), se servit du texte de Palomino pour illustrer le « Principe de'Pittori Spagnuoli », qui avait su unir magistralement le dessin romain et la couleur vénitienne. La première critique française de Vélasquez est antérieure, et se trouve dans le tome V des Entretiens sur les vies et sur les ouvrages des plus excellents peintres anciens et modernes publiés en 1688 par André Félibien. Cette étude se limite aux œuvres espagnoles conservées dans les collections royales françaises, et Félibien ne peut citer qu'un paysage de « Cléante » et « plusieurs portraits de la Maison d'Autriche » conservés dans les appartements bas du Louvre et attribués à Vélasquez. Répondant à son interlocuteur qui lui avait demandé ce qu'il trouvait de si admirable dans les œuvres de ces deux inconnus de second rang, Félibien en fit l'éloge affirmant « qu'ils ont choisi et regardé la nature d'une manière très particulière », sans cet « air beau » des peintres italiens,. Déjà au XVIIIe siècle, Pierre-Jean Mariette qualifiait la peinture de Vélasquez d'« audaces inconcevables, qui, à distance, donnaient un effet surprenant et arrivaient à produire une illusion totale »,.
Toujours au XVIIIe siècle, le peintre allemand Anton Raphael Mengs considérait également que Vélasquez, malgré sa tendance au naturalisme et l'absence de la notion de beauté idéale, avait su faire circuler l'air autour des éléments peints, et méritait pour cela le respect. Dans ses lettres à Antonio Ponz, il fit l'éloge de certaines de ses peintures où il remarque sa capacité à imiter la nature, notamment dans Les Fileuses, son dernier style, « où la main ne paraît pas avoir pris part à l'exécution ». Les nouvelles transmises par des voyageurs anglais comme Richard Twiss (1775), Henry Swinburne (1779) et Joseph Townsend (1786) contribuèrent également à une meilleure connaissance et reconnaissance de sa peinture. Le dernier des trois voyageurs affirma que dans les traditionnels éloges à l'imitation de la nature, les peintres espagnols n'étaient pas inférieurs aux principaux maîtres italiens ou flamands. Il mit en valeur le traitement de la lumière et de la perspective aérienne, dans laquelle Vélasquez « laisse tous les autres peintres largement derrière lui ».
Avec les Lumières et ses idéaux éducatifs, Goya — qui affirma à plusieurs occasions n'avoir d'autres maîtres que Vélasquez, Rembrandt et la Nature — fut chargé de réaliser des gravures de certaines œuvres du maître sévillan conservées dans les collections royales. Diderot et D'Alembert, dans l'article « peinture » de L'Encyclopédie de 1791, décrivirent la vie de Vélasquez, ainsi que ses chefs-d'œuvre : Le Porteur d'eau, Les Ivrognes et Les Fileuses. Quelques années plus tard, Ceán Bermúdez renouvela, dans son Dictionnaire (1800), les références aux écrits de Palomino, en l'augmentant de certaines des peintures de l'étape sévillane de Vélasquez. D'après une lettre de 1765 du peintre Francisco Preciado de la Vega à Giambatista Ponfredi, nombre des toiles de Vélasquez étaient déjà sorties d'Espagne. Il fit allusion aux « caravagismes » qu'il avait peint là-bas « de manière assez colorée, et achevée, d'après le goût du Caravage » et qui avait été emportés par des étrangers. L'œuvre de Vélasquez commença à être mieux connue hors d'Espagne lorsque les voyageurs étrangers qui visitaient le pays purent contempler ses toiles au musée du Prado. Le musée commença à exposer les collections royales en 1819, et il ne fut plus nécessaire d'avoir un permis spécial pour admirer ses toiles dans les palais royaux.
L'étude de Stirling-Maxwell sur le peintre publiée à Londres en 1855 et traduite en français en 1865 aida à la redécouverte de l'artiste ; il s'agissait de la première étude moderne sur la vie et l'œuvre du peintre. La révision de l'importance de Vélasquez comme peintre coïncida avec un changement de sensibilité artistique à cette époque..

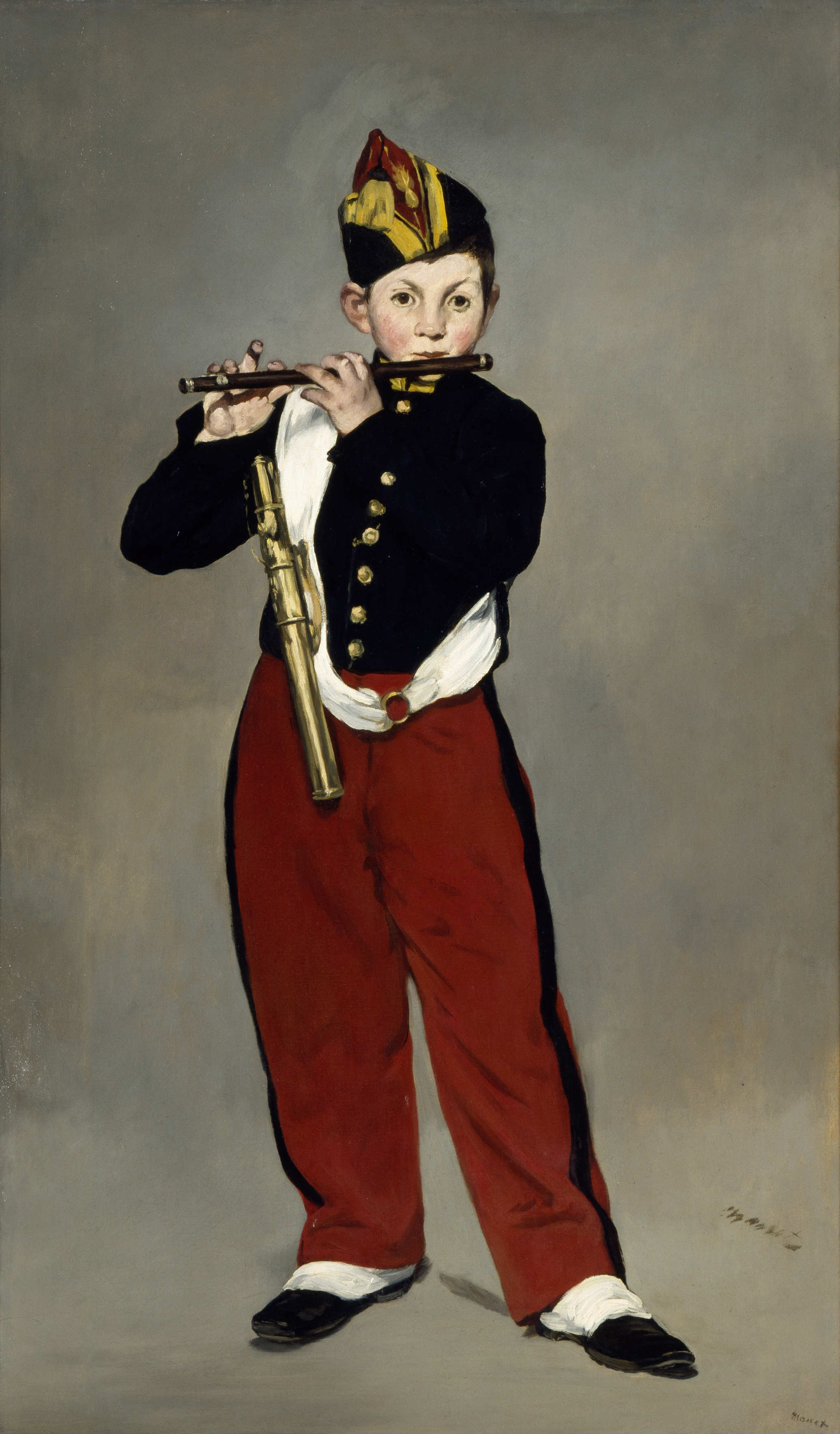
Le Joueur de fifre, Édouard Manet 1866
Musée d'Orsay, Paris.

Ce furent les peintres impressionnistes qui permirent le retour définitif du maître à la notoriété. Ils comprirent parfaitement ses enseignements. C'est notamment le cas d'Édouard Manet et de Pierre-Auguste Renoir, qui se rendirent au Prado pour découvrir et comprendre Vélasquez. Lorsque Manet réalisa ce fameux voyage d'étude à Madrid en 1865, la réputation du peintre était déjà établie, mais personne d'autre que lui ne sentait tant d'émerveillement pour les toiles du Sévillan. Ce fut lui qui fit le plus pour la compréhension et la mise en valeur de cet art.. Il le qualifia de « peintre des peintres » et de « plus grand peintre qui ait jamais existé ». Manet admirait chez son illustre prédécesseur le recours à des coloris très vifs, qui le distinguaient de ses contemporains. L'influence de Vélasquez se retrouve par exemple dans Le Joueur de fifre, où Manet s'inspira ouvertement des portraits de nains et de bouffons réalisés par le peintre espagnol. Il faut tenir compte du chaos considérable qu'il y avait à l'époque dans les collections de l'artiste, de la méconnaissance et des confusions profondes entre ses œuvres propres, les copies, les répliques de son atelier, et les attributions erronées. Aussi, de 1821 à 1850, 147 œuvres de Vélasquez furent vendues à Paris, desquelles seule La Dame à l'éventail, conservée à Londres, est aujourd'hui reconnue comme authentiquement de Vélasquez par les spécialistes.
Pendant la seconde partie du siècle il fut considéré comme peintre universel, le réaliste suprême et le père de l'art moderne.. À la fin du siècle, Vélasquez fut interprété comme un peintre proto-impressionniste. Stevenson, en 1899, étudia ses toiles avec l'œil d'un peintre et trouva de nombreuses parentés techniques entre Vélasquez et les impressionnistes français. José Ortega y Gasset situa le maximum de la réputation de Vélasquez entre les années 1880 et 1920, époque qui correspond aux impressionnistes français. Après cette époque, un reflux commença vers 1920, lorsque l'Impressionnisme et ses idées esthétiques déclinèrent, et avec elles, la considération de Vélasquez. Selon Ortega commença alors une période qu'il nomme « invisibilité de Vélasquez ».

### Influences et hommages modernes
L'étape essentielle que constitue Vélasquez dans l'histoire de l'art est perceptible jusqu'à nos jours, à travers la façon dont les peintres du XXe siècle ont jugé son œuvre. C'est Pablo Picasso qui rendit à son compatriote l'hommage le plus visible, lorsqu'il recomposa entièrement Les Ménines (1957) dans son style cubiste tout en conservant avec précision la position originale des personnages. Bien que Picasso eût craint qu'une telle œuvre fût considérée comme une copie, ce travail, d'une ampleur considérable fut très vite reconnu et apprécié. En 1953, Francis Bacon peignit sa célèbre série Étude d'après le portrait du pape Innocent X par Vélasquez. Salvador Dalí réalisa en 1958 une œuvre intitulée Vélasquez peignant l'infante Marguerite avec les lumières et les ombres de sa propre gloire, suivie des Ménines (1960) et d'un Portrait de Juan de Pareja réparant une corde de sa mandoline (1960) pour célébrer le tricentenaire de sa mort où il utilisa les coloris de Vélasquez.
Des artistes sud-américains lui rendent également hommage comme Fernando Botero avec ses portraits de personnages extraits de certains tableaux de Vélasquez ou comme Herman Braun-Vega avec sa série Vélasquez mis à nu accompagné des Ménines dont le polyptyque principal est exposé au Musée d'Antioquia à Medellín en Colombie et dont le quadriptyque Vélasquez allant à son chevalet se trouve au Musée d'Art Blanton, à Austin au Texas.

L'influence de Vélasquez se fait sentir jusqu'au cinéma. C'est notamment le cas chez Jean-Luc Godard qui, en 1965, dans Pierrot le fou, mit en scène Jean-Paul Belmondo lisant un texte d'Élie Faure consacré à Vélasquez, extrait de son ouvrage L'Histoire de l'Art : 

« Vélasquez, après cinquante ans, ne peignait plus jamais une chose définie. Il errait autour des objets avec l'air et le crépuscule. Il surprenait dans l'ombre et la transparence des fonds les palpitations colorées dont il faisait le centre invisible de sa symphonie silencieuse. »

## Œuvre
Ce paragraphe présente quatre des chefs-d'œuvre du peintre qui sont proposés pour donner une vision de son style à sa maturité pour lequel Vélasquez est mondialement connu. En premier lieu La reddition de Breda de 1635 où il expérimenta la luminosité. Ensuite, un de ses meilleurs portraits – genre dont il était spécialiste – celui du Pape Innocent X peint en 1650. Enfin, ses deux œuvres magistrales Les Menines de 1656 et Les fileuses de 1658.

### La Reddition de Breda

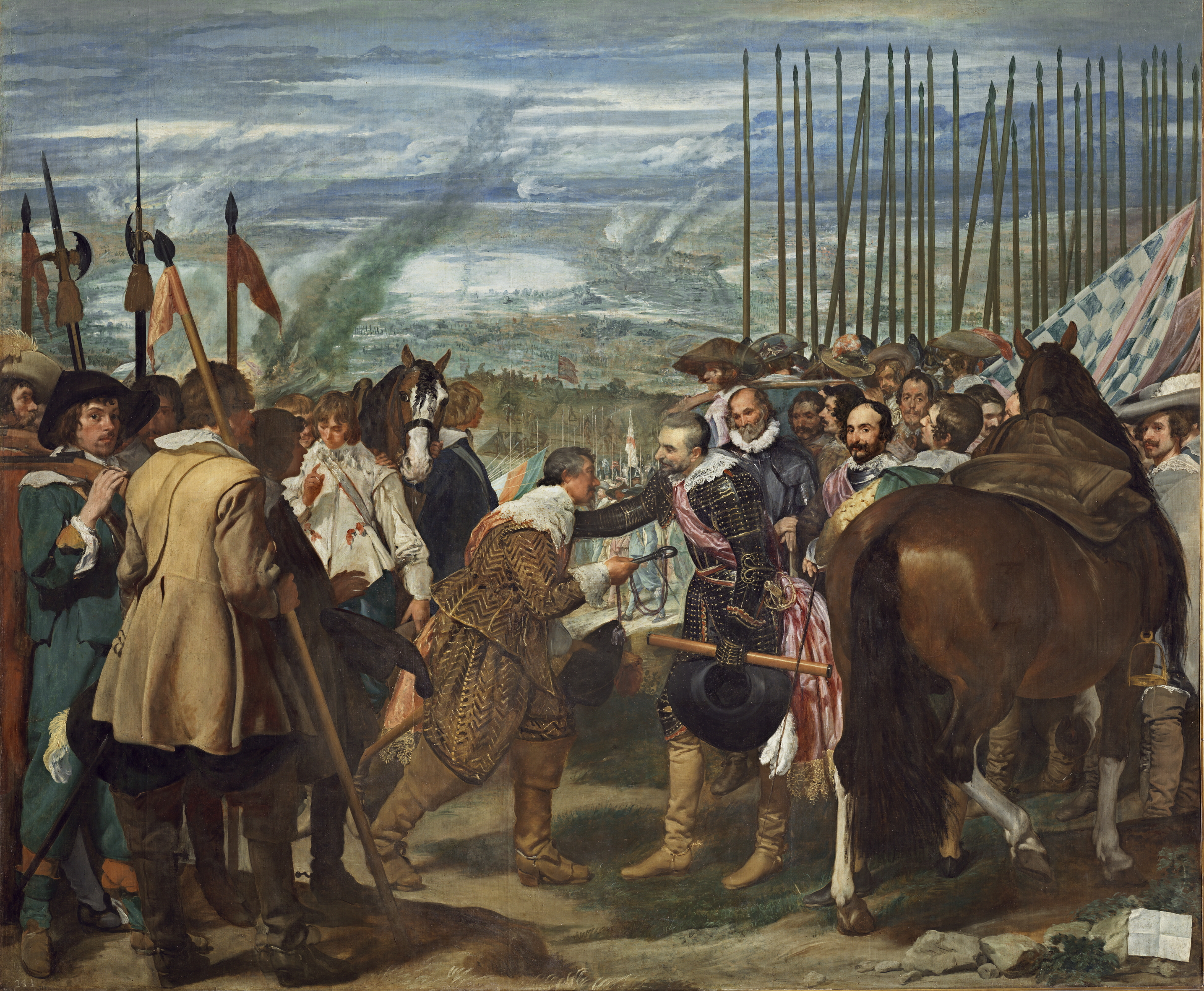
La Reddition de Breda, (1635, Musée du Prado, Madrid)..
Dans cette œuvre, il trouva une nouvelle façon de capter la lumière. Vélasquez n'emploie plus le mode caravagesque en illuminant les volumes par une lumière intense et orientée comme pour son étape sévillane. La technique se fait très fluide Il modifia la composition plusieurs fois, effaçant ce qui ne lui plaisait pas avec de légères superpositions de couleurs. Ainsi, les lances des soldats espagnols furent ajoutées dans une phase postérieure.

Cette toile représente le siège de Bréda et était destinée à décorer le grand salon des Royaumes du palais du Buen Retiro, avec d'autres tableaux épiques de divers peintres. Le salon des Royaumes devait exalter la monarchie espagnole et Philippe IV.
Il s'agit d'une œuvre où le peintre atteignit une maitrise maximale de son art, trouvant une nouvelle façon de capter la lumière. Le style sévillan disparut et Vélasquez n'employa plus les clairs-obscurs pour traiter les volumes illuminés. La technique se fit très fluide, au point que dans certaines zones le pigment ne couvre pas la toile, et laisse percevoir la préparation. Dans cette toile, Vélasquez acheva de développer son style pictural. À la suite de cette peinture, il peignit toujours avec cette nouvelle technique qui ne fut par la suite que très peu modifiée.
La scène représente le général espagnol Ambrogio Spinola qui reçoit du hollandais Justin de Nassau les clefs de la ville conquise. Les conditions de la reddition furent exceptionnellement généreuses et permirent aux vaincus de sortir de la ville avec leurs armes. La scène est une pure invention puisqu'il n'y eut pas d'acte de remise des clefs.
Vélasquez retoucha de nombreuses fois sa composition. Il effaça ce qui ne lui plaisait pas avec des légères superpositions de couleurs que les radiographies permettent de distinguer. La plus significative est celle qui lui fit ajouter les lances des soldats espagnols, éléments capitaux de la composition. Celles-ci s'articulent en profondeur sur une perspective aérée. Entre les soldats hollandais à gauche et les Espagnols à droite, se trouvent des visages fortement illuminés. Les autres sont traités avec divers niveaux d'ombres. Le personnage du général vaincu est traité avec noblesse ce qui est une manière de rehausser le vainqueur.
À droite, le cheval d'Espinola piaffe d'impatience. Les soldats sont soit en attente, soit distraits. Ces petits gestes et mouvements enlèvent la rigidité de La Reddition de Breda et lui donnent un grand naturel.

### Portrait du Pape Innocent X

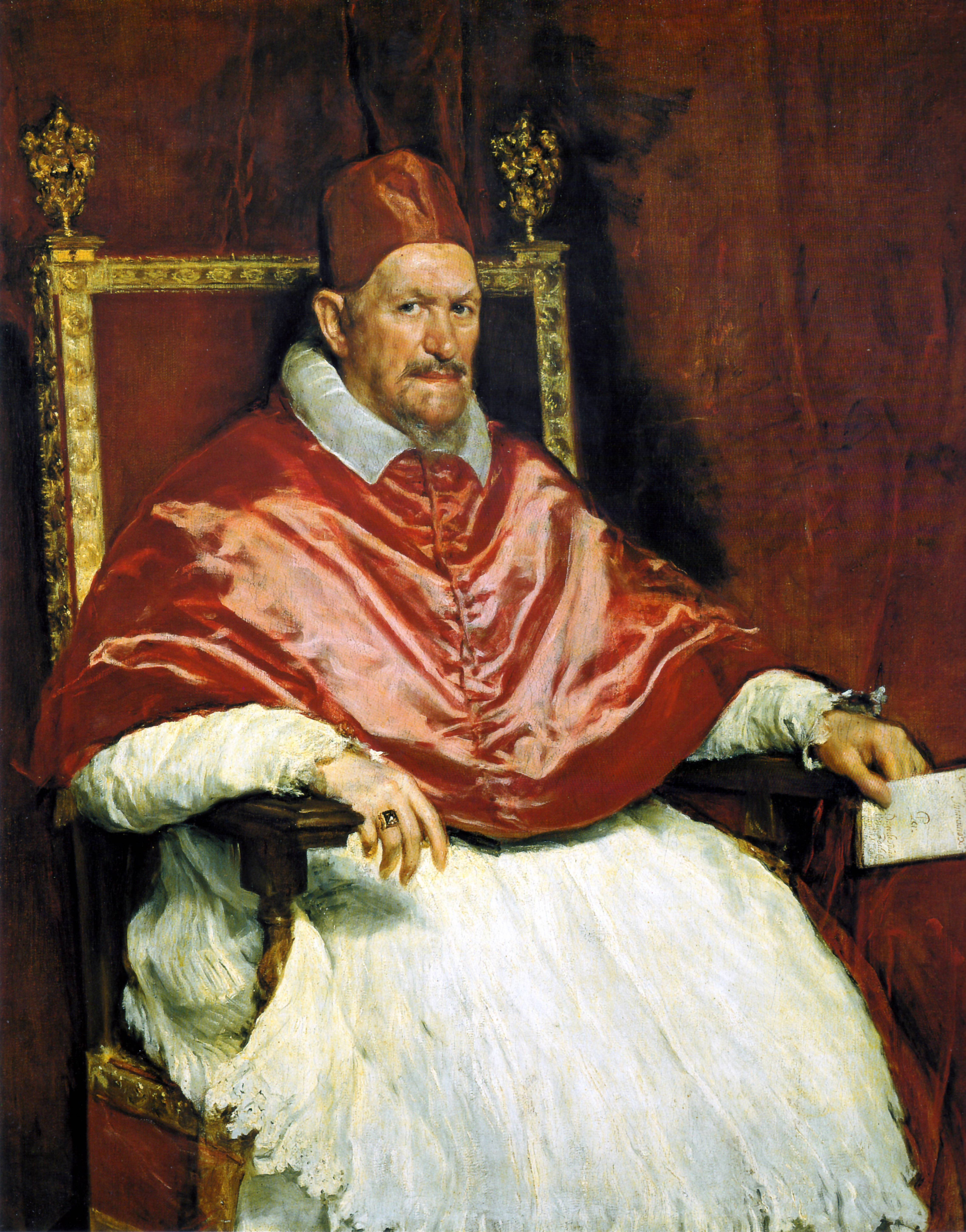
Innocent X (1649-51, Galerie Doria-Pamphilj, Rome).
Vélasquez s'inspira de portraits de papes antérieurs de Raphaël et du Titien, à qui il rendit hommage. Sur une combinaison de tons rouges, jaunes et blancs, la représentation du pape droit sur son siège possède une grande force, rehaussée par la vigueur de son visage et son regard sévère.

Le portrait le plus encensé de la vie du peintre et qui suscite toujours aujourd'hui l'admiration, est celui qu'il réalisa du pape Innocent X. Vélasquez peignit cette toile durant son second voyage en Italie, alors qu'il était au sommet de sa réputation et de sa technique.
Il n'était pas facile d'obtenir que le pape posât pour un peintre. C'était un privilège très peu courant. Pour Henriette Harris, les toiles que Vélasquez lui apporta comme cadeau du roi durent mettre le pape dans de bonnes dispositions. Il s'inspira du portrait de Jules II que Raphaël peignit vers 1511, et de l'interprétation qu'en fit le Titien pour le portrait de Paul III, deux toiles très célèbres et très copiées. Vélasquez rendit hommage à ses maîtres vénitiens dans cette toile plus que dans n'importe quelle autre, bien qu'il essayât d'en faire une création indépendante. La représentation du personnage droit sur son siège lui procure beaucoup de force.
Par des coups de pinceaux séparés, de nombreux tons de rouges se combinent, depuis le plus éloigné au plus proche. Au fond rouge sombre des rideaux, succède celui un peu plus clair du fauteuil, pour finir au premier plan par l'impressionnant rouge de la mosette et son reflet lumineux. L'ensemble est dominé par la tête du souverain pontife, aux traits forts et au regard sévère.
Ce portrait a toujours été admiré. Il a inspiré des peintres de toutes les époques depuis Pietro Neri à Francis Bacon avec sa série tourmentée. Pour Joshua Reynolds c'était le meilleur tableau de Rome et l'un des premiers portraits du monde.
Palomino dit que Vélasquez emporta à son retour à Madrid une réplique, copie de sa main. Il s'agit de la version du musée de Wellington (Apsley House, Londres). Wellington la saisit aux troupes françaises après la bataille de Vitoria. Eux-mêmes l'avaient volée à Madrid durant l'occupation napoléonienne. Il s'agit de la seule copie considérée comme originale de Vélasquez parmi les nombreuses répliques de l'œuvre.

### Les Ménines

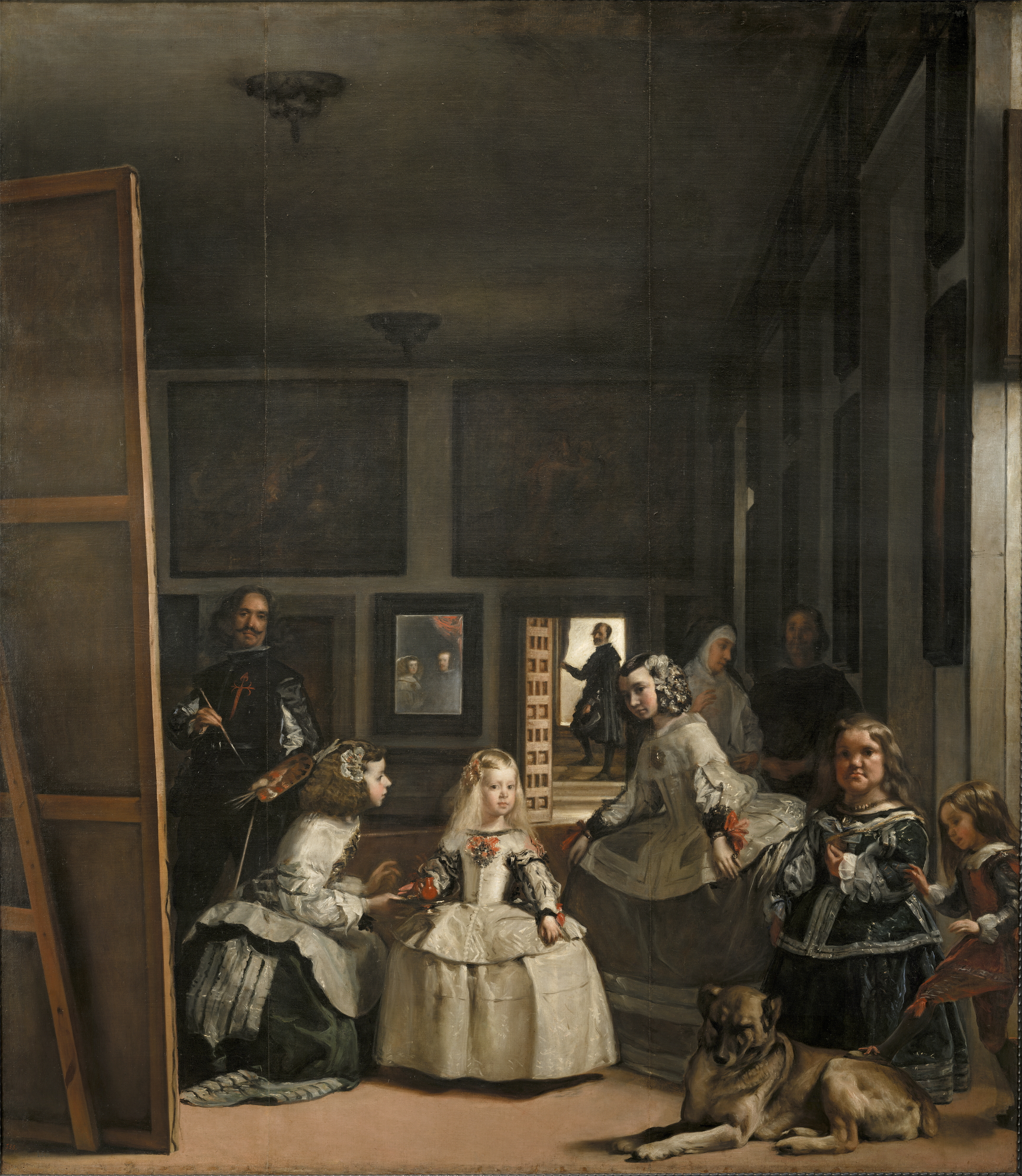
Les Ménines, (1656, Musée du Prado, Madrid).
Cette toile complexe est au sommet de l'œuvre de Vélasquez. Sa maîtrise de la lumière fait sentir au spectateur jusque dans l'air de la chambre.

Vélasquez était après son second voyage en Italie, en pleine maturité artistique. En 1652, ses nouvelles charges d'aposentador — maréchal — du palais lui laissaient peu de temps pour peindre ; mais même ainsi, les quelques toiles qu'il réalisa pendant cette dernière période de vie sont considérées comme exceptionnelles. En 1656, il réalisa Les Ménines,. Il s'agit d'une des toiles les plus connues et les plus controversées encore aujourd'hui. Grâce à Antonio Palomino, nous savons le nom de presque tous les personnages de la toile. Au centre se trouve l'infante Marguerite, assistée par deux dames d'honneur ou Ménines. À droite se trouvent les nains Maribarbola et Nicolas Pertusato, ce dernier taquine de son pied un chien couché au premier plan. Derrière, dans la pénombre, on découvre une dame de compagnie et un garde du corps. Au fond, dans l'entrebâillement de la porte, se trouve José Nieto Vélasquez, responsable de la garde-robe de la reine. À gauche, peignant une grande toile vue de dos, se trouve le peintre, Diego Vélasquez. Le miroir au fond de la pièce reflète les visages du roi Philippe IV et de son épouse Mariane. La toile, malgré son caractère intimiste, est, selon les mots de Jean Louis Augé, une « œuvre dynastique » qui fut peinte pour être exposée dans le bureau d'été du roi.
Pour Gudiol, Les Ménines sont l'aboutissement du style pictural de Vélasquez, dans un processus continu de simplification de sa technique, privilégiant le réalisme visuel sur les effets du dessin. Dans son évolution artistique, Vélasquez comprit que pour rendre avec exactitude n'importe quelle forme, il n'avait besoin que de peu de coups de pinceaux. Ses amples connaissances techniques lui permirent de déterminer quels étaient ces coups de pinceau et où les appliquer du premier coup, sans reprise ni rectification.
La scène se passe dans les anciens appartements du prince Balthasar Carlos, du palais de l'Alcazar. D'après la description de Palomino, Vélasquez se servit du reflet des souverains dans le miroir pour faire comprendre ingénieusement ce qu'il était en train de peindre. Les regards de l'infante, du peintre, de la naine, des dames d'honneur, du chien, de la Ménine Isabelle et de Don José Nieto Vélasquez à la porte du fond, se dirigent tous vers le spectateur qui observe la toile, occupant le point focal où devaient se trouver les souverains. Ce que peint Vélasquez est hors de lui, hors de la toile, dans l'espace réel du spectateur. Michel Foucault dans Les Mots et les Choses attire l'attention sur la façon dont Vélasquez intégra ces deux espaces, confondant l'espace réel du spectateur et le premier plan de la toile créant l'illusion de la continuité entre l'un et l'autre. Il y parvint par une forte illumination au premier plan et un sol neutre et uniforme,.
Les radiographies montrent qu'à l'endroit où est située la toile en cours de réalisation se trouvait l'infante Marie-Thérèse, probablement effacée à cause de son mariage avec Louis XIV. Cette suppression ainsi que la présence du peintre décoré de la croix rouge de l'ordre de Santiago parmi la famille royale, revêt selon Jean-Louis Augé, conservateur en chef du musée Goya de Castres, « une portée symbolique immense : enfin le peintre paraît parmi les grands à leur niveau ».

### Les Fileuses
L'une des dernières œuvres de l'artiste, La Légende d'Arachné, plus communément appelée Les Fileuses (Las hilanderas en espagnol). Elle fut peinte pour un client particulier, Pedro de Arce, qui appartenait à la cour et fut achevée aux alentours de l'année 1657. La toile représente le mythe d'Arachné, une tisserande extraordinaire qu'Ovide décrit dans Les Métamorphoses. La mortelle défia la déesse Minerve pour montrer qu'elle tissait comme une déesse. Les deux compétitrices furent déclarées ex æquo, la tapisserie d'Arachné était de même qualité que celle de Minerve. Au premier plan, la toile représente les deux tisserandes — Arachné, Minerve et leurs aides — travaillant à leurs rouets. Au fond, la conclusion du concours est représentée, lorsque les deux tapisseries sont exposées aux murs et déclarées de mêmes qualités.

Au premier plan, cinq fileuses font tourner les rouets et travaillent. L'une d'elles ouvre le rideau rouge d'une manière théâtrale faisant rentrer la lumière sur la gauche. Au mur à droite, des pelotes de laine sont accrochées. Au second plan, dans une autre salle, trois femmes conversent devant une tapisserie accrochée au mur représentant deux femmes dont une en arme, ainsi que l'Enlèvement d'Europe du Titien au fond. Le tableau, rempli de lumière, d'air et de mouvements, arbore des couleurs chatoyantes et semble avoir fait l'objet de soins considérables de la part de Vélasquez. Comme l'a montré Anton Raphael Mengs, cette œuvre paraît ne pas être le fruit d'un travail manuel, mais d'une pure volonté abstraite. Elle concentre tout le savoir-faire artistique accumulé par le peintre au cours de sa longue carrière de quarante années. Le plan en est pourtant relativement simple et repose sur une combinaison variée de teintes rouges, vertes bleutées, grises et noires.

« Ce dernier Vélasquez, dont l'univers poétique, un peu mystérieux, a pour notre temps une séduction majeure, anticipe sur l'art impressionniste de Claude Monet et de Whistler, alors que les peintres précédents y voyaient un réalisme épique et lumineux. »

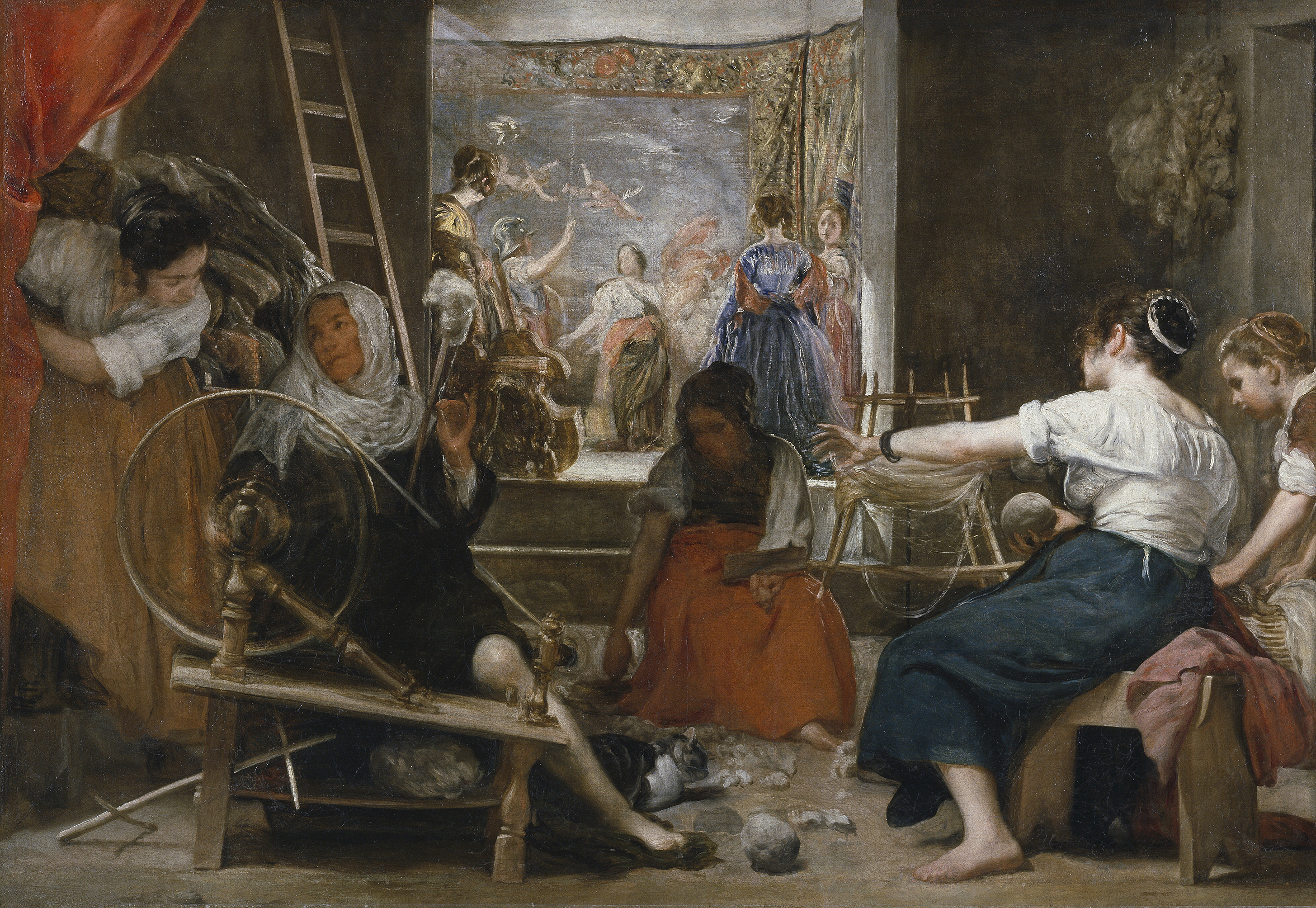
Les Fileuses
Vers 1657 Musée du Prado, Madrid.

Après que Vélasquez l'eut peint, quatre bandes supplémentaires furent ajoutées sur les bords de la toile. Le bord supérieur fut agrandi de 50 cm, 22 cm pour celui de droite, 21 pour celui de gauche et 10 cm sur la partie inférieure. Les dimensions finales sont de 222 cm de haut par 293 cm de large.
L'exécution fut très rapide, sur un fond orangé, à base de mélanges très fluides. Vus de près, les personnages du premier plan sont diffus, définis par des touches rapides qui provoquent un flou. Au fond, cet effet augmente, provoqué par des coups de pinceaux encore plus brefs et transparents. À gauche, on note un rouet dont les rayons se devinent dans un flou qui donne une impression de mouvement. Vélasquez rehausse cet effet en disposant à l'intérieur du rouet des éclats de lumière qui suggèrent les fugaces reflets des rayons en mouvement.
Il introduisit dans la composition de nombreux changements. L'un des plus significatifs est sur la femme de gauche qui tient le rideau et qui n'était pas initialement sur la toile.
La toile nous est parvenue dans de très mauvaises conditions de conservation, atténuées lors de la restauration des années 1980. Selon plusieurs études, c'est l'œuvre où la couleur est la plus lumineuse et où le peintre atteint sa plus grande maîtrise de la lumière. Le contraste entre l'intense luminosité de la scène du fond et le clair-obscur du premier plan est très accusé. Il existe un autre contraste puissant entre Arachné et les personnages dans l'ombre, la déesse Minerve et les autres tisserandes.

## Catalogues et musées

portrait du nain Sebastián de Morra (1645, Musée du Prado, Madrid).
On note la luminosité du visage, le regard concentré, la représentation de ses vêtements et le traitement neutre du fond.

On estime qu'il existe entre cent-vingt et cent-vingt-cinq œuvres de Vélasquez conservées, une très petite quantité au regard des quarante années de production. Si on ajoute les œuvres référencées mais perdues, on estime qu'il dut peindre environ cent-soixante toiles. Pendant les vingt premières années de sa vie, il peignit environ 120 œuvres à raison de 6 par an, alors que dans ses vingt dernières années, il ne peignit que quarante toiles à raison de deux par an. Palomino explique que cette réduction se produisit à cause des multiples activités de la cour qui lui prenaient son temps.
Le premier catalogue sur l'œuvre de Vélasquez fut réalisée par Stirling-Maxwell en 1848, et comptait 226 toiles. Les catalogues des auteurs successifs réduisirent peu à peu le nombre d'œuvres authentiques jusqu'à arriver aux chiffres actuels de 120-125. Le catalogue contemporain le plus utilisé est celui de José López-Rey publié en 1963 et révisé en 1979. Dans sa première version il incluait 120 œuvres, et 123 après révision.
Le Musée du Prado possède une cinquantaine d'œuvres du peintre, la partie fondamentale de la collection royale ; les autres collections madrilènes telles que la Bibliothèque nationale d'Espagne (Vue de grenade, sépia, 1648), ou la Colección Thyssen-Bornemisza (Portrait de Marie-Anne d'Autriche), dépôt du Museu Nacional d'Art de Catalunya, ou la Collection Villar-Mir (Les Larmes de Saint-Pierre), totalisent dix autres œuvres du peintre.
Le Kunsthistorisches Museum de Vienne possède dix autres toiles dont cinq portraits de la dernière décennie. La majorité de ces toiles sont des portraits de l'infante Marguerite Thérèse qui furent envoyés à la cour impériale de Vienne pour que le cousin de l'empereur Léopold qui s'était engagé à l'épouser lors de sa naissance, pût voir sa croissance.
Les Îles Britanniques conservent également une vingtaine de tableaux. Du vivant de Vélasquez, il existait déjà des collectionneurs de sa peinture. C'est là que se trouvent le plus de toiles de la période sévillane du peintre, ainsi que l'unique Vénus qui nous est parvenue. Elles sont exposées dans des galeries publiques à Londres, Édimbourg et Dublin. La majeure partie de ces toiles sortirent d'Espagne lors des guerres napoléoniennes.
Vingt autres œuvres sont conservées aux États-Unis, dont une dizaine à New York.
En 2015, une exposition sur Vélasquez a lieu au Grand-Palais à Paris sous la direction de Guillaume Kientz, du 25 mars au 13 juillet 2015. L'exposition, qui comptait 44 toiles de ou attribuées à Vélasquez et 60 à ses élèves, a accueilli 478 833 visiteurs.

## Documentation contemporaine sur le peintre

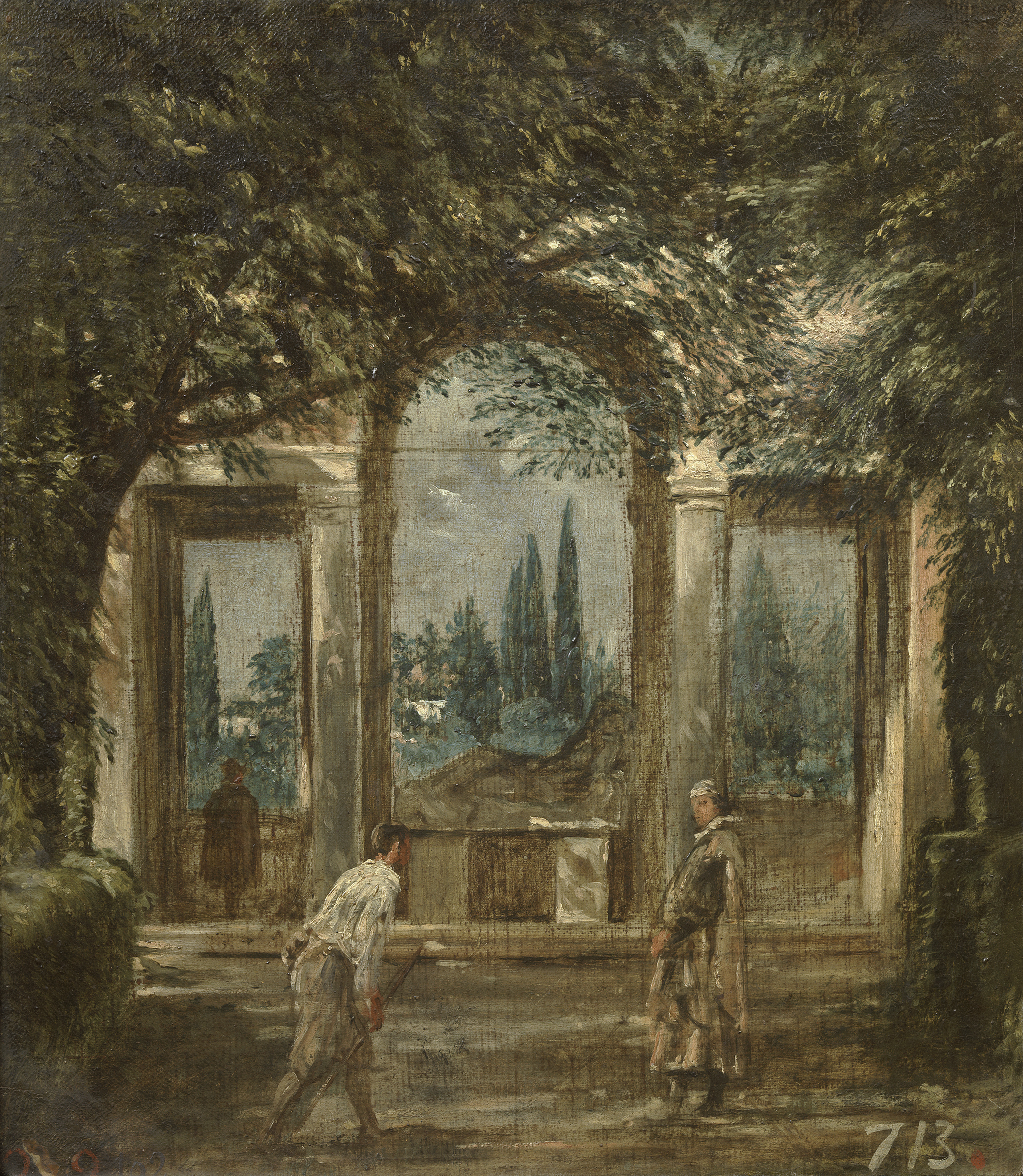
La Villa Médicis à Rome, Pavillon d'Ariane (1630, Musée du Prado, Madrid).

Les premiers biographes de Vélasquez fournirent une documentation importante sur sa vie et son œuvre. Le premier fut Francisco Pacheco (1564-1644), personnage très proche du peintre puisqu'il fut à la fois son professeur et son beau-père. Dans son traité L'Art de la peinture, terminé en 1638, il donna d'amples informations sur le peintre jusqu'à cette date. Il donna des détails sur son apprentissage, ses premières années à la cour, et son premier voyage en Italie. L'Aragonais Jusepe Martínez, peint par le maître à Madrid et Saragosse, inclut un bref compte-rendu biographique dans son Discours pratique du très noble art de la peinture (1673), avec des informations sur le second voyage de Vélasquez en Italie et sur les honneurs qu'il reçut à la cour.
Nous disposons également de la biographie complète du peintre réalisée par Antonio Palomino (1655-1721), et publiée en 1724, 64 ans après sa mort. Cette œuvre tardive est cependant basée sur les notes prises par un ami du peintre, Lázaro Díaz del Valle, dont on a conservé les manuscrits, ainsi que sur d'autres notes, perdues, de la main de l'un de ses derniers disciples Juan de Alfaro (1643-1680). De plus, Palomino était peintre à la cour, il connaissait bien l'œuvre de Vélasquez et les collections royales. Il parla avec des personnes qui avaient connu le peintre jeune. Il donna d'abondantes informations sur son second voyage en Italie, sur ses activités de peintre de la chambre du roi, et sur son emploi de fonctionnaire du palais.
Il existe divers éloges poétiques. Quelques-uns furent réalisés très tôt, comme le sonnet dédié par Juan Vélez de Guevara à un portrait équestre du roi, l'éloge panégyrique de Salcedo Coronel à une toile du comte-duc, ou l'épigramme de Gabriel Bocángel au Portrait d'une dame de beauté supérieure. Ces textes sont complétés par un ensemble de nouvelles sur des œuvres concrètes et donnent une idée de la reconnaissance rapide du peintre dans les cercles proches de la cour. La réputation de Vélasquez dépasse les cercles de la cour. D'autres critiques sont ainsi fournies par des écrivains contemporains comme Diego Saavedra Fajardo ou Baltasar Gracián. De la même façon, les commentaires du père Francisco de los Santos, en sont le révélateur, dans ses notes sur la participation du peintre à la décoration du monastère de l'Escurial.
On dispose également de nombreux documents administratifs sur les épisodes de sa vie. Cependant, nous ne savons rien de ses lettres, de ses écrits personnels, de ses amitiés ou de sa vie privée et plus généralement des témoignages qui permettraient de mieux cerner son état d'esprit et ses pensées pour mieux comprendre son œuvre. La compréhension de la personnalité de l'artiste est difficile..
Vélasquez est connu pour sa bibliophilie. Sa bibliothèque, très riche pour l'époque, était formée par 154 ouvrages traitant de mathématiques, géométrie, géographie, mécanique, anatomie, architecture et de théorie de l'art. Récemment, diverses études ont tenté de comprendre la personnalité du peintre par ses livres.

## Honneur
L'astéroïde (155438) Velásquez est nommé en son honneur.

### Traductions et notes
1. ↑  Le 7 novembre 1621 Francisca, huitième sœur de Vélasquez, reçut le baptême, alors que celui-ci était déjà père de deux filles.
2. ↑  Notamment dans le portrait La Vénérable Mère Jerónima de la Fuente, en 1620, Philippe IV en costume châtaigne et argent, vers 1631, et sur un fragment, une main d'homme d'un Portrait de l'archevêque Valdés (López-Rey, p. 46). La toile Don Cristóbal Suárez de Ribera est également signée du monogramme « DOVZ » (DiegO VelazqueZ) peut-être apocryphe (López-Rey, p. 46).
3. ↑  Par exemple dans le Portrait du Pape Innocent X.
4. ↑  Le nom de son père était « Silva », mais, conformément à la coutume portugaise, le père du peintre faisait précéder ce nom de celui reçu de sa mère : Velázquez.
5. ↑  Selon Enrique Lafuente Ferrari « Pacheco était un peintre médiocre [...] mais de grand prestige dans sa cité. Homme discret et sage, homme de plume, théoricien de l'art, il publia en 1649 à Séville un livre L'Art de la peinture, écho tardif des doctrines du Maniérisme ».
6. ↑  Les premières huiles connues de Herrera, datées de 1614, montrent d'un autre côté un peintre archaïque, qui ne s'est pas encore libéré du maniérisme flamand pratiqué à Séville au siècle précédent.
7. ↑  Les termes de bodegones (natures mortes) ou bodegones con figuras (natures mortes avec des personnages) sont utilisés pour l'ensemble de la production de Vélasquez mettant en valeur des objets malgré la présence de personnages par Francico Pacheco et Carl Justi à sa suite. Ils désignent une grande partie de l'œuvre sévillane du jeune Vélasquez et notamment le Porteur d'eau de Séville, Trois hommes à table, le déjeuner, La Cène d'Emmaüs, Vieille faisant frire des œufs, Christ dans la maison de Marthe et Marie. Les toiles peuvent être interprétées comme des scènes de genre voire dans ce cas comme une vanité par la représentation des trois âges de la vie. Carl Justi, p. 45.
8. ↑  . D'après l'information un peu confuse de Pacheco, Palomino pense que le premier portrait de 1623 serait un portrait équestre ; Justi et d'autres défendent également cette idée. À ce sujet, on peut se référer aux notes de Bonaventura Bassegoda et son édition El arte de la pintura de Pacheco, p. 204-205, et à Brown 1986, p. 45-47.
9. ↑  José López-Rey est le biographe de Vélasquez. Il a publié en 1963 un catalogue raisonné de ses œuvres, en anglais, éditions Faber and Faber, Londres, 368 p., réédité en 1979 par la Bibliothèque des arts, Lausanne, 581 p., traduction en français d'Élisabeth Servan-Schreiber Bibliothèque des art, réédité en 1999 par Taschen, 592 p.  (ISBN 3822808016).
10. ↑  déjà cité en bibliographie pour un ouvrage en espagnol, Gudiol a également produit une somme sur Vélasquez : Vélasquez. 1599-1660, sa vie, son œuvre, son évolution, éditions du Cercle d'art, Paris 1975, 348 p. grand format.
11. ↑  López-Rey (1996, p. 206-207) minore l'importance du document de Brown et d'Éliot pour appuyer la formation de cette série à cette époque, et en particulier pour l'exécution de ce « bouffon aux calebasses », en 1628-1629 (p. 90).
12. ↑  Au contraire, López-Rey (1996, p. 246-249) soutien que le bouffon appelé à intégrer le Musée du Prado, Diego d'Acedo, le cousin, est précisément celui nommé Le Bouffon don Sébastien de Morra  par Mazo au vieil Alcázar.
13. ↑  Cité dans la présente bibliographie et dans l'article pour son ouvrage : Velázquez (Los Genios de la Pintura Española), Madrid, SARPE, 1990  (ISBN 84-7700-083-2), « Velázquez, pintor de la luz ».
14. ↑  Cependant, on sait par un document fourni par Pita Andrade que la Vénus se trouvait à Madrid au moins à partir du premier juillet 1651 dans la collection de Gaspar de Haro y Guzmán (es), marquis de Carpio ; c'est-à-dire, avant le retour de Vélasquez d'Italie, ce qui fait dire à López-Rey (1996, p. 260-262), Marías Franco 1999, p. 169) et d'autres plus tard, que son exécution est antérieure. Il situent la date de sa réalisation entre 1644 et 1648.
15. ↑  Jennifer Montagu a rédigé un article pour le Brulington magazine en 1983 intitulé : Vélasquez Marginalia, his slave Juan de Pajera, and his illegitimate son Antonio. Elle est citée dans le mémoire Vélasquez, the spanish style and the art of devotion de Lawrence Leo Saporta publié par le Bryn Mawr College.
16. ↑  McKim Smith est un historien d'art et un chercheur. Il a travaillé avec des scientifiques et des photographes à l'authentification de tableaux de vélasquez. Il a écrit l'ouvrage (en) Gridley McKim-Smith, Examining Velazquez, Yale University Press, 1988 (ISBN 0300036159, lire en ligne).
17. ↑  È troppo vero : « [се portrait est] trop vrai ».
18. ↑  Norberto Caimo est un écrivain du XVIIIe siècle. Il a publié Voyage d'Espagne, fait en l'année 1755, rééditéé 2011 chez Nabu Press, 540 p.  (ISBN 1174501030).
19. ↑  Francisation de Francisco Collantes, peintre espagnol.
20. ↑  Les commentaires de Félibien furent reçus par Antonio Ponz dans son Voyage hors d'Espagne (1785), opposant à ceux-ci le « haut niveau d'estime » dans lequel Mengs tenait la peinture de Vélasquez, pour critiquer les rares connaissances qu'avaient les critiques françaises de la peinture espagnole « avec l'échec d'un pays [la France] qui n'a donné aucun grand peintre », Corpus velazqueño, p. 654.
21. ↑  Il s'agissait de sa plus grande toile depuis Guernica en 1937.
22. ↑  Pietro Martire Neri (1591-1661) est un peintre lombard qui s'est largement inspiré de Vélasquez dans ses toiles. Il a notamment copié le portrait d'Innocent X dans une toile conservée à l'Escurial. Pour plus d'informations sur Pietro Martire Neri, voir E. Perez Sanchez, Pintura italiana del s. XVII en España, Madrid, 1985, p. 356-358.
23. ↑  Certains chroniqueurs, ont affirmé que Philippe IV, après s'être extasié sur le tableau, aurait peint lui-même sur la poitrine de Vélasquez la croix rouge de l'ordre de Santiago guidé de la main de Juan de Pareja. Si cette légende est reprise par l'écrivain Elisabeth Borton de Treviño dans la postface de son roman, Je suis Juan de Pareja, elle est cependant reconnue comme fausse, étant donné que Vélasquez ne reçut cette éminente distinction de chevalerie que trois ans après l'exécution du tableau (Saint-Paulien, Vélasquez et son temps, Paris, A. Fayard, 1961, 275 p., p. 211).
24. ↑  La légende se conclut par la rage de Minerve, détruisant l'ouvrage d'Arachné, laquelle se pend de dépit ; Minerve, prise de remords, la change alors en araignée, pour qu'elle puisse continuer son ouvrage.

### Monographies
- (es) José Alcalá Zamora et Alfonso Pérez Sánchez, Velázquez y Calderón. Dos genios de Europa, Madrid, Real Academia de la Historia, 2000 (ISBN 84-89512-76-0)
- (es) José María Azcárate, Velázquez (Los Genios de la Pintura Española), Madrid, SARPE, 1990 (ISBN 84-7700-083-2), « Velázquez, pintor de la luz »
- Pietro Maria Bardi et Yves Bottineau, Vélasquez, Paris, Flammarion, 1997 (ISBN 2-08-010244-3)
- Bartolomé Bennassar, Vélasquez, éditions de Fallois, 2010 (ISBN 978-2-87706-730-0)
- Jeannine Baticle, Velázquez : peintre hidalgo, Gallimard, coll. « Découvertes Gallimard / Arts » (no 73), 1989 (ISBN 2-870-27637-0)
- Yves Bottineau, Velázquez, Citadelle & Mazenod, coll. « Les Phares », 1998 (ISBN 2-850-88110-4).
- Jonathan Brown, Velázquez, Fayard, 1988 (ISBN 2-213-02218-6).
- (es) Jonathan Brown, Velázquez. Pintor y cortesano, Madrid, Alianza Editorial, 1986 (ISBN 84-206-9031-7)
- (es) Francisco Calvo Serraller, Velázquez, Barcelone, Editorial Empunes, 1991 (ISBN 84-7596-281-5).
- (es) María José Casado, Velázquez (Los Genios de la Pintura Española), Madrid, SARPE, 1990 (ISBN 84-7700-083-2), « Su vida y su época »
- Eugène Dabit, Les Maîtres de la peinture espagnole - Le Greco, Vélasquez, Gallimard, 1937
- (es) David Davis, Velázquez, Barcelone, Galaxia Gutenberg, S.A., 1999, « El Primo »
- (es) Julián Gállego, Diego Velázquez, Barcelone, Antropos, 1985 (ISBN 84-85887-23-9)
- (es) José Gudiol, Velázquez, Barcelone, Ediciones Poligrafa SA, 1982 (ISBN 84-343-0353-1)
- (es) Enriqueta Harris, Velázquez, Barcelone, Galaxia Gutenberg, S.A., 1999, « Inocencio X ».
- (es) Alfred Herzer, Velázquez, Madrid, Revista de occidente, 1963.
- (es) Carl Justi, Velázquez y su siglo, Madrid, Espasa-Calpe, 1953.
- Enrique Lafuente Ferrari, Velazquez, Lausanne, Skira, 1988, 110 p. (ISBN 2-605-00121-0).
- (es) José López-Rey, Velázquez, Barcelona, Compañía Internacional Editora S. A., 1978 (ISBN 84-85004-74-4)
- (es) Fernando Marías Franco, Velázquez, El Arte y sus creadores. Historia 16, 1993.
- (es) Fernando Marías Franco, Velázquez. Pintor y criado del rey, Madrid, Nerea, 1999 (ISBN 84-89569-33-9).
- (es) Maurizio Marini, Velázquez, Madrid, Electa, 1997 (ISBN 84-8156-160-6).
- Émile Michel, Diego Velázquez. Physionomie d'un génie, Paris, Pocket, 2015
- (es) José Ortega y Gasset, Velázquez, Madrid, Revista de Occidente SA, 1963, « La fama de Velázquez »
- (es) Javier Portús, Velázquez, Milan, RCS Libri S.p.A., 2004 (ISBN 84-89780-54-4), « Velázquez en primera persona »
- (es) Elena Ragusa, Velázquez, Milan, RCS Libri S.p.A., 2004 (ISBN 84-89780-54-4), « La vida y el arte. »
- (es) Elena Ragusa, Velázquez, Milan, RCS Libri S.p.A., 2004 (ISBN 84-89780-54-4), « Breve antología crítica »
- (es) Salvador Salort Pons, Velázquez en Italia, Madrid, Fundación de Apoyo a la Historia del Arte Hispánico, 2002 (ISBN 84-932891-1-6)
- (es) Victor I. Stoichita, Velázquez, Barcelone, Galaxia Gutenberg, S.A., 1999, « El retrato del esclavo Juan Pareja: semejanza y conceptismo »
- Norbert Wolf, Diego Velázquez, 1599-1660, Taschen, 2003 (ISBN 3-822-86984-8)
- Adrien Le Bihan, Le désir de Velázquez attrapé par Picasso, Le temps qu'il fait, 2020  (ISBN 978-2-86853-667-9).

### Ouvrage sur l'art
- (es) Andreas Prater, Los Maestros de la pintura Occidental, Colonia, Benedikt Taschen Verlag GmbH, 2000 (ISBN 3-8228-6794-2), « El Barroco »
- (es) Ernst Hans Gombrich, La historia del arte, Madrid, Editorial Debate SA, 1997 (ISBN 84-8306-044-2)
- (es) Karin Hellwig, La literatura artística española del siglo XVII, Madrid, Visor, 1999 (ISBN 84-7774-602-8)

### Ouvrages historiques
- (es) Francisco Pacheco, El arte de la pintura, Madrid, Cátedra, 1990 (1re éd. Bonaventura Bassegoda) (ISBN 84-376-0871-6)[pas clair]
- (es) Bonaventura Bassegoda (dir.) et Francisco Pacheco, El arte de la pintura, Madrid, Cátedra, 2009, 3e éd. (1re éd. 1990) (ISBN 8437625556 et 978-8437625553)
- (es) Antonio Palomino, El museo pictórico y escala óptica III. El parnaso español pintoresco laureado, Madrid, Aguilar S.A. de Ediciones, 1988 (ISBN 84-03-88005-7)

### Études
- (es) Dirección General de Bellas Artes y Bienes Culturales., Corpus velazqueño. Documentos y textos, 2 vols., sous la direction de J. M. Pita Andrade., Madrid, 2000 (ISBN 84-369-3347-8)
- (es) Jonathan Brown et Carmen Garrido, Velázquez. La técnica del genio, Madrid, Ediciones Encuentro (ISBN 84-7490-487-0)
- (es) Francisco Calvo Serraller, Las Meninas de Velázquez, Tf editores, 1995 (ISBN 84-89162-36-0).
- (es) Carmen Garrido Pérez, Velázquez, técnica y evolución, Madrid, Museo del Prado, 1992 (ISBN 84-87317-16-2)
- (es) Enriqueta Harris, Estudios completos sobre Velázquez, Madrid, Centro de Estudios Europa Hispánica, 2006 (ISBN 8493464325), « Velázquez y Gran Bretaña (1999) »
- (es) Enriqueta Harris, Estudios completos sobre Velázquez, Madrid, Centro de Estudios Europa Hispánica, 2006 (ISBN 8493464325), « Biografía de Velázquez (2002) »
- (es) Gilles Knox, Las últimas obras de Velázquez, Madrid, Centro de Estudios Europa Hispánica, 2010 (ISBN 84-93677-63-9)
- (es) Alfonso E Pérez Sánchez, El Museo del Prado, Fundación Amigos del Museo del Prado y Fonds Mercator, 1996 (ISBN 90-6153-363-5), « Escuela española »
- (es) Andreas Prater, Venus ante el espejo. Velázquez y el desnudo, Madrid, Centro de Estudios Europa Hispánica, 2007 (ISBN 84-936060-0-6)
- (es) Elena Ragusa, Velázquez, Milan, RCS Libri S.p.A., 2004 (ISBN 84-89780-54-4), « Las obras maestras »

### Catalogues

#### Expositions
- (es) Julián Gállego, Velázquez. Catálogo Museo del Prado. Exposición enero-marzo 1990, Madrid, Museo del Prado, 1990 (ISBN 84-87317-01-4), « Catálogo »
- (es) José Luis Morales y Marín, El Prado. Colecciones de pintura., Lunwerg Editores, 2004 (ISBN 84-9785-127-7), « Escuela española »
- (es) Alfonso E. Pérez Sánchez, Velázquez. Catálogo Museo del Prado. Exposición enero-marzo 1990, Madrid, Museo del Prado, 1990 (ISBN 84-87317-01-4), « Velázquez y su arte ». .
- Guillaume Kientz (dir.), Velázquez. Catalogue de l'exposition au Grand-Palais du 25 mars au 13 juillet 2015, Paris, Musée du Louvre éditions/Réunion des musées nationaux, 2015 (ISBN 978-2-7118-6221-4)

#### Œuvres
- (es) Pietro Maria Bardi, La obra pictórica completa de Velázquez, Barcelone, Editorial Noguer SA y Rizzoli Editores, 1969, « Documentación sobre el hombre y el artista »
- (es) José López-Rey, Velázquez. Catalogue raisonné, vol. II, Cologne, Taschen Wildenstein Institute, 1996 (ISBN 3-8228-8731-5)
- (es) José Miguel Morán Turina et Isabel Sánchez Quevedo, Velázquez. Catálogo completo, Madrid, Ediciones Akal SA, 1999 (ISBN 84-460-1349-5)

### Dictionnaires
- Bénézit, Dictionnaire critique et documentaire des peintres, sculpteurs, dessinateurs et graveurs de tous les temps et de tous les pays, vol. 14, éditions Gründ, janvier 1999, 13440 p. (ISBN 2700030249), p. 93-95
- Michel Laclotte et Jean-Pierre Cuzin, Dictionnaire de la peinture occidentale du Moyen Âge à nos jours, Paris, Larousse, 1987, 991 p. (ISBN 2-03-511307-5)
- Alfonso E. Pérez Sánchez et al., Dictionnaire de la peinture espagnole et portugaise du Moyen Âge à nos jours, Paris, Larousse, 1989, 320 p. (ISBN 2-03-740016-0)